# Napoleone Bonaparte
Napoleone Bonaparte, spesso chiamato per antonomasia anche solo Napoleone (Ajaccio, 15 agosto 1769 – Longwood, Isola di Sant'Elena, 5 maggio 1821), è stato un politico e generale francese, fondatore del Primo Impero francese e protagonista della prima fase della storia contemporanea europea, detta "età napoleonica".
Nato in Corsica da una famiglia della piccola nobiltà italiana, studiò in Francia, dove divenne ufficiale d'artiglieria e quindi generale durante la Rivoluzione francese. Ottenuti prestigio e stima grazie alle vittorie nel corso della prima campagna d'Italia, dopo il colpo di Stato del 18 brumaio (9 novembre 1799) assunse il potere in Francia: fu Primo Console dal novembre di quell'anno al 18 maggio 1804, e Imperatore dei francesi, con il nome di Napoleone I (Napoléon Ier) dal 2 dicembre 1804 al 14 aprile 1814 e nuovamente dal 20 marzo al 22 giugno 1815. Fu anche presidente della Repubblica Italiana dal 1802 al 1805, re d'Italia dal 1805 al 1814, «mediatore» della Confederazione svizzera dal 1803 al 1813 e «protettore» della Confederazione del Reno dal 1806 al 1813.
Grande uomo di guerra, protagonista di oltre vent'anni di campagne in Europa, Napoleone è stato considerato il più grande stratega della storia dallo storico militare Basil Liddell Hart, mentre lo storico Evgenij Tàrle non esita a definirlo "l'incomparabile maestro dell'arte della guerra" e "il più grande dei grandi". Grazie al suo sistema di alleanze e a una serie di brillanti vittorie contro le potenze europee, conquistò e governò larga parte dell'Europa continentale, esportando gli ideali rivoluzionari di rinnovamento sociale e arrivando a controllare numerosi Regni tramite persone a lui fedeli (Giuseppe Bonaparte in Spagna, Gioacchino Murat nel Regno di Napoli, Girolamo Bonaparte in Vestfalia, Jean-Baptiste Jules Bernadotte nel Regno di Svezia e Luigi Bonaparte nel Regno d'Olanda).
La sua riforma del sistema giuridico (confluita nel Codice Napoleonico) introdusse chiarezza e semplicità delle norme e pose le basi per il moderno diritto civile.
La disastrosa campagna di Russia (1812) segnò il tramonto del suo dominio sull'Europa. Sconfitto nella battaglia di Lipsia dagli alleati europei nell'ottobre del 1813, Napoleone abdicò il 4 aprile 1814 e fu esiliato all'isola d'Elba. Nel marzo del 1815, abbandonata furtivamente l'isola, sbarcò a Golfe Juan, vicino ad Antibes, e rientrò a Parigi senza incontrare opposizione, riconquistando il potere per il periodo detto dei "cento giorni", finché non venne definitivamente sconfitto dalla settima coalizione nella battaglia di Waterloo, il 18 giugno 1815. Trascorse gli ultimi anni di vita in esilio all'isola di Sant'Elena, sotto il controllo dei britannici. Dopo la sua caduta il congresso di Vienna ristabilì in Europa i vecchi regni pre-napoleonici (Restaurazione).
Fu il primo regnante della dinastia dei Bonaparte. Sposò Giuseppina di Beauharnais nel 1796 e, in seconde nozze, l'arciduchessa Maria Luisa d'Austria, l'11 marzo 1810, dalla quale ebbe l'unico figlio legittimo, Napoleone Francesco, detto il re di Roma (1811-1832). La sua figura ha ispirato artisti, letterati, musicisti, politici, filosofi e storici, dall'Ottocento ai giorni nostri.

## Biografia

### La nascita
Napoleone Bonaparte nacque ad Ajaccio, in Corsica, poco più di un anno dopo la stipula del trattato di Versailles del 1768, con il quale la Repubblica di Genova lasciava mano libera alla Francia nell'isola, che fu così invasa dalle armate di Luigi XV e annessa al patrimonio personale del re. La famiglia Bonaparte apparteneva alla piccola borghesia còrsa e aveva forse lontane origini nobili genovesi.

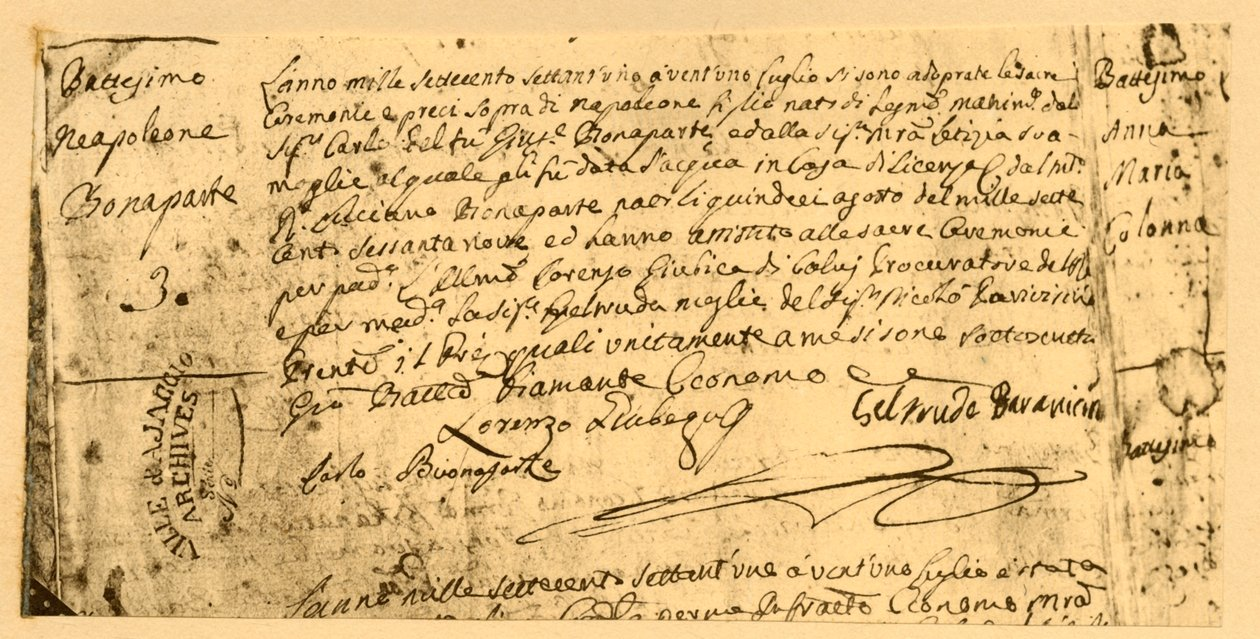
Atto di nascita di Napoleone Bonaparte del 7 luglio 1771 redatto in italiano.

Il padre, Carlo Maria Buonaparte, avvocato laureatosi all'Università di Pisa, aveva effettuato ricerche araldiche per ottenere presso i lontani parenti di San Miniato una patente di nobiltà che gli conferisse prestigio in Patria e gli permettesse di meglio provvedere all'istruzione dei figli. Secondo alcune ricostruzioni, Napoleone avrebbe cambiato il cognome da "Buonaparte" in "Bonaparte" dopo la morte del padre, pochi giorni prima di sposare Giuseppina e partire per la campagna d'Italia, per renderlo più adatto alla lingua francese. In realtà già nel suo atto di battesimo, redatto ad Ajaccio in lingua italiana, viene attestata la nobiltà della famiglia e si riporta il cognome Bonaparte, prova che esso non era definitivamente fissato nella forma Buonaparte, mentre nei successivi atti, in italiano, relativi a Paola e a Luigi Napoleone il cognome, ancora nella forma Bonaparte, è preceduto dalla particella "de". Carlo Maria Bonaparte morì prematuramente a causa di un tumore dello stomaco, il 24 febbraio 1785, a Montpellier.
La madre era Maria Letizia Ramolino, discendente da nobili toscani e lombardi; al momento del matrimonio, il 2 giugno 1764, aveva 14 anni, mentre il marito ne aveva 18. La coppia ebbe 13 figli, di cui solo otto sopravvissero: oltre Napoleone anche i fratelli Giuseppe, Luciano, Luigi e Girolamo; le sorelle Elisa, Paolina e Carolina. Lo stesso Napoleone disdegnò in più occasioni tali ascendenze illustri affermando che voleva essere fondatore e non discendente di tale nobiltà.
I due genitori combatterono nella guerra fra i corsi e i francesi e Maria combatté anche quando era incinta di Napoleone, suo secondo figlio. Il 15 agosto 1769 durante la festa dell'Assunzione si recò alla cattedrale di Ajaccio. Al suo ritorno a casa, intorno a mezzogiorno si accasciò dando alla luce Napoleone. Venne battezzato un anno ed undici mesi dopo, il 21 luglio 1771.

### Infanzia
A cinque anni venne iscritto in un asilo d'infanzia in Francia, dove studiò con l'abate Recco per quattro anni, nei quali ricevette educazione anche dallo zio, l'arcidiacono Luciano.
Fu grazie al titolo nobiliare ottenuto in Toscana che il padre Carlo poté iscriversi al Libro della nobiltà di Corsica, istituito dai francesi per consolidare la conquista dell'isola e, solo grazie a tale iscrizione, all'età di nove anni, il giovane Napoleone fu ammesso il 23 aprile 1779, sempre per iniziativa del padre, alla Scuola reale di Brienne-le-Château, nel nord della Francia, dove rimase fino al 17 ottobre 1784 (alcuni storici, erroneamente, ritengono fino al 30 ottobre dello stesso anno). Per migliorare il suo francese e prepararsi alla scuola, prima frequentò per quattro mesi il collegio di Autun, i suoi studi furono finanziati grazie a una borsa di studio di duemila franchi.
Napoleone inizialmente non si considerava francese e si sentiva a disagio in un ambiente dove i suoi compagni di corso erano in massima parte provenienti dalle file dell'alta aristocrazia transalpina e lo prendevano crudelmente in giro motteggiando il suo nome come "la paille au nez = la paglia per il naso" (l'accusa di essere straniero l'avrebbe perseguitato per tutta la vita). Qui strinse amicizia con Louis-Antoine Fauvelet de Bourrienne, suo futuro biografo, e nel frattempo il giovane Napoleone si dedicò con costanza agli studi, riuscendo particolarmente bene in matematica.
Seguì le idee ateiste del collegio e lui stesso narrò che a 11 anni la sua fede vacillò.
Grazie alla sua nascita in contesto italiano/toscano-corso, mantenne comunque un legame forte con la lingua e la cultura toscana/italiana, come dimostra il fatto che tra i suoi libri più cari, che portava sempre con sé, c'era la versione cesarottiana dei Canti di Ossian, saga poetica del guerriero celtico Ossian.

### Carriera nell'esercito
Dopo il giudizio positivo del cavaliere di Kéralio, il 22 settembre 1784 il suo successore, l'ispettore militare Reynaud des Monts, gli concesse l'ammissione alla Regia Scuola Militare di Parigi, fondata da Luigi XV su consiglio di Madame de Pompadour, dove giunse nella sera del successivo 21 ottobre, partito giorni prima il 17. Nel 1785 tentò di passare in Marina, ma in seguito all'annullamento degli esami d'ammissione di quell'anno, passò in artiglieria, desideroso di abbandonare gli studi al più presto e dedicarsi alla carriera militare. Alloggiava in una mansarda. Fra i suoi insegnanti figurava Gaspard Monge, creatore della geometria descrittiva.
Ottenne quindi la nomina a sottotenente a soli 16 anni e fu distaccato, il 1º settembre 1785, presso un reggimento d'artiglieria di stanza a La Fère, come sottoluogotenente, sotto gli ordini del barone du Teil, per assumere la luogotenenza, pochi mesi dopo, presso un reggimento di stanza a Valence, nel sud-est della Francia. In quei tempi si innamorò prima di Caroline, figlia di Anna du Colombier e in seguito di Louise-Marie-Adelaide de Saint-Germain, ma in entrambi i casi venne rifiutato. La sua prima relazione fu con una prostituta. Nel 1787 tornò a Parigi, poi viaggiò in Corsica e infine raggiunse il reggimento ad Auxonne.

Napoleone a 23 anni, tenente colonnello della Guardia Nazionale

Frattanto il giovane Napoleone continuava a detestare segretamente la Francia e i francesi e a coltivare la causa dell'indipendenza della Corsica, come testimoniato significativamente da un suo scritto del 1787:
(Napoleone Bonaparte, 1787)

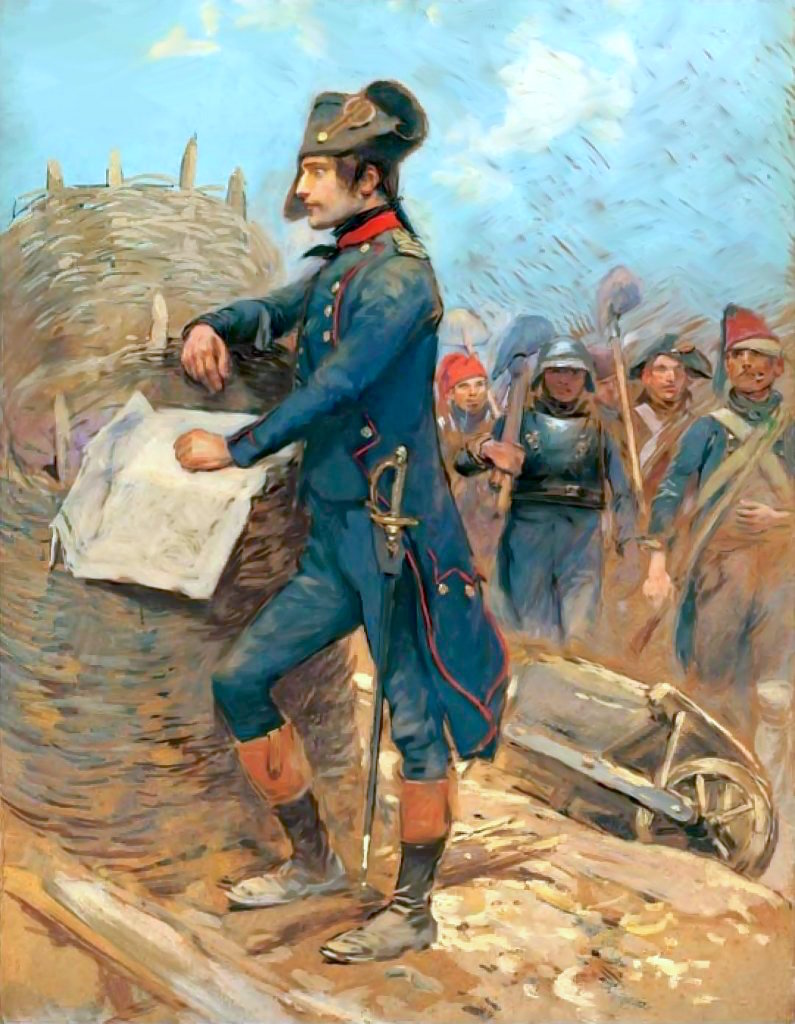
Il capitano Bonaparte all'assedio di Tolone

Allo scoppio della rivoluzione nel 1789, Napoleone, ventenne e ormai ufficiale del re Luigi XVI, riuscì a ottenere una lunga licenza grazie alla quale poté ritornare al sicuro in Corsica. Una volta stabilitosi qui si unì al movimento rivoluzionario dell'isola assumendo il grado di tenente colonnello della Guardia Nazionale. Nel 1791 si innamorò di Manesca Pillet ma venne rifiutato, e dopo essere stato per alcuni mesi a Auxonne il 1º giugno venne inviato nel 4º reggimento d'artiglieria a Valence con il grado di primo luogotenente. Nel gennaio del 1792 si candidò come tenente colonnello e venne eletto, con alcuni dubbi, il 28 marzo, in seguito verrà momentaneamente retrocesso al rango di capitano. Per i suoi continui viaggi in Corsica, superando il tempo concessogli per la licenza militare, rischiò di essere considerato disertore, preoccupato ritornò a Parigi nello stesso anno.

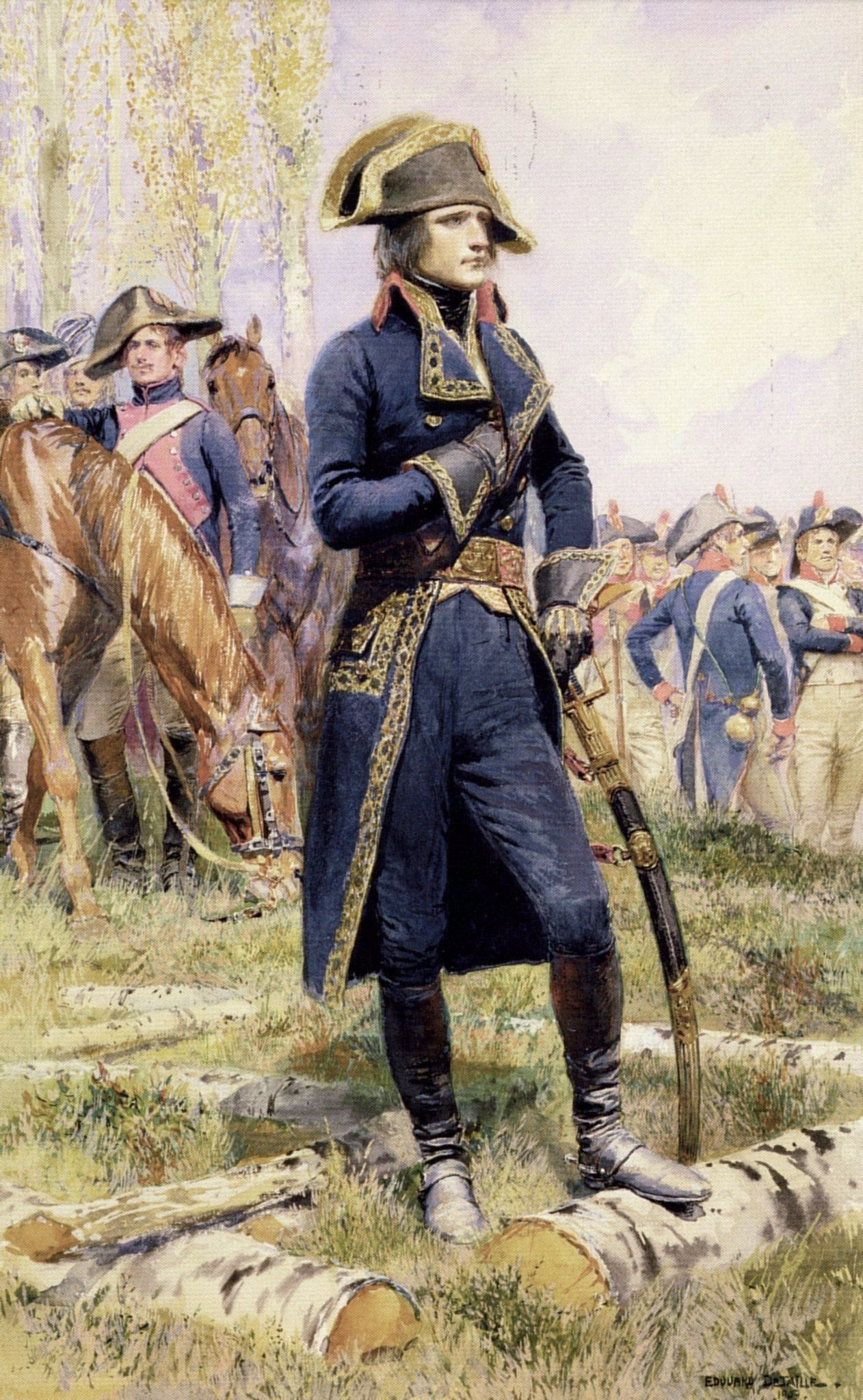
Il generale Bonaparte nel periodo della prima campagna d'Italia

Nel frattempo in Corsica infuriava la guerra civile scoppiata appunto nel 1793. Già dal 1792 gli eccessi rivoluzionari di settembre, che anticiparono l'instaurazione del "Terrore" dell'estate successiva, avevano spinto l'eroe nazionale dell'indipendenza corsa, Pasquale Paoli (che era rientrato trionfalmente nel suo Paese nel 1790, dopo il lungo esilio impostogli dai Re di Francia), a prendere le distanze da Parigi e a riprendere la lotta per l'indipendenza della Corsica. Accusato di tradimento e inseguito da un mandato di arresto emesso dalla Convenzione nazionale il 2 aprile 1793, Paoli ruppe gli indugi il 17 aprile, appellandosi direttamente a tutta la popolazione còrsa affinché difendesse la propria patria e i propri diritti. La famiglia Buonaparte, che pure aveva sostenuto Paoli al tempo della rivolta contro Genova e poi contro le Armate di Luigi XV (il padre Carlo e forse anche la madre parteciparono accanto a Paoli alla battaglia di Ponte Nuovo contro i francesi), scelse però la causa francese.
Nel febbraio 1793 Napoleone comandò i 350 uomini dell'11º battaglione verso l'isola della Maddalena in Sardegna. Il 22 febbraio sbarcò a Santo Stefano; l'attacco però non riuscì, in quanto mancò l'appoggio previsto della corvetta Fauvette.
Napoleone fuggì rapidamente ad Ajaccio e di lì riparò con l'intera famiglia, accusata di tradimento, a Tolone. Il 12 settembre 1793 giunse al quartier generale di Cartaux. In sei settimane riorganizzò le forze per l'assedio alla città, preparò 100 pezzi di grosso calibro e raccolse vari ufficiali competenti. Con l'appoggio di Gasparin, uno dei tre commissari a Tolone, riuscì ad avere il controllo dell'artiglieria d'assedio; intanto il 19 ottobre era divenuto capo di battaglione. A Cartaux successero Doppet e poi il capace generale Jacques François Dugommier. Napoleone conobbe Andoche Junot, che sarebbe stato in seguito governatore di Parigi. Il 1º dicembre viene nominato dal generale Dugommier aiutante generale. Riuscì a conquistare il forte dell'Eguillette, chiamato la piccola Gibilterra, e dopo gli altri forti nel dicembre 1793, liberò il porto di Tolone dai monarchici e dalle truppe inglesi che li appoggiavano. Secondo Chateaubriand, in questa occasione il giovane Napoleone si macchiò di massacri spietati contro la popolazione.
Tolone fu il suo primo clamoroso e avventuroso successo militare, che gli valse la nomina a generale di brigata il 22 dicembre e l'attenzione del futuro membro del Direttorio Paul Barras, che lo aiuterà poi nella successiva scalata al potere. La sua amicizia con Augustin de Robespierre, fratello di Maximilien, prima lo liberò dagli arresti in casa cui era stato costretto nel 1794 poi lo fece cadere in disgrazia all'indomani del 9 termidoro e della conseguente fine del Terrore. Venne arrestato con l'accusa di spionaggio e poi liberato. Le sue avventure galanti lo portarono a sedurre Louise Gauthier, moglie di un deputato, e a fidanzarsi, il 21 aprile 1795, con Désirée Clary.
Tuttavia la fortuna gli arrise quando il 13 vendemmiaio (5 ottobre 1795) Barras lo nominò, all'improvviso, comandante della piazza di Parigi, con l'incarico di salvare la Convenzione nazionale dalla minaccia dei monarchici (realisti). Con l'aiuto di Gioacchino Murat al comando della cavalleria, Napoleone colpì spietatamente i rivoltosi scongiurando un nuovo colpo di Stato. In seguito al brillante successo, Barras lo nominò generale del Corpo d'armata dell'Interno.

### La campagna d'Italia

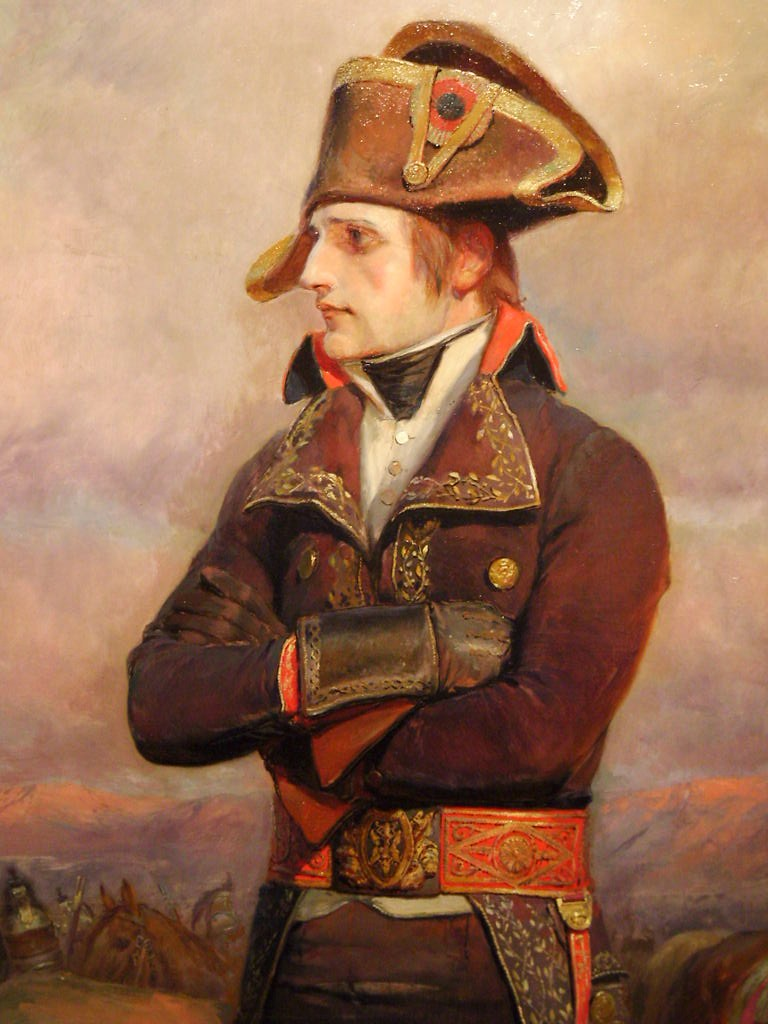
Il generale Napoleone Bonaparte, comandante dell'Armata d'Italia

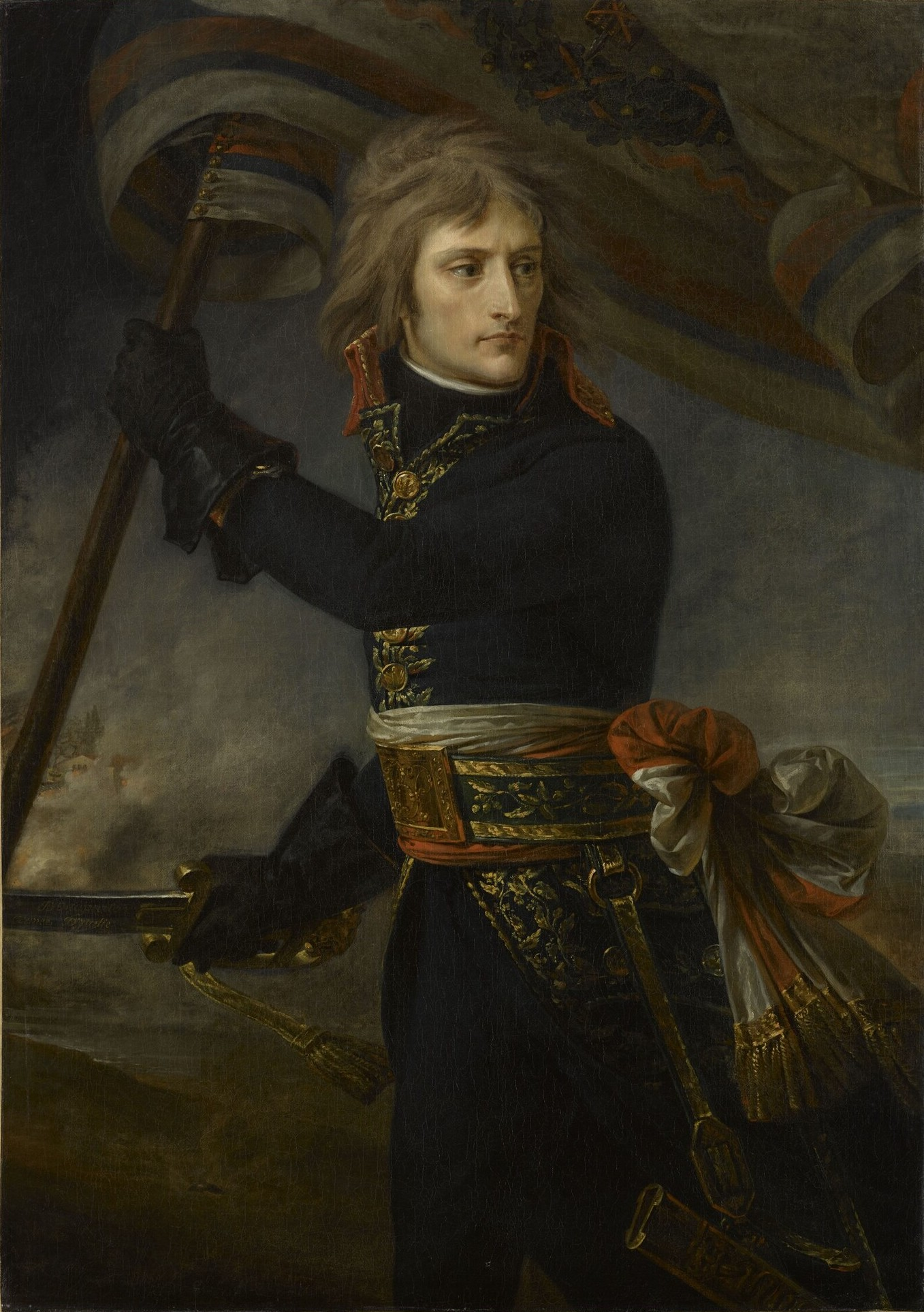
Napoleone alla battaglia del Ponte di Arcole

Il 9 marzo 1796 Napoleone sposò Giuseppina Tascher de La Pagerie, vedova Beauharnais, già moglie di un ufficiale ghigliottinato dopo la rivoluzione. Dopo soli due giorni partì per Nizza per assumere il comando dei 38 000 uomini mal equipaggiati dell'Armata d'Italia. Il generale, giunto al quartier generale il 27 marzo, diede il via a un'operazione militare che, nei piani del Direttorio, doveva essere semplicemente di «diversione», poiché l'attacco all'Austria sarebbe dovuto avvenire lungo due direttrici sul Reno.
Molto magro, il viso scavato, lo sguardo freddo dei grandi occhi grigioazzurro, i capelli lunghi sulle spalle e il volto "sulfureo", il generale, cupo e spigoloso, descritto come "un matematico o un visionario", impose la sua autorità, dimostrò la sua risolutezza, impressionò i suoi generali subordinati e predispose la rapida attuazione dei suoi ambiziosi piani di guerra.
Il 12 aprile 1796 cominciava la prima campagna d'Italia che avrebbe portato alla luce il genio militare e politico del generale Bonaparte il quale, nonostante l'inferiorità numerica e logistica, riuscì a sconfiggere ripetutamente le forze austriache, piemontesi. Questi successi affascinarono anche il grande compositore Ludwig van Beethoven, che inizialmente dedicò al giovane generale repubblicano la sinfonia n. 3, "l'Eroica", ma successivamente stracciò la dedica, indignato dal fatto che Napoleone si fosse proclamato imperatore.
Dopo essere riuscito a sollevare il morale e lo spirito combattivo delle sue truppe, Napoleone manovrò con rapidità per disgregare e sconfiggere separatamente i due eserciti avversari; il giovane generale impiegò per la prima volta la cosiddetta "strategia della posizione centrale" e la campagna di Montenotte fu caratterizzata dalle continue vittorie dell'Armata d'Italia. Le forze austriache e piemontesi vennero battute successivamente a Cairo Montenotte, Dego, Millesimo, Cosseria; il 19 aprile 1796 sconfisse i piemontesi nella Battaglia di Mondovì, chiamata anche "Battaglia della Bicocca di San Giacomo" o "Presa di San Michele". Con l'armistizio di Cherasco, Napoleone costrinse Vittorio Amedeo III di Savoia a pesanti concessioni, ratificate con la Pace di Parigi (15 maggio), che assegnava alla Francia sia la Savoia sia la contea di Nizza. Il 10 maggio 1796 sbaragliò l'ultima difesa austriaca nella battaglia di Lodi e, il 14 maggio dello stesso anno, entrò a Milano.
(Napoleone in occasione delle vittorie in Italia.)
Il 16 maggio venne insediata a Milano l'Amministrazione Generale della Lombardia, entità politico-militare della quale facevano parte sia francesi (provenienti dalle file dell'Armata d'Italia) sia esponenti illuministi filo-francesi del capoluogo lombardo, come Pietro e Alessandro Verri, Gian Galeazzo Serbelloni e Francesco Melzi d'Eril.

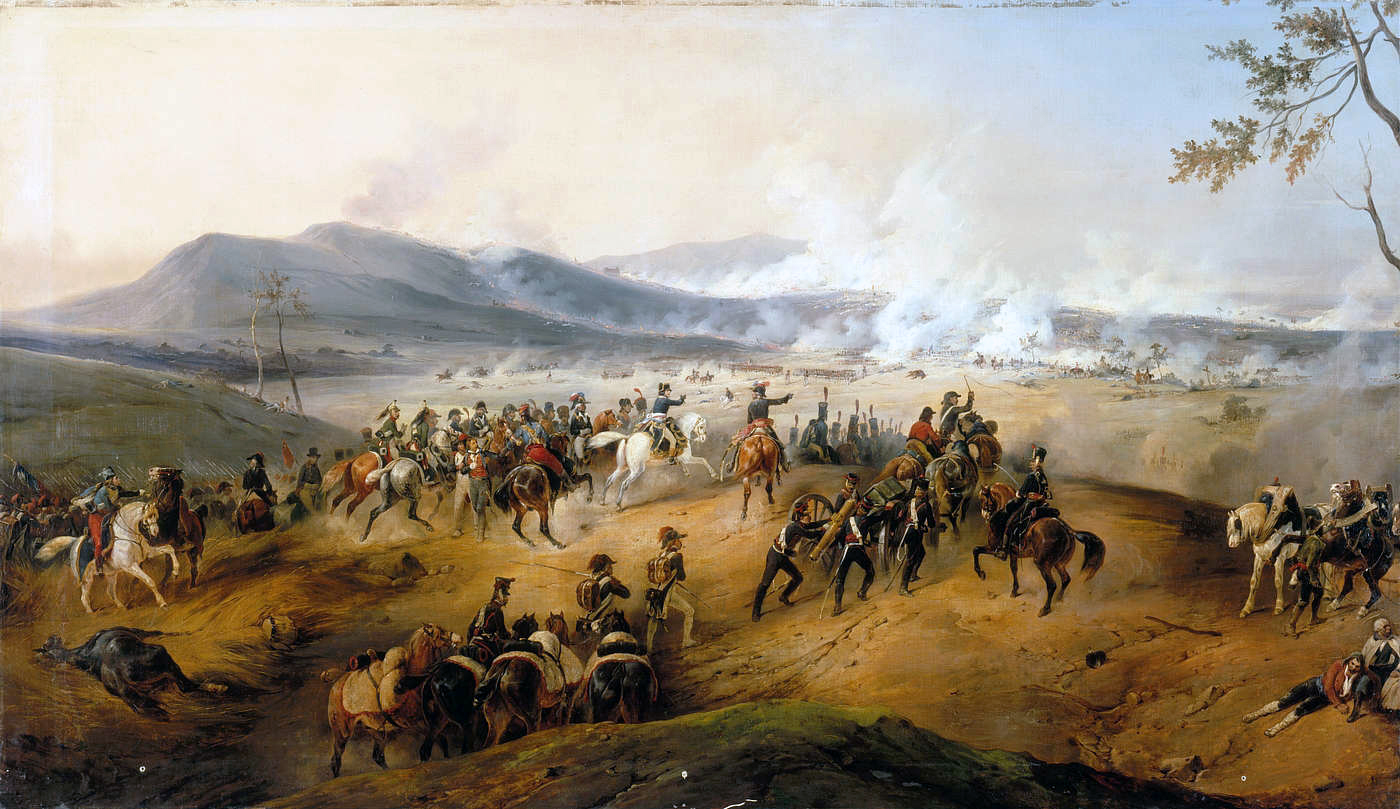
Napoleone dirige l'Armata d'Italia alla battaglia di Castiglione in un dipinto di Victor Adam

Costretto il Piemonte all'armistizio e occupata Milano, Napoleone ricevette dal Direttorio i pieni poteri sull'Armata d'Italia e si preparò al compito più difficile: sconfiggere l'esercito austriaco. Mentre le truppe francesi assediavano la fortezza di Mantova, gli austriaci sferrarono una controffensiva che inizialmente mise in difficoltà il generale. Dopo una serie di scontri parziali, gli eserciti francese e austriaco si fronteggiarono, il 5 agosto, nella Battaglia di Castiglione. Fu, quella di Castiglione delle Stiviere, la prima grande battaglia campale diretta da Napoleone, il quale dimostrò il suo genio tattico ribaltando a proprio favore una situazione che pareva compromessa e conquistando una delle più importanti vittorie della sua carriera militare. Sebbene non definitiva, la sconfitta fu pesante per l'esercito austriaco che, riorganizzato e rinforzato da nuovi reparti, venne in seguito battuto a Bassano, Arcole e, infine, a Rivoli, prima battaglia d'annientamento della carriera di Napoleone.

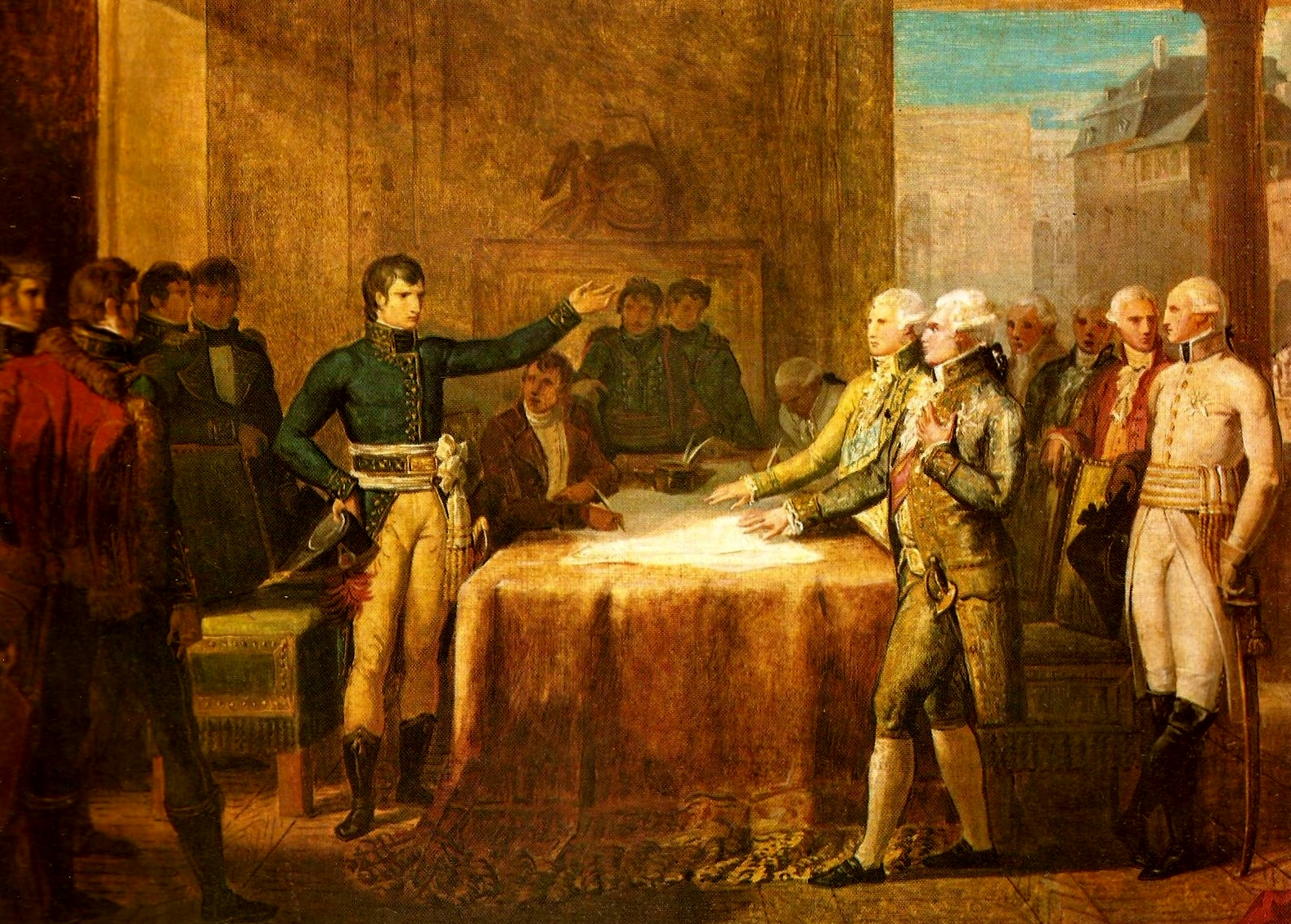
Il generale Bonaparte conclude i preliminari di pace di Leoben il 18 aprile 1797

Nell'ottobre del 1796, si costituì la Legione Lombarda, prima forza armata composta da italiani ad adottare quale bandiera di guerra il Tricolore (verde, bianco e rosso). Contemporaneamente le ex-legazioni pontificie si costituirono in Repubblica Cispadana e adottarono (7 gennaio 1797) il tricolore quale bandiera nazionale. Col trattato di Tolentino, Papa Pio VI, fu costretto a riconoscere la cessione delle Legazioni di Forlì, Ravenna, Bologna e Ferrara. Per gestire questi territori, venne creata l'Amministrazione Centrale d'Emilia, la cui sede venne fissata da Napoleone stesso in Forlì a partire dal 18 aprile 1797. Sconfitti gli austriaci Napoleone invece di ritirarsi dai territori della Repubblica di Venezia (teatro di guerra tra le truppe francesi e austriache) decise di attaccare Venezia; la notte del 15 maggio 1797 le truppe francesi entrarono a Venezia e deposero il Doge Ludovico Manin, primo esercito straniero ad entrare in città dopo 1.100 anni, proclamando la Caduta della Repubblica di Venezia. Il successivo 29 giugno venne proclamata la Repubblica Cisalpina con capitale Milano; la stessa il 9 luglio incorporò la Repubblica Transpadana. Con il diretto intento di danneggiare il pontefice fu proclamata il 19 novembre 1797 la Repubblica Anconitana con capitale Ancona che fu poi unita alla Repubblica Romana: il tutto ebbe però breve durata, poiché nel 1800 lo Stato Pontificio fu ripristinato.
Le forze austriache, comandate dall'arciduca Carlo d'Austria, intimorite dalla rapida marcia di Napoleone verso Vienna, dovettero accettare una tregua a Leoben che si concretizzò nel trattato di Campoformio, il 17 ottobre 1797. Oltre all'indipendenza delle nuove repubbliche formatesi, la Francia acquisiva i Paesi Bassi e la riva sinistra del Reno, gli austriaci inglobavano i territori della Repubblica di Venezia. Terminava così, con una secca sconfitta dell'Austria, la campagna d'Italia.
Nel corso della campagna d'Italia, Napoleone manifestò la sua brillante capacità strategica, in grado di assimilare le nuove teorie innovative dei pensatori militari francesi e applicarle magistralmente sul campo. Ufficiale di artiglieria per formazione, utilizzò i mezzi d'artiglieria in modo innovativo come supporto mobile agli attacchi della fanteria.
Dipinti contemporanei del suo Quartier generale mostrano che in queste battaglie utilizzò, primo al mondo in un teatro di guerra, un sistema di telecomunicazioni basato su linee di segnalazione realizzate col telegrafo ottico di Chappe, appena perfezionato nel 1792. Durante la prima campagna d'Italia, numerose furono le opere d'arte che vennero cedute alla Francia come spoliazioni militari, come attraverso il Trattato di Tolentino, il Trattato di Firenze, o l'armistizio di Cherasco. Tutte le opere cedute costituirono il nucleo delle spoliazioni napoleoniche.

### La campagna d'Egitto e di Siria

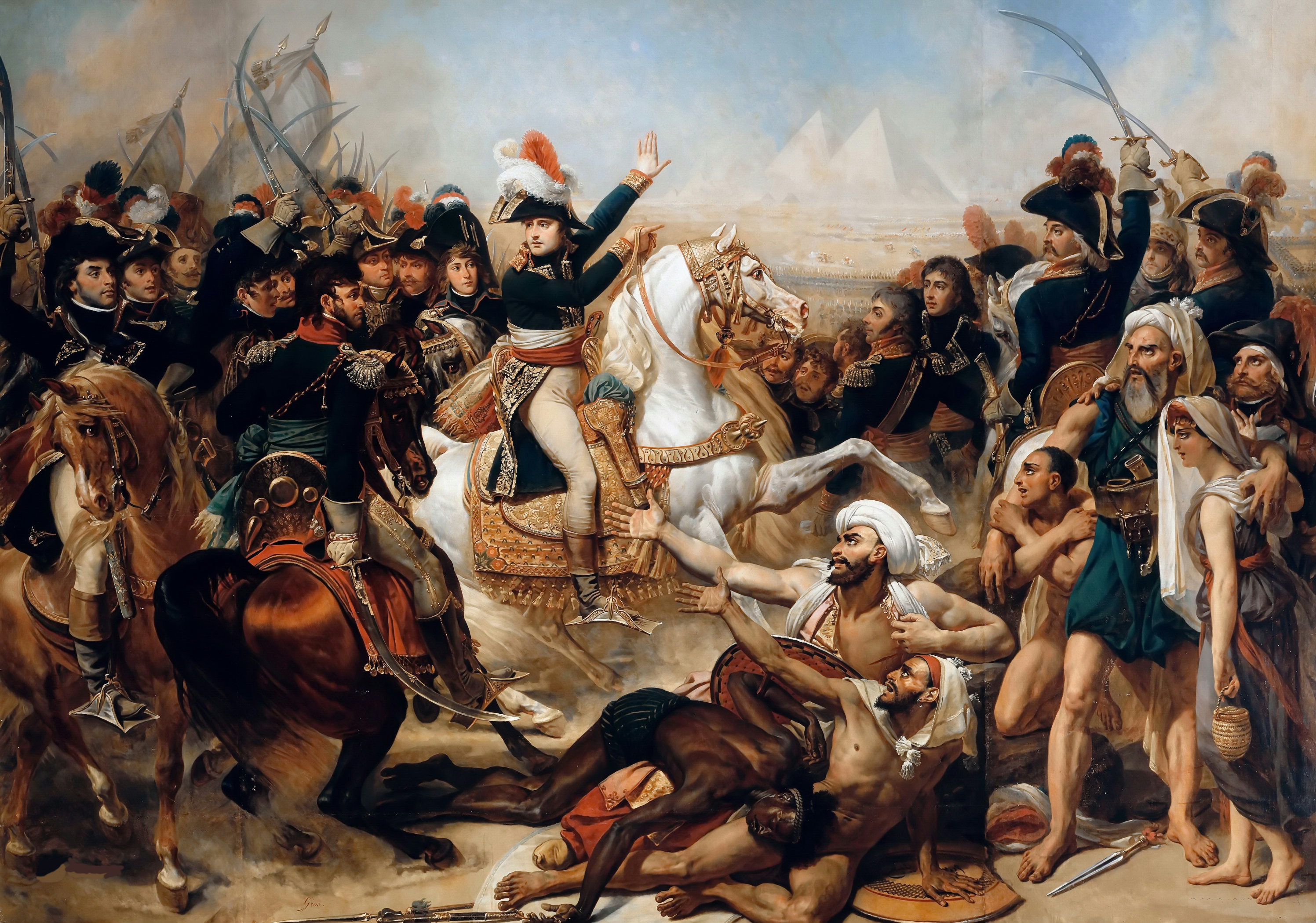
Napoleone alla battaglia delle piramidi

Nel 1798 il Direttorio, preoccupato per l'eccessiva popolarità e per il notevole prestigio di Bonaparte, gli affidò l'incarico di occupare l'Egitto per contrastare l'accesso inglese all'India e quindi per danneggiarla economicamente. Un indizio della devozione di Napoleone ai principi dell'Illuminismo fu la sua decisione di affiancare gli studiosi alla sua spedizione: la spedizione d'Egitto ebbe il merito di far riscoprire, dopo centinaia di anni, la grandezza di quella terra, e fu proprio l'opera di Napoleone a far nascere la moderna egittologia, soprattutto grazie alla scoperta della Stele di Rosetta da parte dei soldati al seguito della spedizione. Napoleone aveva da anni accarezzato l'idea di una campagna in oriente, sognando di seguire le orme di Alessandro Magno ed essendo dell'idea che «L'Europa è una tana di talpe. Tutte le grandi personalità vengono dall'Oriente».
La spedizione cominciò il 19 maggio, quando Napoleone salpò da Tolone a capo dell'Armata d'Oriente, composta da oltre 60 navi da guerra, 280 navi da trasporto, 16 000 marinai e 38 000 soldati.
Presa Malta, dove i Cavalieri Ospitalieri capitolarono senza combattere, Napoleone arrivò in Egitto. Dopo un'importante vittoria nella battaglia delle piramidi, Napoleone schiacciò i mamelucchi di Murad Bey ed entrando a Il Cairo divenne padrone dell'Egitto. Pochi giorni dopo, il 1º agosto 1798, la flotta di Napoleone in Egitto fu completamente distrutta dall'ammiraglio Horatio Nelson, nella baia di Aboukir, cosicché Napoleone rimase bloccato a terra. Dopo una ricognizione sul mar Rosso, decise di recarsi in Siria, col pretesto di inseguire il governatore di Acri Aḥmad al-Jazzār Pascià che aveva tentato di attaccarlo. Giunto però il 19 marzo 1799 dinanzi a San Giovanni d'Acri, l'antica fortezza dei crociati in Terra Santa, Napoleone perse più di due mesi in un inutile assedio e la campagna di Siria si concluse con un fallimento per mano del colonnello Antoine de Phélippeaux, che era stato suo compagno e acerrimo rivale alla scuola militare reale di Parigi.
Ritornato a Il Cairo, Napoleone sconfisse il 25 luglio 1799 un esercito di oltre diecimila ottomani guidati da Mustafa Pascià ad Aboukir, proprio dove l'anno prima era stato privato di tutta la sua flotta. Preoccupato tuttavia delle terribili notizie che giungevano dalla Francia (l'esercito in ripiegamento su tutti i fronti, il Direttorio ormai privo di potere) e consapevole che la campagna d'Egitto non aveva conseguito i fini sperati, Napoleone, lasciato il comando al generale Kléber, s'imbarcò in gran segreto il 22 agosto sulla fregata Muiron (preda bellica ex veneziana) alla volta della Francia.

### Il 18 brumaio e il Consolato

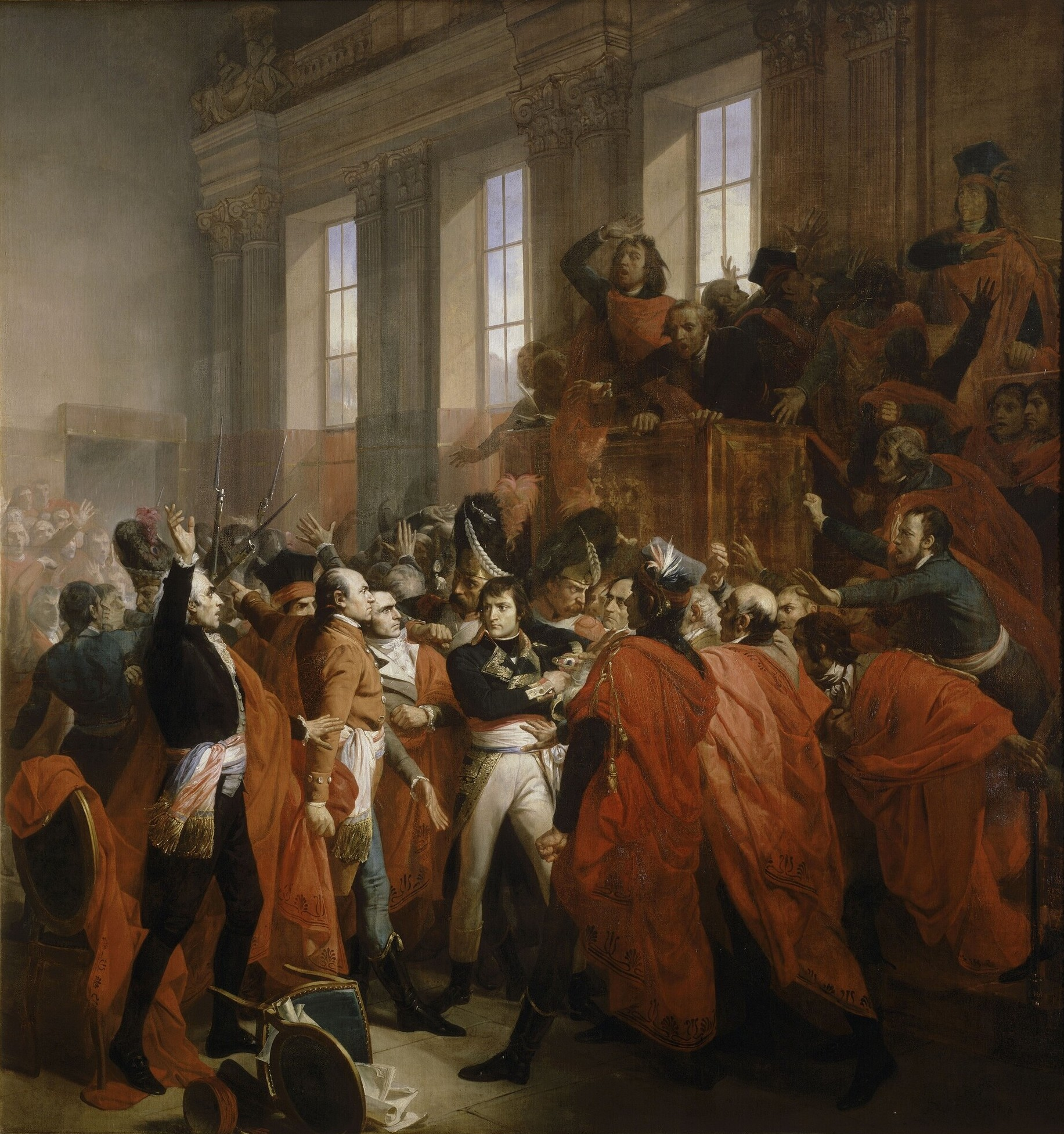
Il generale Bonaparte al Consiglio del Cinquecento

Il 9 ottobre 1799 Bonaparte sbarcò a Fréjus e la sua corsa verso Parigi fu accompagnata dall'entusiasmo dell'intera Francia, certa che il generale fosse tornato in patria per assumere il controllo della situazione ormai ingestibile e, in effetti, era questa la sua intenzione; ci riuscì potendo mascherare il fallimento in Egitto proprio con i disordini in patria così come in Italia provocati dalla sua assenza. Giunto a Parigi, egli riunì i cospiratori decisi a rovesciare il Direttorio. Dalla sua si schierarono il fratello maggiore Giuseppe e soprattutto il fratello Luciano, allora presidente del Consiglio dei Cinquecento, che con il Consiglio degli Anziani costituiva il potere legislativo della repubblica. Dalla sua Napoleone riuscì ad avere il membro del Direttorio Roger Ducos e soprattutto Emmanuel Joseph Sieyès, il celebre autore dell'opuscolo Che cosa è il Terzo Stato? e ideologo di punta della borghesia rivoluzionaria. Inoltre, dalla sua si schierò l'astutissimo ministro degli esteri Talleyrand e il ministro della polizia Joseph Fouché. Paul Barras, il membro più influente del Direttorio dopo Sieyès, conscio delle capacità di Napoleone, accettò di farsi da parte.
Fatta trapelare la falsa notizia di un complotto realista per rovesciare la repubblica, Napoleone riuscì a far votare al Consiglio degli Anziani e al Consiglio dei Cinquecento una risoluzione che trasferisse le due Camere il 18 brumaio (9 novembre) fuori Parigi, a Saint-Cloud; Napoleone fu nominato comandante in capo di tutte le forze armate. Ciò fu fatto per evitare che durante il colpo di Stato qualche deputato potesse sollevare i cittadini parigini per difendere la Repubblica dal tentativo di Napoleone. L'intenzione di Napoleone era quella di portare le due Camere a votare autonomamente il loro scioglimento e la cessione dei poteri nelle sue mani. Non fu così: il Consiglio degli Anziani rimase freddo al discorso pasticciato di Napoleone per far pressione su di esso, mentre quando Napoleone entrò nella sala del Consiglio dei Cinquecento i deputati gli si lanciarono contro chiedendo di votare per rendere Bonaparte fuorilegge (cosa che voleva significare l'arresto e la ghigliottina). Nel momento in cui sembrava che il colpo di Stato fosse prossimo alla catastrofe, a soccorrere Napoleone giunse il fratello Luciano, che nelle vesti di presidente dei Cinquecento uscì dalla sala e arringò le truppe schierate all'esterno, ordinando che disperdessero i deputati contrari al fratello. Memorabile il momento in cui puntò la sua spada al collo di Napoleone e dichiarò: «Non esiterei un attimo a uccidere mio fratello se sapessi che costui stesse attentando alla libertà della Francia». Le truppe, in gran parte veterani delle campagne di Napoleone, al comando del cognato di quest'ultimo, il generale Charles Victoire Emmanuel Leclerc e del futuro cognato Gioacchino Murat, entrarono con le baionette inastate e dispersero i deputati. In serata, le Camere venivano sciolte e fu votato il decreto che assegnava i pieni poteri a tre consoli: Roger Ducos, Sieyès e Napoleone.

#### Il Consolato

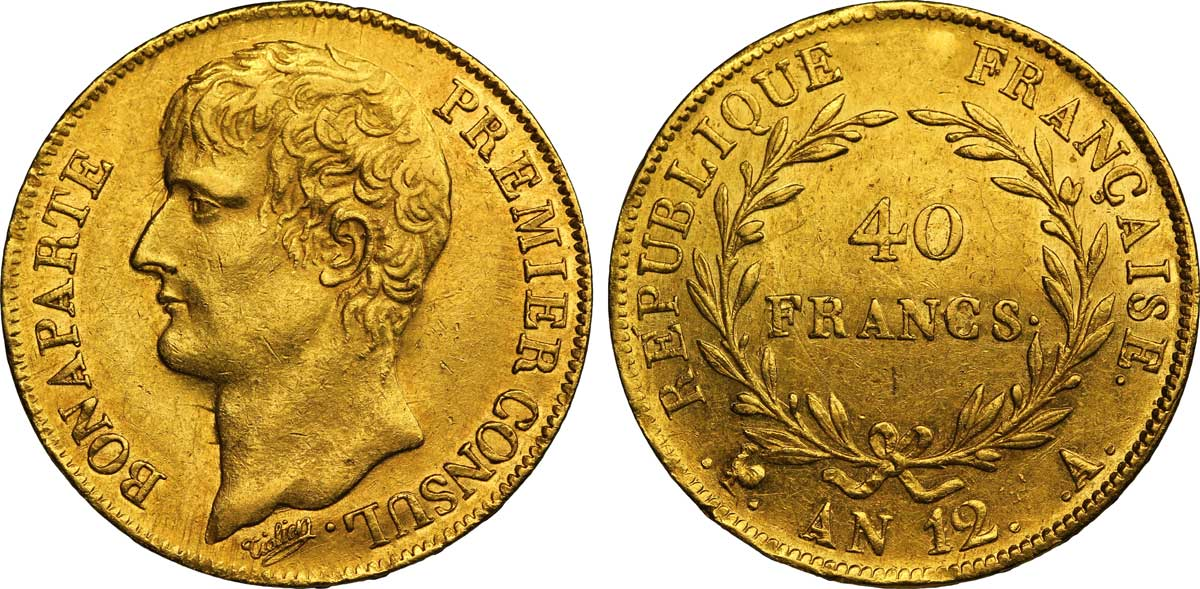
Moneta da 40 franchi dell'anno 12 (1803-1804) con l'effige di Bonaparte primo console

Nominati consoli provvisori, i tre nuovi padroni della Francia redassero insieme a due commissioni apposite una nuova costituzione, la costituzione dell'anno VIII che, ratificata con un plebiscito popolare, legittimava il colpo di Stato. L'evoluzione della rivoluzione si stava ormai riportando verso forme di governo più aristocratico, dimostrandosi non praticabili molte delle teorie rivoluzionarie emerse nella rivoluzione. Nel pensiero politico di Sieyès, il Consolato avrebbe dovuto essere un governo dei notabili, che assicurasse la democrazia attraverso un complesso equilibrio di poteri. Questo progetto fu mandato all'aria da Napoleone il quale, pur in teoria detentore del solo potere esecutivo, aveva in realtà facile gioco nello scavalcare quello legislativo frammentato in ben quattro Camere.
Fattosi nominare Primo Console, ossia concretamente superiore a qualsiasi altro potere dello Stato, Napoleone ricostruiva la Francia con una struttura amministrativa fortemente accentratrice che è rimasta tale fino a oggi: la Francia veniva frazionata in dipartimenti, distretti e comuni, rispettivamente amministrati da prefetti, sottoprefetti e sindaci. Le casse dello Stato venivano risanate dalle conquiste di guerra e dalla fondazione della Banca di Francia (1800), nonché dall'introduzione del franco d'argento che poneva fine all'era degli assegnati e dell'inflazione. La lunga lotta contro il Cattolicesimo si concludeva con il Concordato del 1801, ratificato da papa Pio VII, che stabiliva il Cattolicesimo «religione della maggioranza dei francesi» (benché non religione di Stato), ma non riconsegnava al clero i beni espropriati durante la rivoluzione. Nel campo dell'istruzione, Napoleone istituì i licei e i politecnici, per formare una classe dirigente preparata e indottrinata, ma tralasciò l'istruzione elementare, essendo dell'idea che il popolo dovesse rimanere in una certa ignoranza per garantire un governo stabile e un esercito ubbidiente. Il consolato di Napoleone divenne «a vita» con il plebiscito del 2 agosto 1802. Si apriva la strada all'istituzione dell'Impero napoleonico.

#### Il Codice napoleonico

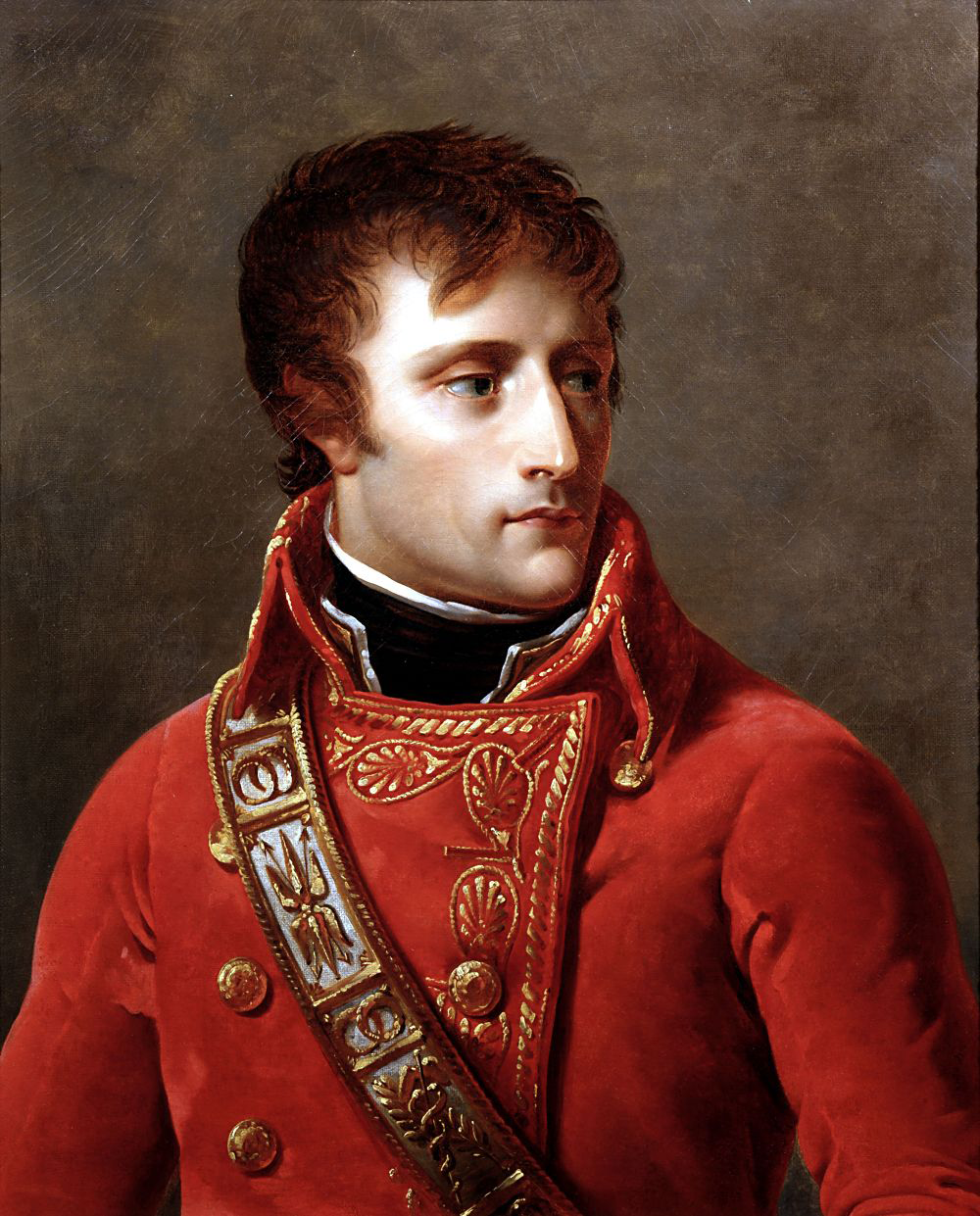
Napoleone Bonaparte primo console, dettaglio di un ritratto di Antoine-Jean Gros

Durante l'esilio a Sant'Elena, Napoleone sottolineò più volte che la sua opera più importante, quella che sarebbe passata alla storia più delle tante battaglie vinte, sarebbe stata il suo codice civile. Il Codice napoleonico legittimò alcune delle idee illuministiche e giusnaturalistiche, fu esportato in tutti i paesi dove giunsero le armate di Napoleone, fu preso a modello da tutti gli Stati dell'Europa continentale e ancora oggi è la base del diritto italiano. Istituita l'11 agosto 1799, la commissione incaricata di redigere il codice civile (composta dal Secondo Console Jean-Jacques Régis de Cambacérès e da quattro avvocati), fu presieduta molto spesso dallo stesso Napoleone, il quale ne leggeva le bozze durante le campagne militari e inviava a Parigi, dal fronte, le sue idee sul progetto. Il 21 marzo 1804 il Codice Civile, immediatamente ribattezzato Codice napoleonico, entrava in vigore.
Il Codice eliminava definitivamente i retaggi dell'Ancien Régime, del feudalesimo, dell'assolutismo monarchico, e creava una società prevalentemente borghese e liberale, di ispirazione laica, nella quale venivano consacrati i diritti di eguaglianza, sicurezza e proprietà. Tra i principi della Rivoluzione, venivano salvaguardati quelli della libertà personale, dell'uguaglianza davanti alla legge, della laicità dello Stato (già sancita dal Concordato) e della libertà di coscienza, della libertà del lavoro. Il Codice era stato però pensato e redatto soprattutto per valorizzare gli ideali della borghesia; perciò andava soprattutto a regolamentare questioni riguardanti i contratti di proprietà e la stessa legislazione riguardante la famiglia era di natura contrattualistica. La struttura familiare che il Codice consacra è di tipo paternalistico: il padre può far imprigionare i figli per sei mesi senza controllo delle autorità e amministra i beni della moglie. Veniva tuttavia garantito il divorzio, benché reso più complesso rispetto all'epoca rivoluzionaria.
Per l'Italia il valore del Codice napoleonico fu fondamentale, poiché esso fu portato negli stati creati da Napoleone e confluì poi nel codice civile italiano del 1865. Di eguale valore e importanza sono anche gli altri codici: quello di procedura civile, emanato nel 1806, quello del commercio (1807), quello di procedura penale (1808) e il codice penale del 1810.

#### Le opposizioni realista e giacobina
La sera del 10 ottobre 1800 Napoleone, mentre assisteva a un'opera al Théatre de la République, sarebbe dovuto cadere sotto le pugnalate di quattro sicari, ma il complotto fu sventato all'ultimo momento grazie a una soffiata, che consentì alla polizia di intervenire arrestando i quattro attentatori proprio in teatro. L'evento passerà alla storia con il nome di congiura dei pugnali.
Poco dopo, la notte di Natale del medesimo anno Napoleone, la moglie e il suo seguito scamparono fortunosamente a un attentato esplosivo avvenuto in Rue Saint-Nicaise a Parigi, mentre si recavano all'Opera. Napoleone ne approfittò per mettere fuori legge i giacobini, molti dei quali vennero esiliati in Guyana, e disperdere i monarchici.
L'opposizione non demordeva e, oltre a un'intensa attività libellistica, si ebbe notizia di attentati in preparazione contro di lui. Infatti egli era odiato sia dai giacobini, che dopo le misure di riconciliazione nazionale, come l'amnistia generale e il diritto al rientro per i nobili emigrati per scampare al terrore, temevano volesse restaurare la monarchia, sia dai realisti, che lo consideravano come l'usurpatore del legittimo sovrano Luigi XVIII.
Nel marzo 1804, per dare un segnale forte ai Borbone, che ancora complottavano per ritornare sul trono francese, Napoleone fece catturare a Ettenheim, cittadina dello stato del Baden situata presso il confine francese, il duca di Enghien, legato alla famiglia reale esiliata, che fu ingiustamente accusato di cospirazione contro il Primo Console e fucilato subito dopo. L'evento destò l'indignazione di tutte le corti europee per l'arrogante violazione della sovranità di uno stato estero da parte della Francia e per la sorte riservata al povero duca, e conferì un'ombra negativa all'immagine europea del Bonaparte, alla quale invece l'allora Primo Console teneva moltissimo. Il generale Moreau, implicato nel complotto realista ma idolo dei giacobini, venne invece condannato a soli due anni di carcere, successivamente condonati con la possibilità di espatriare negli Stati Uniti, da dove però Moreau ritornerà nel 1813 per unirsi all'esercito russo e morire durante la battaglia di Dresda.

### La pacificazione dell'Europa

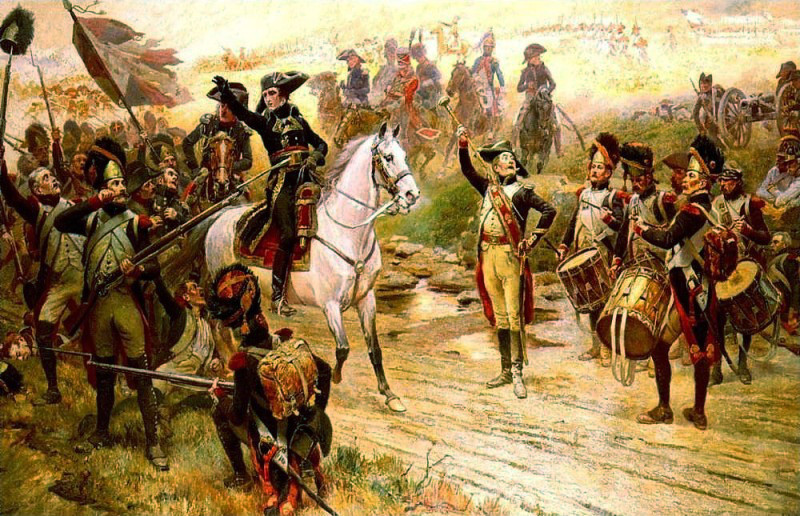
Napoleone annuncia ai suoi soldati l'arrivo dei rinforzi durante la battaglia di Marengo

Durante l'assenza di Napoleone impegnato in Egitto, i francesi erano stati ripetutamente battuti in Italia e in Germania dagli austriaci e dai russi a Cassano d'Adda, a Novi e sul Reno. La Seconda coalizione antifrancese aveva rovesciato la Repubblica Napoletana del 1799, fondata dai francesi, quella Romana e la Repubblica Cisalpina. Il 6 maggio 1800, sei mesi dopo il colpo di Stato del 18 brumaio, Napoleone assunse il comando della cosiddetta Armata di riserva, destinata a essere trasferita in Italia per rovesciare le sorti della guerra. Il Primo console guidò con grande abilità strategica la marcia del suo esercito; valicò le Alpi al passo del Gran San Bernardo e colse di sorpresa gli austriaci impegnati nell'assedio di Genova. Il nemico venne rapidamente battuto nella battaglia di Montebello, mentre Napoleone rientrò a Milano. Il 14 giugno 1800 si combatté la decisiva battaglia di Marengo.

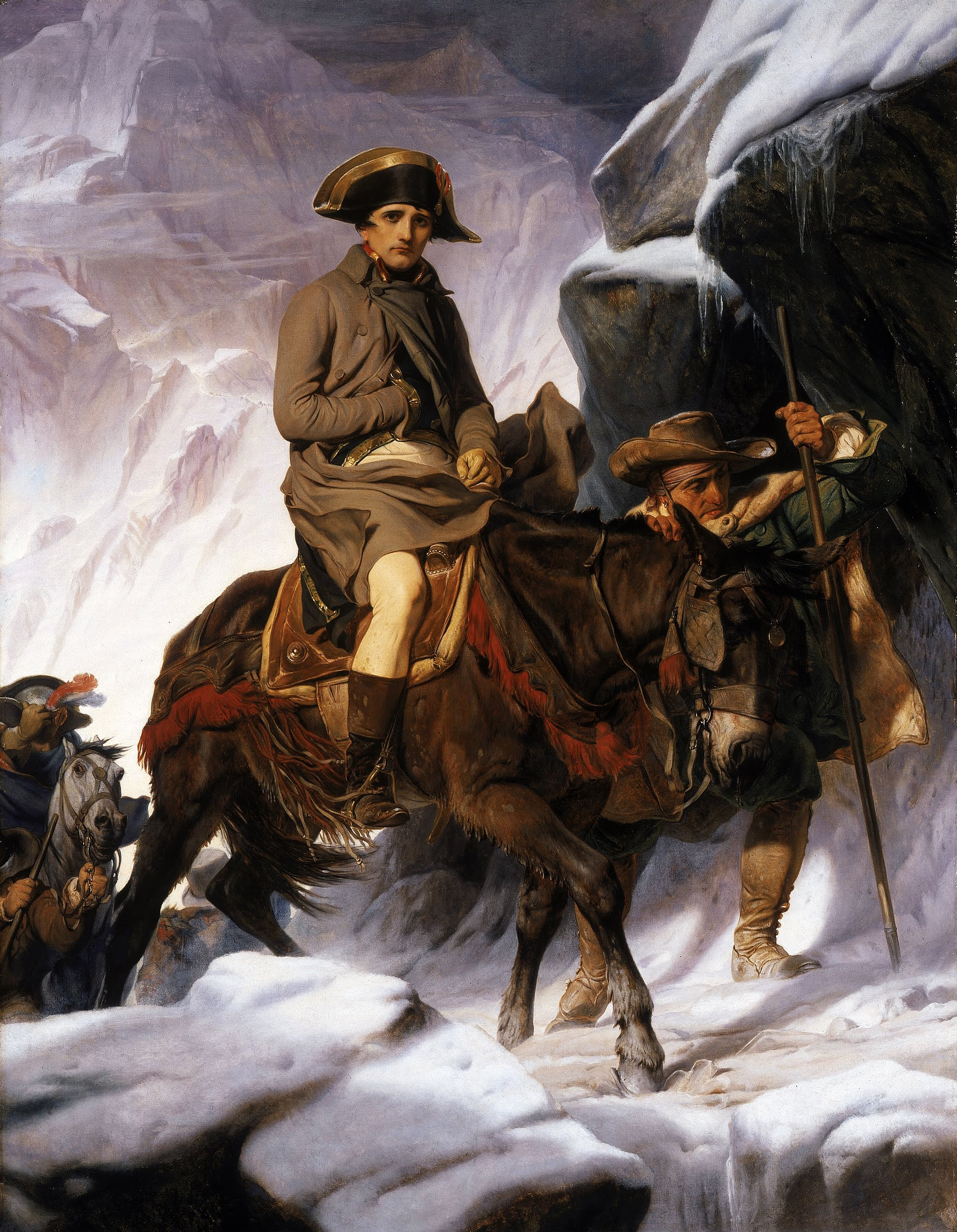
Bonaparte attraversa le Alpi durante la seconda campagna d'Italia

Fu la più famosa delle battaglie napoleoniche in Italia, aspramente combattuta e dalle conseguenze decisive. Napoleone venne inizialmente messo in difficoltà dall'attacco austriaco e rischiò la sconfitta, ma alle otto della sera la battaglia si concluse con la completa vittoria del Primo console. A rovesciare le sorti della battaglia fu l'arrivo nel primo pomeriggio delle truppe di rinforzo del generale Louis Desaix che permise a Napoleone di contrattaccare con successo l'esercito austriaco del generale Michael von Melas, già certo della vittoria. Il generale Desaix morì durante le fasi finali della battaglia. A Milano venne provvisoriamente ricostituita la Repubblica Cisalpina che verrà sostituita dopo i Comizi di Lione dalla Repubblica Italiana (1802-1805).
La pace in Italia venne sancita con il trattato di Lunéville, che in pratica riconfermava il precedente trattato di Campoformio violato dagli austriaci.
Nel 1802 Napoleone venne proclamato Presidente della Repubblica Italiana, titolo che conserverà sino al 17 marzo 1805 quando assumerà quello di Re d'Italia, mentre il patrizio milanese Francesco Melzi d'Eril ne fu nominato vice Presidente.
Con la pace di Amiens del 1802 anche l'Inghilterra firmava la pace con la Francia. Napoleone aveva distrutto la nuova coalizione antifrancese, assicurandosi anche l'appoggio dello zar di Russia Alessandro I. Per due anni l'Europa fu finalmente in pace.
Nel 1802 Napoleone vendette una parte del Nord America agli Stati Uniti come parte dell'Accordo sulla Louisiana: egli aveva appena fronteggiato un grosso problema militare quando l'esercito, mandato a riconquistare Santo Domingo, dopo aver affrontato la rivolta capeggiata da Toussaint Louverture, fu colpito dalla febbre gialla. La rivolta fu comunque stroncata. Con le forze dell'Ovest in condizioni tali da non poter agire, Napoleone capì che non avrebbe potuto difendere la Louisiana e decise di venderla (8 aprile 1803). Egli ristabilì, nel 1802, la schiavitù nelle colonie francesi.
Dopo che Napoleone ebbe allargato la sua influenza alla Svizzera e agli stati tedeschi, una disputa su Malta fornì all'Inghilterra il pretesto nel 1803 per dichiarare guerra alla Francia e fornire sostegno ai monarchici francesi che a lui si opponevano.

### Imperatore dei francesi e re d'Italia

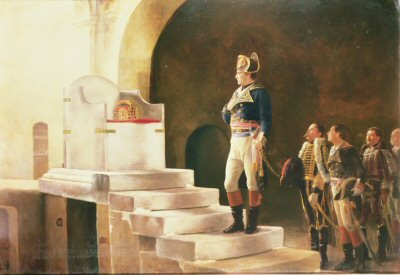
Napoleone visita il trono di Carlo Magno nell'ottobre 1804

Divenuto console a vita, Napoleone era in pratica sovrano assoluto della Francia. Il 18 maggio 1804 il Senato lo proclamò Imperatore dei francesi.
Il 2 dicembre del 1804, nella cattedrale di Notre-Dame a Parigi, fu celebrata la cerimonia di incoronazione. Napoleone si auto-incoronò imperatore dei francesi e quindi incoronò imperatrice sua moglie Giuseppina di Beauharnais. Al contrario di come si sostiene solitamente, Napoleone non prese la corona dalle mani del Papa che pure presenziò senza partecipare direttamente alla cerimonia, su volontà dell'imperatore stesso.

L'incoronazione di Napoleone, opera di Jacques-Louis David.

Successivamente, il 26 maggio 1805 nel Duomo di Milano, Napoleone fu incoronato Re d'Italia. L'incoronazione a Milano fu fastosa, e accompagnata dai suoi più fedeli collaboratori in Italia, come il cardinale Carlo Bellisomi, il Fenaroli, il Baciocchi, il Melzi e l'Aldini. In questa occasione Napoleone, postosi sul capo la corona imperiale, fatta realizzare per l'occasione, pronunciò le famose parole: "Dio me l'ha data, guai a chi la tocca".
Rinasceva in Francia la monarchia, ma non era la stessa monarchia rovesciata nel 1792, privata dei poteri già nel 1789. Napoleone non era «re di Francia e di Navarra per grazia di Dio», come citavano le formule dell'Ancien Régime, ma «Imperatore dei francesi per volontà del popolo», anche se i documenti ufficiali mantenevano una formula di compromesso («Napoleone, per la grazia di Dio e le costituzioni della Repubblica, Imperatore dei Francesi») e per un triennio anche l'intestazione di Repubblica Francese, come sulle monete. Fu in sostanza un nuovo re dei francesi, tanto che da lui hanno origine molte delle attuali monarchie moderne europee; e fu in effetti una monarchia, poiché Napoleone era padrone assoluto, anche se una monarchia che però non si rifaceva alla nobiltà feudale dell'Ancien Régime, ma nella quale si attuavano alcuni princìpi illuministici della borghesia.

### La conquista dell'Europa
(Georg Wilhelm Friedrich Hegel, lettera a Friedrich Immanuel Niethammer, 13 ottobre 1806.)

#### Da Ulma a Tilsit

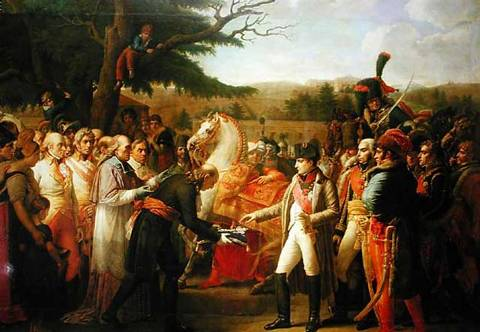
Napoleone riceve la resa di Vienna il 13 novembre 1805, durante la guerra della Terza coalizione

Nel 1805 si formò in Europa la terza coalizione contro Napoleone; egli aveva trascorso l'ultimo anno sulle coste della Manica, a preparare una vasta operazione militare contro la Gran Bretagna ma, comprendendo le difficoltà di un'operazione di sbarco nelle Isole Britanniche e preoccupato dai propositi aggressivi delle potenze continentali, decise fin da agosto di rinunciare ai suoi piani di invasione e di organizzare un rapido trasferimento a marce forzate dell'intero esercito, ora denominato Grande Armata, dalle coste della Manica fino al Reno e al Danubio per sconfiggere le forze nemiche sul continente. Napoleone aveva fatto bene i suoi conti: il 21 ottobre, infatti, al largo di Trafalgar la flotta francese comandata dall'ammiraglio Pierre Charles Silvestre de Villeneuve veniva completamente annientata dagli inglesi al comando di Horatio Nelson, che morì durante lo scontro, colpito da un tiro di moschetto. Svanivano per sempre i sogni di invasione dell'Inghilterra.

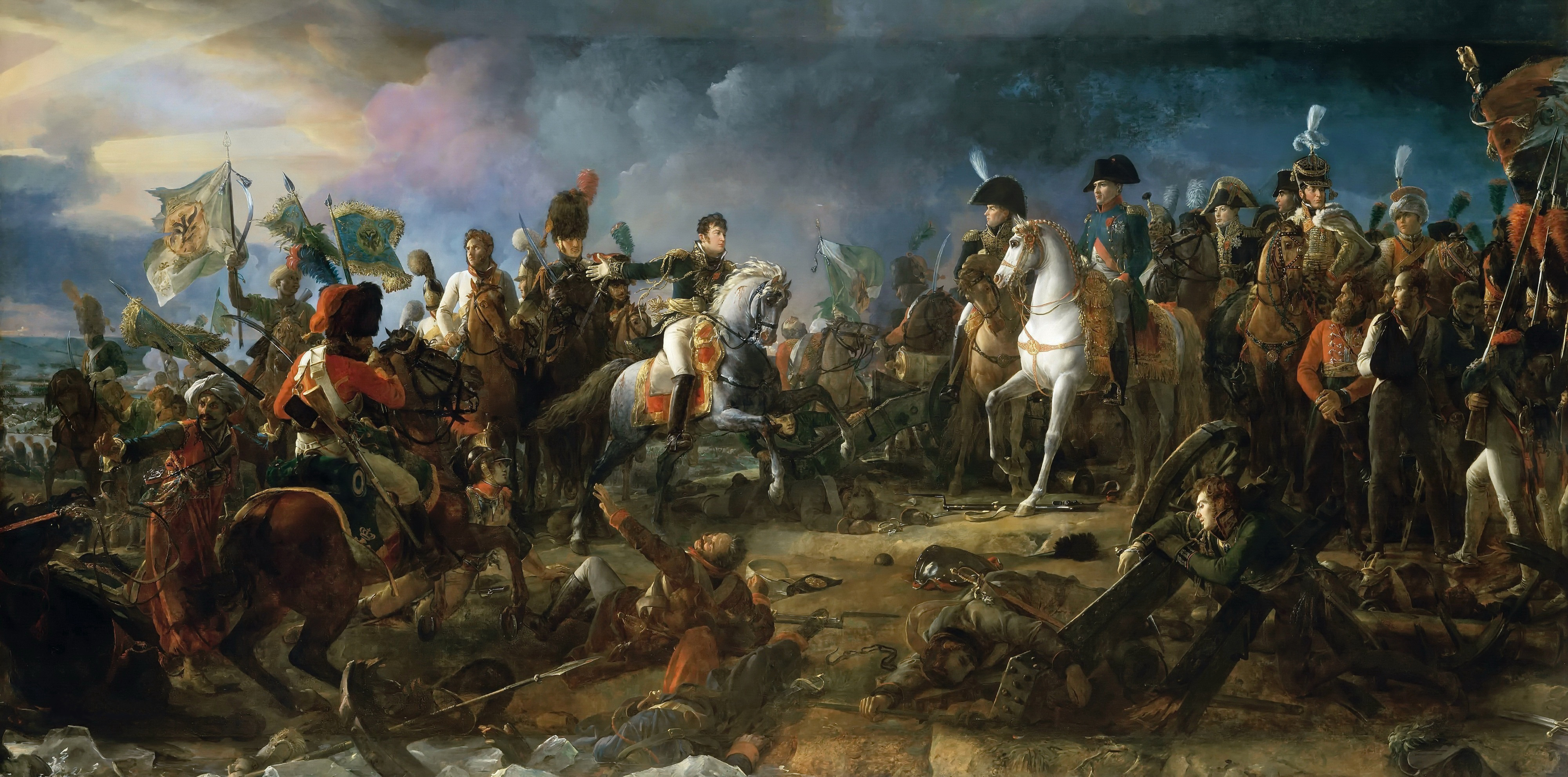
Napoleone sul campo di battaglia di Austerlitz

Le forze coalizzate prevalentemente austriache e russe (sotto il nuovo zar Alessandro I), anche se con la neutralità della Prussia, erano numericamente soverchianti ma divise. Due i fronti principali: quello germanico, dove Napoleone in persona aveva assunto il comando della Grande Armata e quello italiano dove il generale Andrea Massena guidava l'Armata d'Italia. Con un'abile manovra strategica Napoleone accerchiò e costrinse alla resa l'esercito austriaco del generale Karl Mack a Ulma (20 ottobre), e, mentre il maresciallo Massena combatteva in Italia la battaglia di Caldiero (30 ottobre), entrò con l'armata a Vienna, dopo aver superato il Danubio con uno stratagemma di Gioacchino Murat. Tuttavia gli eserciti coalizzati austro-russi erano ancora in campo e la situazione di Napoleone appariva difficile. Il 2 dicembre 1805, anniversario della sua incoronazione, l'imperatore combatté e vinse la battaglia di Austerlitz, provocando la disgregazione della terza coalizione. Rimasta nella storia come il suo capolavoro tattico, la vittoria a Austerlitz concesse a Napoleone una posizione di predominio in Europa. Il giorno dopo i sovrani d'Europa chiesero la pace. L'Austria perdeva anche Venezia, che veniva unita al regno d'Italia, e perdeva ogni controllo sulla Germania, che ora si ricostruiva come Confederazione del Reno, primo seme dell'unità tedesca sotto il controllo diretto di Napoleone. Si racconta che, dopo aver appreso di Austerlitz, il primo ministro inglese William Pitt avesse chiesto a una nipote di arrotolare la carta dell'Europa esposta in un corridoio di casa. «Non ci servirà per almeno dieci anni».

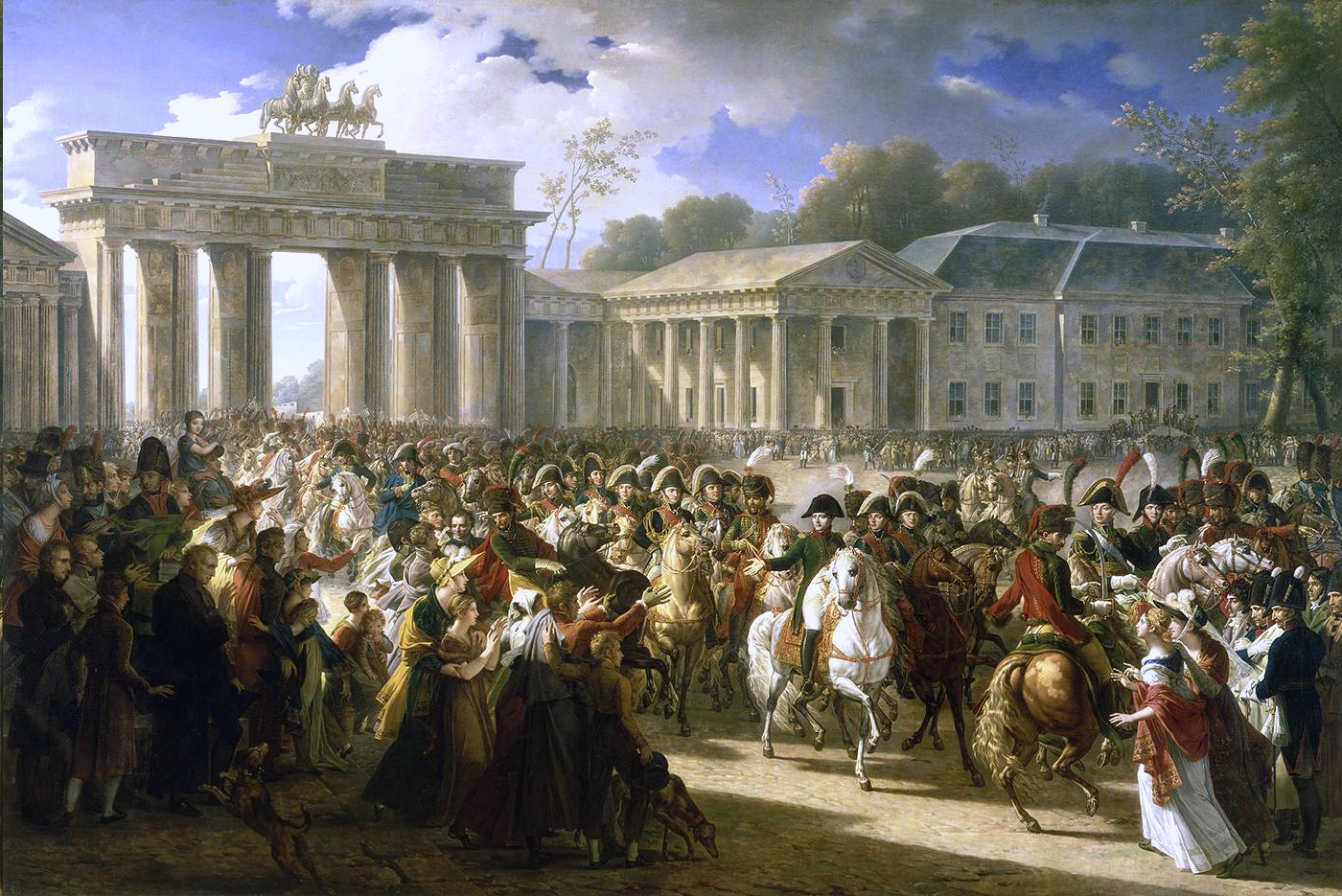
Napoleone entra a Berlino il 27 ottobre 1806

L'anno seguente Napoleone dovette affrontare la quarta coalizione, costituita da Gran Bretagna, Prussia e Russia; l'imperatore prese subito l'offensiva e, dopo una magistrale manovra strategica, sconfisse completamente il vantato esercito prussiano nella battaglia di Jena (14 ottobre 1806). La Grande Armata catturò o disperse i resti dell'esercito nemico e Napoleone entrò a Berlino il 27 ottobre. La guerra tuttavia continuò; l'esercito russo era in avvicinamento per soccorrere la Prussia e l'imperatore marciò direttamente verso la Vistola per batterlo; la popolazione polacca insorse a favore dei francesi.
Dopo una dura resistenza, anche l'esercito russo, che aveva inflitto pesanti perdite ai francesi nella sanguinosa e indecisa battaglia di Eylau, venne sconfitto il 14 giugno 1807 nella decisiva battaglia di Friedland. Lo zar Alessandro I fu infine costretto a firmare la pace, nell'incontro di Tilsit. In quell'incontro l'Europa venne ufficiosamente divisa in zone d'influenza: si decise, in una nota segreta allegata al trattato di Tilsit, che i territori tra il fiume Elba e il Memel avrebbero formato la barriera di divisione tra i due grandi imperi. Rimaneva aperta la questione della Polonia, che Napoleone voleva rendere indipendente, contrariamente alle intenzioni dello zar.
Quando papa Chiaramonti rifiutò di aderire all'embargo nei confronti dell'Inghilterra, dichiarando che le sue qualità di pastore universale gli imponevano la neutralità, Napoleone fece occupare Roma dal generale Miollis e il 7 maggio 1809 ordinò l'annessione dello Stato Pontificio all'Impero francese. Il papa rispose con una bolla di scomunica e Napoleone ordinò a Miollis di procedere all'arresto del pontefice. Provvide subito il generale Radet che lo fece prelevare dal Quirinale e poi trasportare, insieme con il Segretario di Stato cardinale Bartolomeo Pacca, a Radicofani poi Firenze, Genova, e Grenoble, dove fu recluso dal 21 luglio al 1º agosto, da lì passò per Valence, Avignone, Aix-en-Provence, Nizza poi Mondovì e infine Savona dove risiedette per quasi un triennio.
Nella primavera del 1812 fu trasferito a Fontainebleau, dove Napoleone riuscì solo quattro anni dopo a strappargli l'approvazione di un nuovo Concordato. Nel maggio 1814 il pontefice rientrò nella sua diocesi, a Roma.

#### Il blocco continentale e la guerra nella penisola iberica

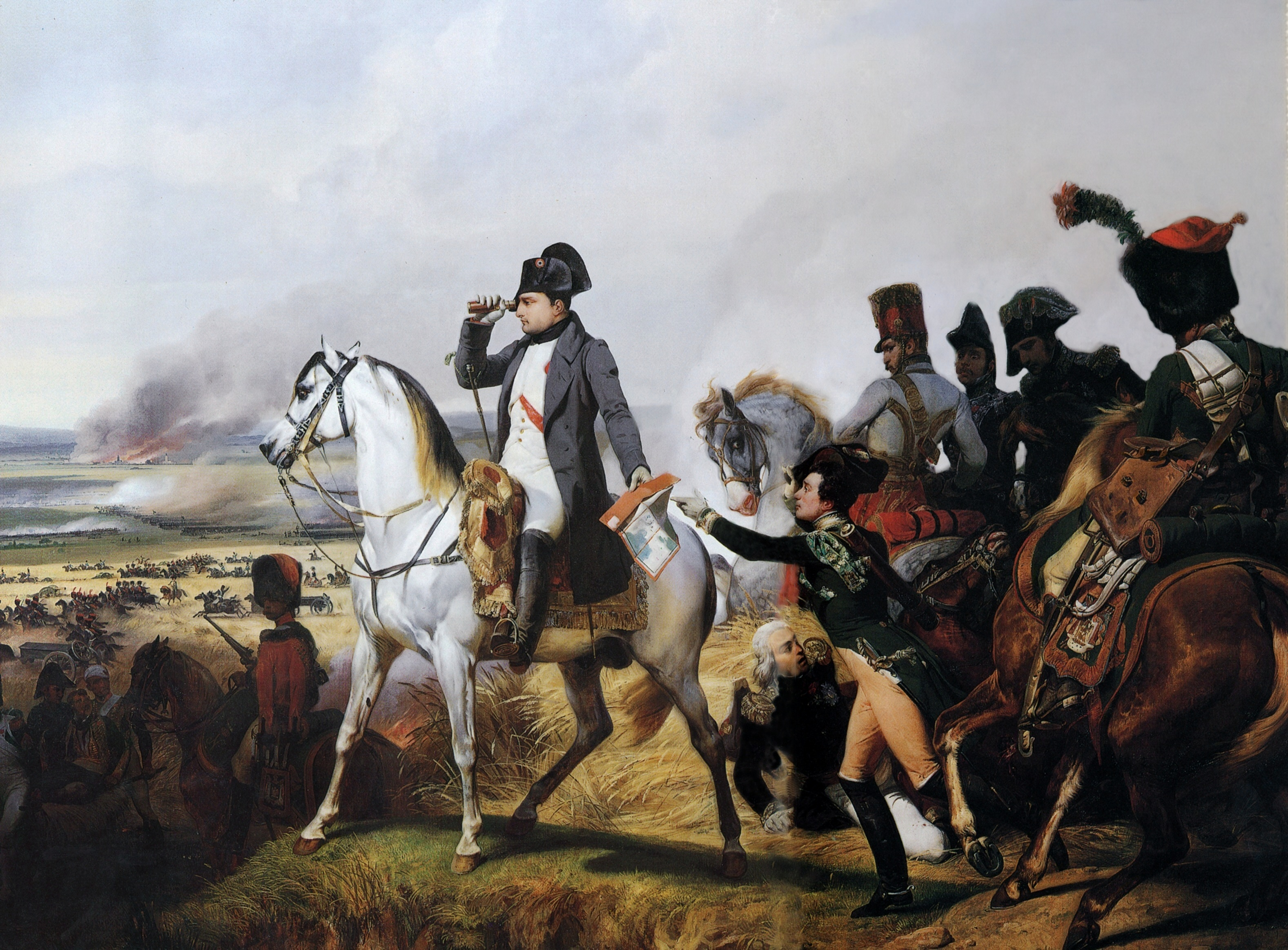
Napoleone ritratto durante la battaglia di Wagram da Horace Vernet

Per mettere in ginocchio l'Inghilterra, unica potenza ancora in armi contro la Francia, Napoleone avviò un embargo.
Tuttavia questo embargo, chiamato blocco continentale (poiché, nelle intenzioni del Bonaparte, tutta l'Europa continentale avrebbe dovuto aderire all'embargo contro le isole britanniche) non diede i risultati sperati. Il fallimento del blocco fu dovuto al fatto che molti paesi europei, per motivi di convenienza economica, non vi aderirono completamente, continuando a mantenere scambi commerciali con l'Inghilterra. Napoleone inoltre, per colpire il Portogallo che manteneva aperti i suoi porti alla flotta inglese, invase la Spagna e il Portogallo stesso, mentre successivamente la scelta della Russia di uscire dal blocco, costringerà Napoleone ad affrontare una campagna all'est che per lui sarà catastrofica.

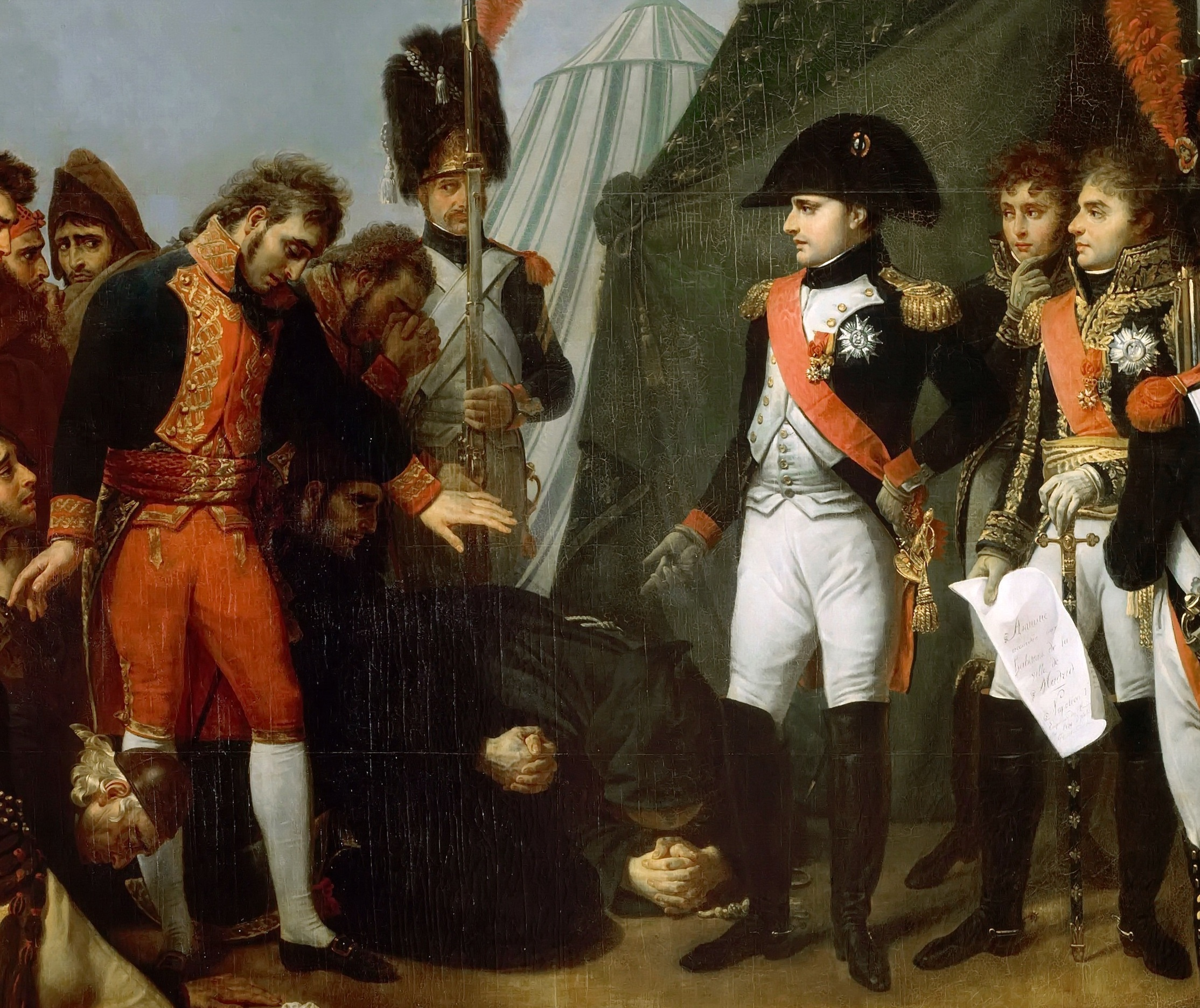
Napoleone riceve la resa di Madrid

Nel 1808, sfruttando un contrasto nella famiglia reale spagnola tra il re Carlo IV e il figlio, il principe delle Asturie Ferdinando, Napoleone costrinse entrambi ad abdicare e mise sul trono di Spagna il fratello Giuseppe Bonaparte, facendola così entrare direttamente nell'orbita dell'Impero francese. Contemporaneamente le truppe francesi invadevano e conquistavano il Portogallo; ma la situazione divenne presto problematica. I britannici, infatti, fecero sbarcare in Portogallo truppe al comando del generale sir Arthur Wellesley, futuro duca di Wellington, che riuscì a liberare il Portogallo, contrastando la campagna in Spagna. Qui, infatti, la popolazione era insorta contro l'occupazione francese e aveva cominciato una sanguinosa guerriglia che mise in grave difficoltà l'esercito occupante, costringendo Giuseppe Bonaparte ad abbandonare la capitale e a richiedere l'intervento diretto di Napoleone.
L'imperatore scese con una parte della Grande Armata in Spagna e il 4 dicembre, dopo una rapida e vittoriosa campagna, entrò a Madrid con le sue truppe. Napoleone non riuscì tuttavia a reprimere la resistenza nazionalistica spagnola né a distruggere il corpo di spedizione britannico passato al comando del generale John Moore, che riuscì a evacuare la penisola iberica via mare. La Spagna rimase quindi una spina nel fianco, costringendo l'imperatore, che poco tempo dopo dovette tornare rapidamente a Parigi a causa delle notizie di una nuova coalizione in fase di organizzazione contro di lui, a lasciare truppe molto numerose nella penisola iberica.
Nonostante le difficoltà organizzative iniziali, Napoleone fu in grado da aprile 1809 di affrontare la quinta coalizione; mostrando ancora una volta la sua netta superiorità di stratega, l'imperatore ottenne una serie di vittorie contro gli austriaci comandati dall'arciduca Carlo, culminate nella battaglia di Eckmühl il 22 aprile 1809. Napoleone occupò Vienna e il Castello di Schönbrunn il 12 maggio 1809. La battaglia di Aspern-Essling invece terminò con un insuccesso di Napoleone che tuttavia alla fine vinse, tra il 5 e il 6 luglio 1809 la decisiva battaglia di Wagram. L'Austria subì pesanti condizioni di pace con il trattato di Schönbrunn: il Trentino-Alto Adige/Sud Tirolo, la Baviera, l'Istria e la Dalmazia furono perse. L'indennizzo di guerra fu enorme. Due giorni prima della conclusione delle trattative di pace Napoleone fu soggetto a un attentato alla sua vita da parte di certo Friedrich Staps, che cercò, senza riuscirvi, di accoltellarlo nella corte del Castello di Schönbrunn.

#### La nuova Europa di Napoleone
territorio francese
     paesi vassalli
     paesi alleati

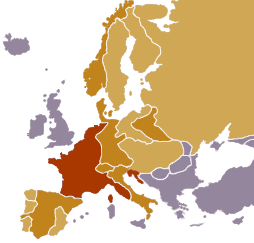
L'impero di Napoleone al suo apogeo nel 1811:
territorio francese
paesi vassalli
paesi alleati

Dal 1810 l'aspetto fisico di Napoleone cambiò e la sua salute comincio a declinare; il trascorrere del tempo e l'enorme impegno di governo e amministrazione dell'Impero cominciarono a logorarlo; ben diverso dallo "scaramouche sulfureo", magro, con i capelli lunghi sulle spalle, cupo e ombroso della giovinezza, egli aumentò di peso, i capelli tagliati corti si diradarono, il viso si fece pieno e il colorito livido; i lineamenti si rilassarono. Pur mantenendo nel complesso una grande lucidità intellettuale e una tenace risolutezza, egli episodicamente mostrò un decremento delle sue capacità di concentrazione e di decisione. Disuria e gastralgia si fecero più frequenti.

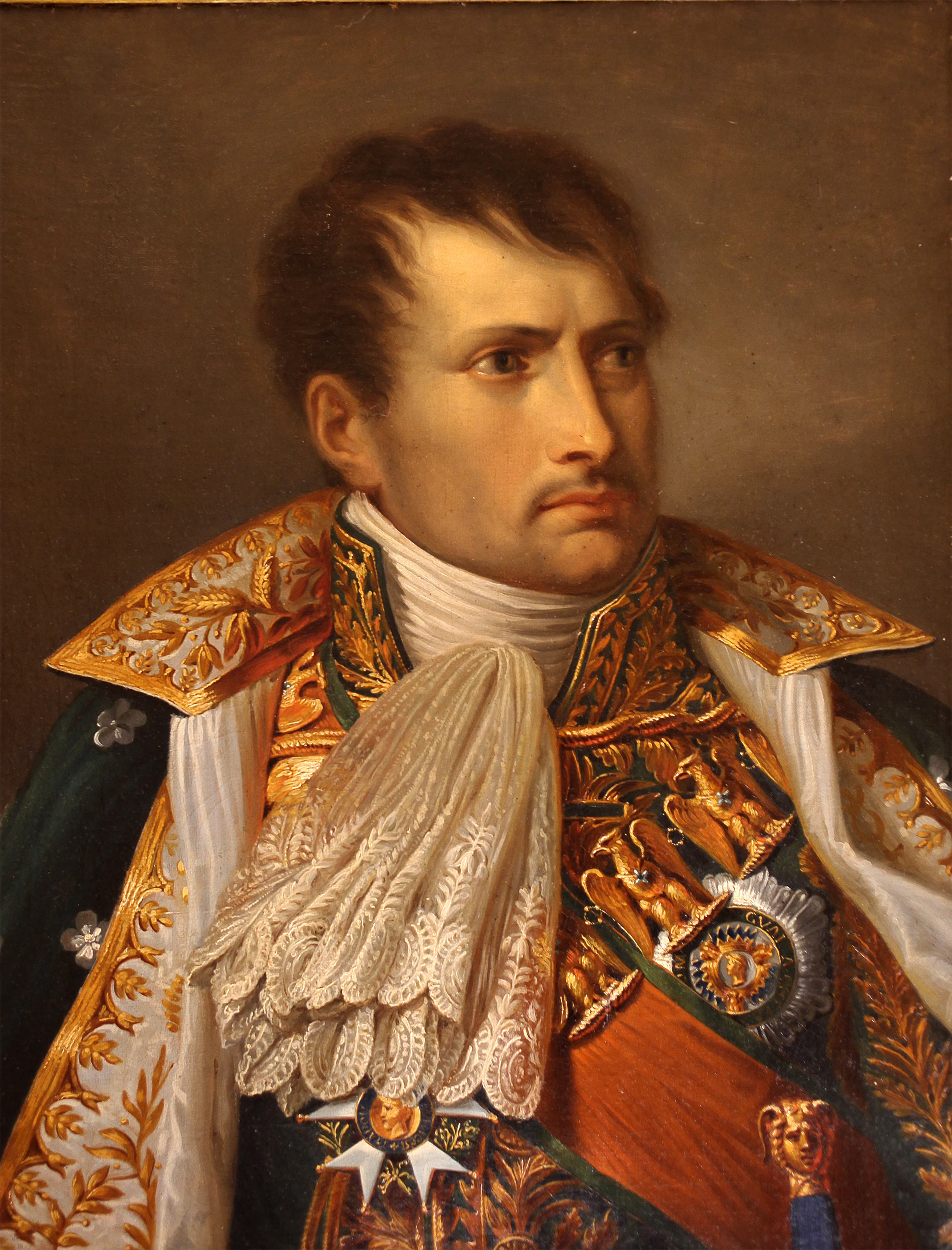
Andrea Appiani, Napoleone come Re d'Italia

Nel 1810, l'Europa era definitivamente ridisegnata secondo il volere napoleonico. I territori sotto il diretto controllo francese si erano espansi ben oltre i tradizionali confini pre-1789; il resto degli Stati europei era o suo satellite o suo alleato. Il regno d'Italia era nominalmente governato da Napoleone, ma retto dal viceré Eugenio di Beauharnais (figlio di primo letto della moglie di Napoleone, Giuseppina); il principato di Lucca e Piombino (dal 1805 al 1814) fu assegnato a Felice Baciocchi, ma in realtà governato dalla moglie di lui e sorella dell'Imperatore Elisa. Dal 1809 la stessa Elisa fu anche messa a capo dei tre dipartimenti toscani annessi all'Impero con il titolo di Granduchessa di Toscana, che si aggiunse a quello di Principessa di Lucca e Piombino, rimanendo peraltro i due territori disgiunti; alla sorella Paolina, sposata col principe Camillo Borghese, andò il ducato di Guastalla, poi ceduto al regno d'Italia; il fratello maggiore Giuseppe riceveva il trono di Spagna; il fratello Luigi riceveva il trono d'Olanda dopo aver sposato Ortensia di Beauharnais, figlia della moglie di Napoleone, Giuseppina; il fratello Girolamo ebbe il regno di Vestfalia; il generale Gioacchino Murat, poi maresciallo dell'Impero, ebbe il regno di Napoli, dopo aver sposato la sorella di Napoleone, Carolina; il maresciallo Bernadotte ebbe il trono di Svezia, ma ben presto tradì il suo ex capo entrando nella coalizione che lo avrebbe detronizzato. La Confederazione del Reno era di fatto sotto il controllo di Napoleone.
Dopo la pace di Schönbrunn, Napoleone e l'austriaco Metternich si erano accordati per un matrimonio di Stato. Il 14 dicembre 1809, Napoleone divorziò da Giuseppina di Beauharnais, la moglie certo infedele ma amatissima. Il 1º aprile 1810 Napoleone sposò la figlia dell'imperatore d'Austria, Maria Luisa, nipote di Maria Antonietta, la regina decapitata durante la Rivoluzione (il che provocò non poche polemiche in Francia). Con questo matrimonio l'Austria si era legata a Napoleone, il che portava alla creazione di un'alleanza pressoché indissolubile. Napoleone ebbe un erede legittimo da Maria Luisa, nato dopo un parto difficile il 20 marzo 1811. Tuttavia l'erede dell'Impero, Napoleone Francesco, detto il re di Roma (Napoleone II), non salì in realtà mai al trono: Napoleone fu detronizzato pochi anni dopo e Napoleone II morì successivamente a soli 21 anni.

### La campagna di Russia

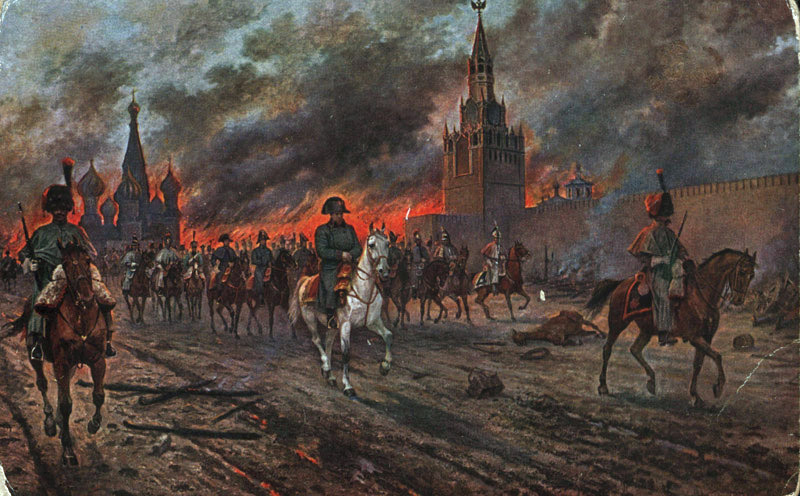
Napoleone a Mosca devastata dall'incendio

Nonostante gli accordi stabiliti a Tilsit, lo zar Alessandro I di Russia temeva l'egemonia napoleonica e rifiutò di collaborare con lui riguardo al Blocco continentale, per non danneggiare l'economia russa e perché segretamente sperava di formare una nuova coalizione antifrancese. Napoleone decise di cominciare una campagna decisiva contro la Russia per sottomettere lo zar al suo sistema di potere in Europa, costringerlo ad aderire al Blocco, privarlo della sua influenza in Polonia, Balcani, Finlandia, Persia. L'imperatore disponeva di circa 700 000 uomini, di cui circa 300 000 francesi e il resto contingenti stranieri provenienti da tutti gli stati vassalli e alleati del Grande Impero. I russi, comandati prima dal generale Michael Barclay de Tolly e poi dal generale Mikhail Kutuzov, timorosi di affrontare il preponderante esercito nemico e intimiditi dalla reputazione militare di Napoleone, decisero inizialmente di ritirarsi nel cuore della Russia.

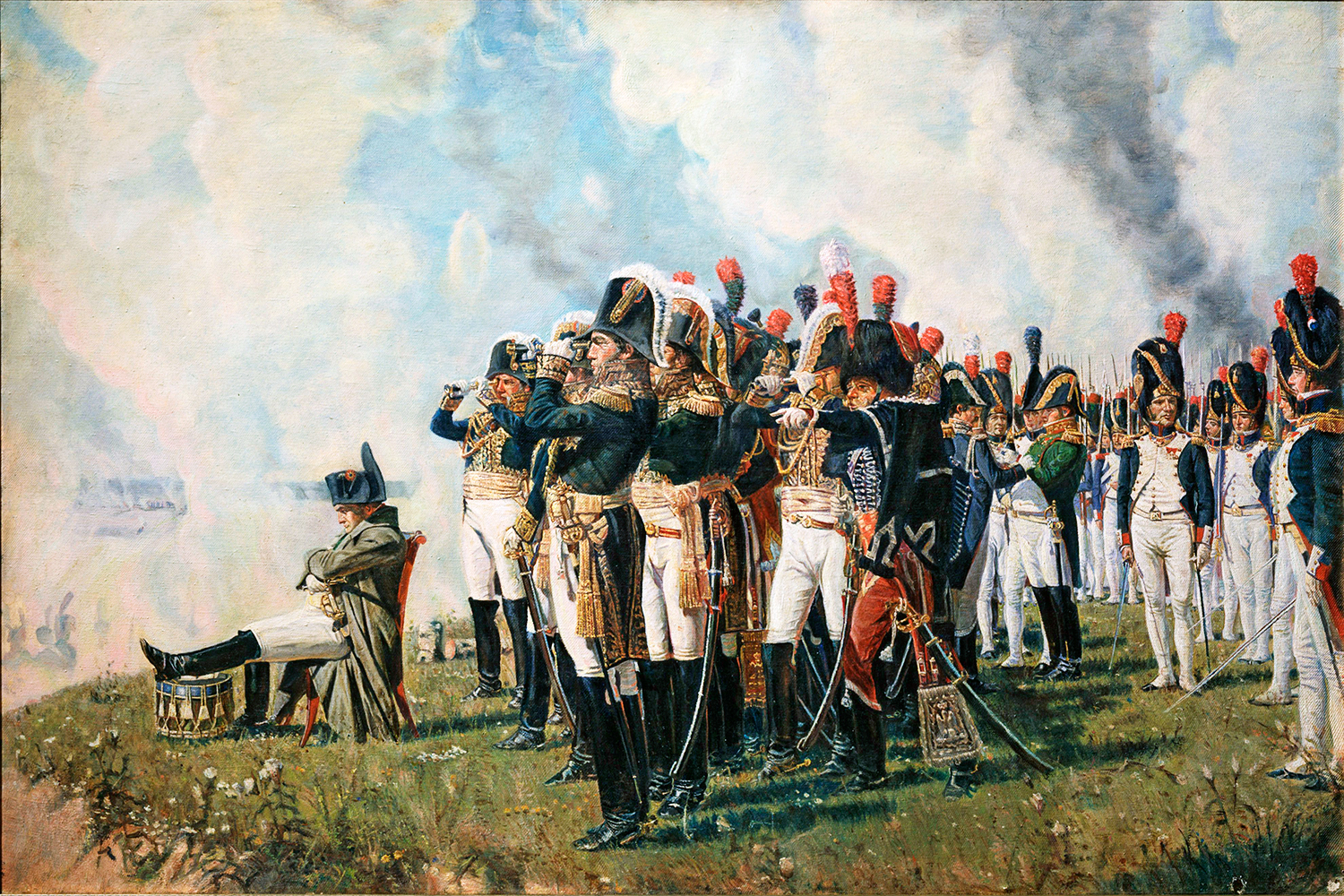
Napoleone alla battaglia di Borodino

Una serie di vaste manovre strategiche, ideate da Napoleone per sconfiggere l'esercito nemico e concludere rapidamente la guerra, fallirono a causa di errori dei suoi luogotenenti, delle difficoltà del terreno e delle tattiche prudenti dei suoi avversari; a Vilna, a Vitebsk e soprattutto nella battaglia di Smolensk e nella battaglia di Valutino i russi, battuti ma non distrutti, riuscirono a evitare uno scontro decisivo e a ripiegare verso est.
Finalmente il 7 settembre, dopo la decisione del generale Kutuzov di combattere per difendere Mosca, ebbe luogo la grande battaglia di Borodino, a ovest della città: dopo una battaglia cruenta e molto combattuta, i russi, sconfitti, ripiegarono e Napoleone entrò a Mosca una settimana dopo, nel pomeriggio del 14 settembre, dopo aver posto il suo quartier generale sulla collina Poklonnaja, convinto che Alessandro avrebbe negoziato la pace. Stabilitosi nel Cremlino, Napoleone non poteva immaginare che la città completamente vuota nascondesse in realtà un'insidia: nella notte Mosca cominciò a bruciare, essendo state appiccate le fiamme da alcuni russi nascosti nelle case. Napoleone, che aveva tentato a più riprese di venire a un accordo con Alessandro I senza riuscire neanche a far ricevere i propri messi, si rese conto della necessità di ritirarsi visto l'approssimarsi dell'inverno. Diede perciò ordine di cominciare la ritirata: era rimasto a Mosca non più di trentacinque giorni.
La Grande Armata francese soffrì gravi perdite nel corso della rovinosa ritirata; la spedizione era cominciata con circa 700 000 uomini (di cui poco meno della metà erano francesi) e 200 000 cavalli, alla fine della campagna poco più di 18 000 uomini raggiunsero Vilna rimanendo nei ranghi; a questi si aggiunsero poi quarantamila isolati nei giorni successivi. In totale più di 400 000 furono i morti e 100 000 i prigionieri. Sopravvissero inoltre solo 10 000 cavalli. Tra il 25 e il 29 novembre, infatti, i resti dell'armata, distrutta prima dal caldo e poi dal freddo (il cosiddetto "generale Inverno") vennero in gran parte annientati dai russi durante il passaggio della Beresina. Intanto, Napoleone era stato raggiunto dalla notizia che a Parigi il generale Malet aveva diffuso la notizia della morte dell'imperatore e tentato un colpo di Stato. Angosciato delle notizie di tradimento (Talleyrand e Fouché stavano ormai tramando col nemico), Napoleone abbandonò precipitosamente la Russia lasciando il comando a Gioacchino Murat e a Eugenio di Beauharnais e tornando nella capitale, dove cominciava a ricostruire un nuovo esercito di 400 000 uomini, in realtà giovanissimi e male addestrati. Le potenze europee, conscie dell'atroce disfatta di Russia, sollevarono la testa e formarono una nuova coalizione.

### La sconfitta di Lipsia, l'abdicazione e l'esilio all'Elba

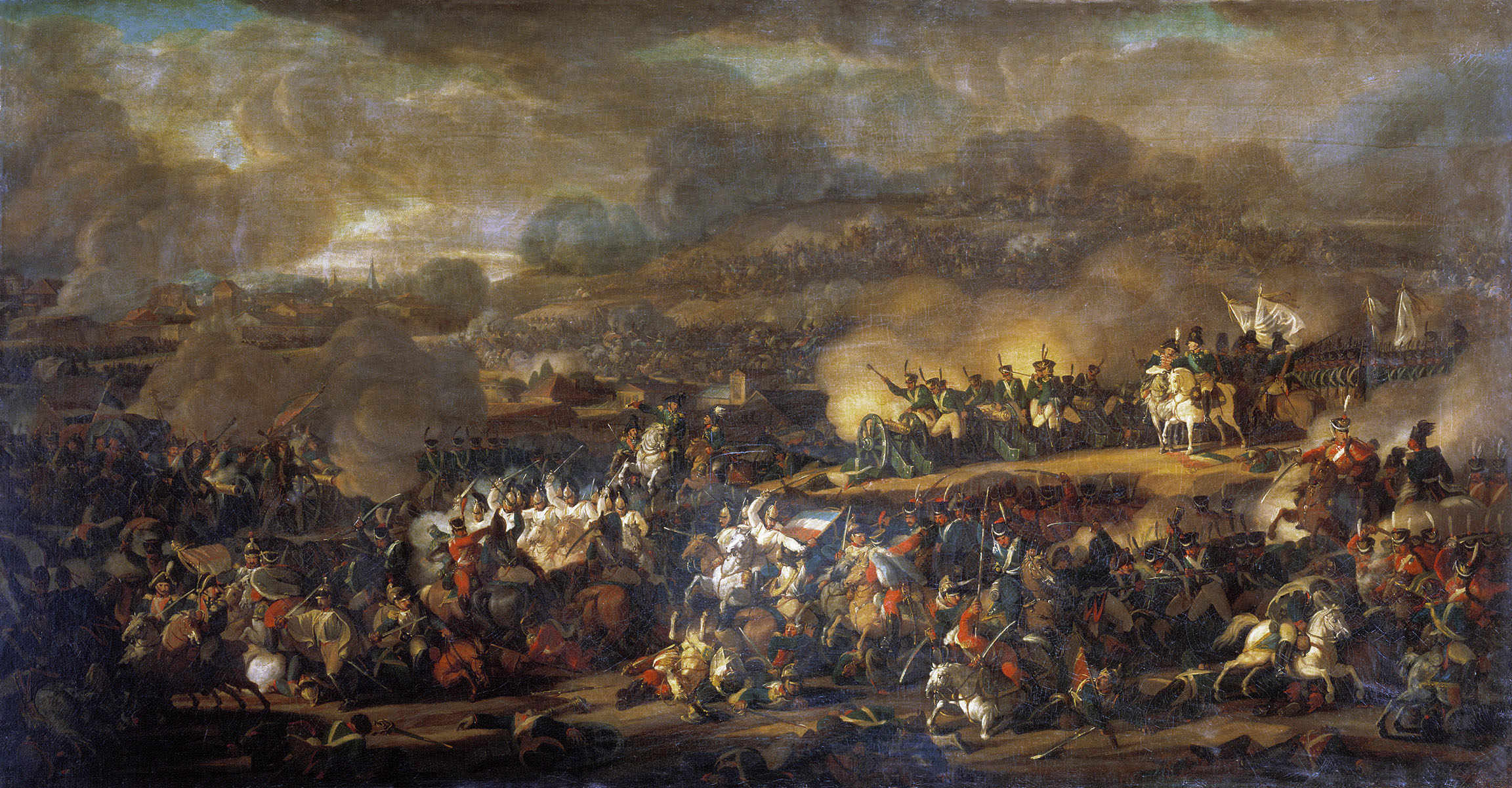
La battaglia di Lipsia

La prima a unirsi alla vittoriosa Russia fu la Prussia che, abbandonando l'alleanza con Napoleone, si schierò a fianco dello zar e della Gran Bretagna. Era la sesta coalizione. Napoleone, dopo essere rientrato a Parigi, organizzò in fretta, con l'afflusso di giovani reclute, un nuovo esercito e sconfisse i prussiani prima a Lützen e poi a Bautzen nel maggio 1813. Ma l'insidia più grande era l'Austria, la quale – non rispettosa dei patti – era pronta a scavalcare anche un matrimonio di stato come quello di Napoleone con Maria Luisa pur di sconfiggere l'odiato nemico. Nel corso di un memorabile e burrascoso incontro bilaterale a Dresda, Napoleone e Metternich non riuscirono a giungere a un accordo e il 12 agosto l'Austria si unì alla coalizione antifrancese. Dopo un'ultima importante vittoria francese nella Battaglia di Dresda, le forze napoleoniche furono costrette lentamente a ripiegare sotto la pressione congiunta degli eserciti di Austria, Russia, Prussia e Svezia; l'esercito svedese era comandato dall'ex maresciallo francese Jean-Baptiste Jules Bernadotte. Nella decisiva battaglia di Lipsia, detta Battaglia delle Nazioni poiché vi parteciparono eserciti di tutta Europa, l'inesperienza dell'esercito francese, la defezione dei contingenti tedeschi e la superiorità numerica delle forze nemiche furono i fattori che determinarono la sconfitta di Napoleone. L'esercito francese fu costretto a ritirarsi attraverso la Germania in piena insurrezione contro l'occupazione napoleonica, mentre anche i Paesi Bassi si rivoltarono e la Spagna era ormai persa.
Rientrato precipitosamente a Parigi, Napoleone dovette subire l'insubordinazione di tutti i corpi politici: le Camere denunciarono solo ora la sua tirannia, la nuova nobiltà da lui creata gli girò le spalle, il popolo, ormai stanco della guerra, rimase freddo, i marescialli dell'Impero cominciarono a defezionare: tra i principali, Gioacchino Murat che passò al nemico per conservare il regno di Napoli.
Il giorno di Natale del 1813 la Francia venne invasa dagli eserciti della coalizione. Un mese dopo, il 25 gennaio 1814, consegnato al fratello Giuseppe il controllo di Parigi e alla moglie Maria Luisa la reggenza, Napoleone si mise al comando di un esercito di 60 000 veterani della Vecchia Guardia. Per due mesi Napoleone tenne testa al nemico in quella che sarà definita da alcuni la sua campagna più brillante, vincendo a Brienne (proprio dove aveva studiato l'arte militare), a Champaubert, Montmirail, Château-Thierry, Vauchamps, Mormant, Montereau, Craonne e Laon. Sconfitto infine dalle forze prussiane del feldmaresciallo von Blücher, da quelle austriache e da quelle russe di Wintzingerode, consapevole di non poter anticipare le truppe nemiche in marcia su Parigi, Napoleone ripiegò su Fontainebleau ove, appresa la notizia del tradimento del generale Marmont, il quale si era arreso con le sue truppe agli alleati, e scoraggiato dall'atteggiamento rinunciatario del maresciallo Michel Ney, il 4 aprile annunciò ufficialmente la sua intenzione di chiedere la pace.

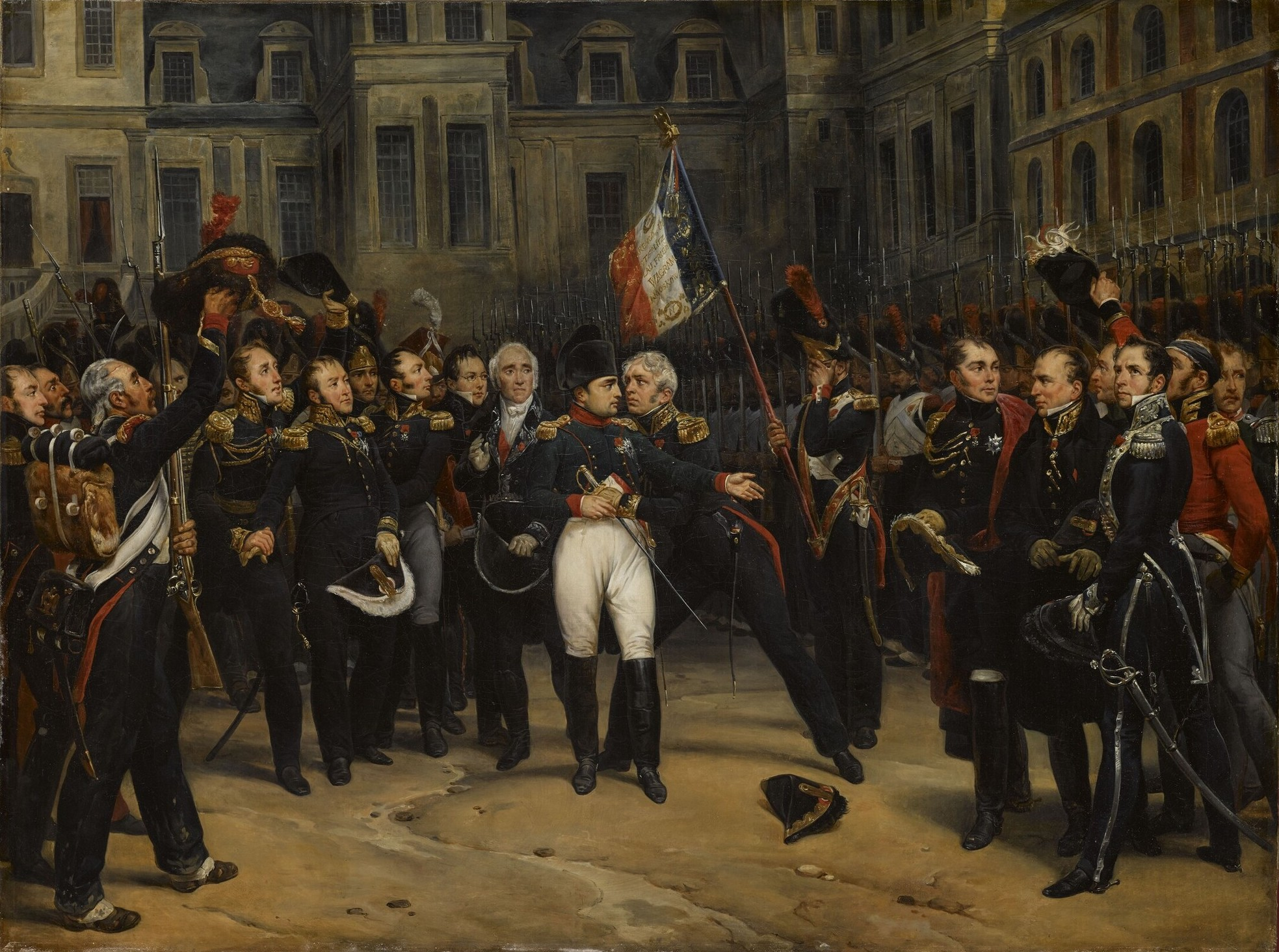
Addii di Napoleone alla Guardia imperiale nel cortile du Cheval-Blanc del castello di Fontainebleau, Antoine Alphonse Montfort

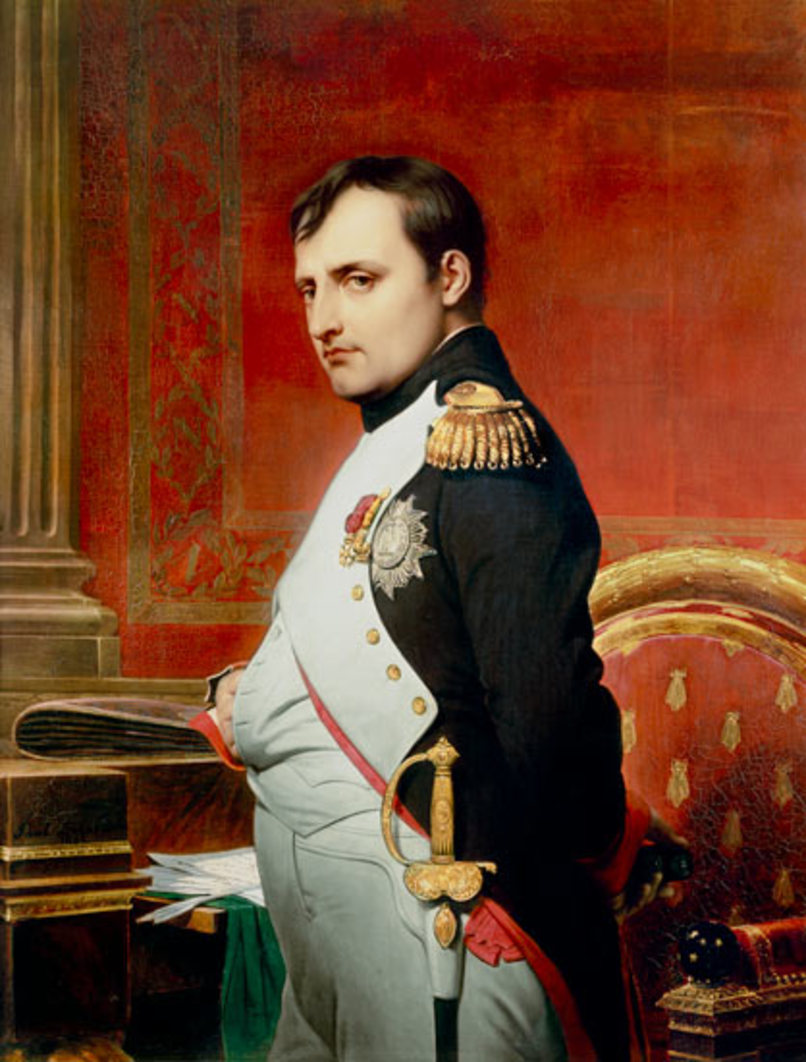
Napoléon Bonaparte, Paul Delaroche

Intanto il fratello Giuseppe aveva capitolato e il nemico entrò vittorioso in Parigi il 31 marzo con alla testa lo zar Alessandro I, che il giorno successivo aveva già fatto affiggere sui muri di Parigi il suo proclama indirizzato al popolo francese.
A Fontainebleau Napoleone passò giorni duri e difficili. Gli giunse notizia che il nemico aveva rigettato la sua proposta di pace che stabiliva il ritorno ai «confini naturali» della Francia. Lo zar Alessandro I gli impose l'abdicazione. Egli, dopo aver più volte tentennato, il 6 aprile decise di abdicare in favore del figlio e della reggenza di Maria Luisa. Ma il nemico decise per un'abdicazione totale, poiché Talleyrand aveva già preso accordi per restaurare sul trono i Borbone. Napoleone, indignato, minacciò di rimettersi alla testa dei suoi eserciti e marciare su Parigi, ma i marescialli lo costrinsero a cedere. L'abdicazione divenne effettiva con la firma del trattato di Fontainebleau da parte delle potenze alleate l'11 aprile.
Resosi ormai conto dell'evolversi della sua caduta, con inoltre l'aggravarsi dei cosacchi entrati in Parigi, il 12 aprile, presso il Castello di Fontainebleau, Napoleone tentò il suicidio ingerendo una forte dose di arsenico, conservato in una fialetta che l'imperatore si era procurato dopo la sconfitta in Russia, ma venne soccorso e salvato dai suoi collaboratori, che chiamarono i medici in tempo.
Dopo un memorabile addio alla Vecchia Guardia, Napoleone subì il dramma della fuga quando, attraversando la Francia del sud, fu costretto a indossare un'uniforme austriaca per non finire linciato dalla folla. Imbarcatosi precipitosamente a Marsiglia sulla fregata inglese HMS Undaunted comandata da Thomas Ussher, il 4 maggio 1814 sbarcò all'isola d'Elba, dove il nemico aveva deciso di esiliarlo, pur riconoscendogli la sovranità sull'isola con il rango di principe e la conservazione del titolo di imperatore.
Stabilitosi a Portoferraio, volle abitare presso la Palazzina dei Mulini, alla quale fece aggiungere un piano, e che dominava la suggestiva rada ove poteva osservare le navi in entrata e uscita dal porto. Come residenza di campagna scelse la Villa di San Martino. A Portoferraio volle raggiungerlo la madre, che prese dimora in una piccola abitazione nel centro storico. Soggiornò inoltre presso il romitorio annesso al Santuario della Madonna del Monte, dove lo raggiunse occasionalmente la madre –che soggiornava temporaneamente a Marciana– e in seguito la contessa Maria Walewska insieme al loro figlioletto Alexandre.

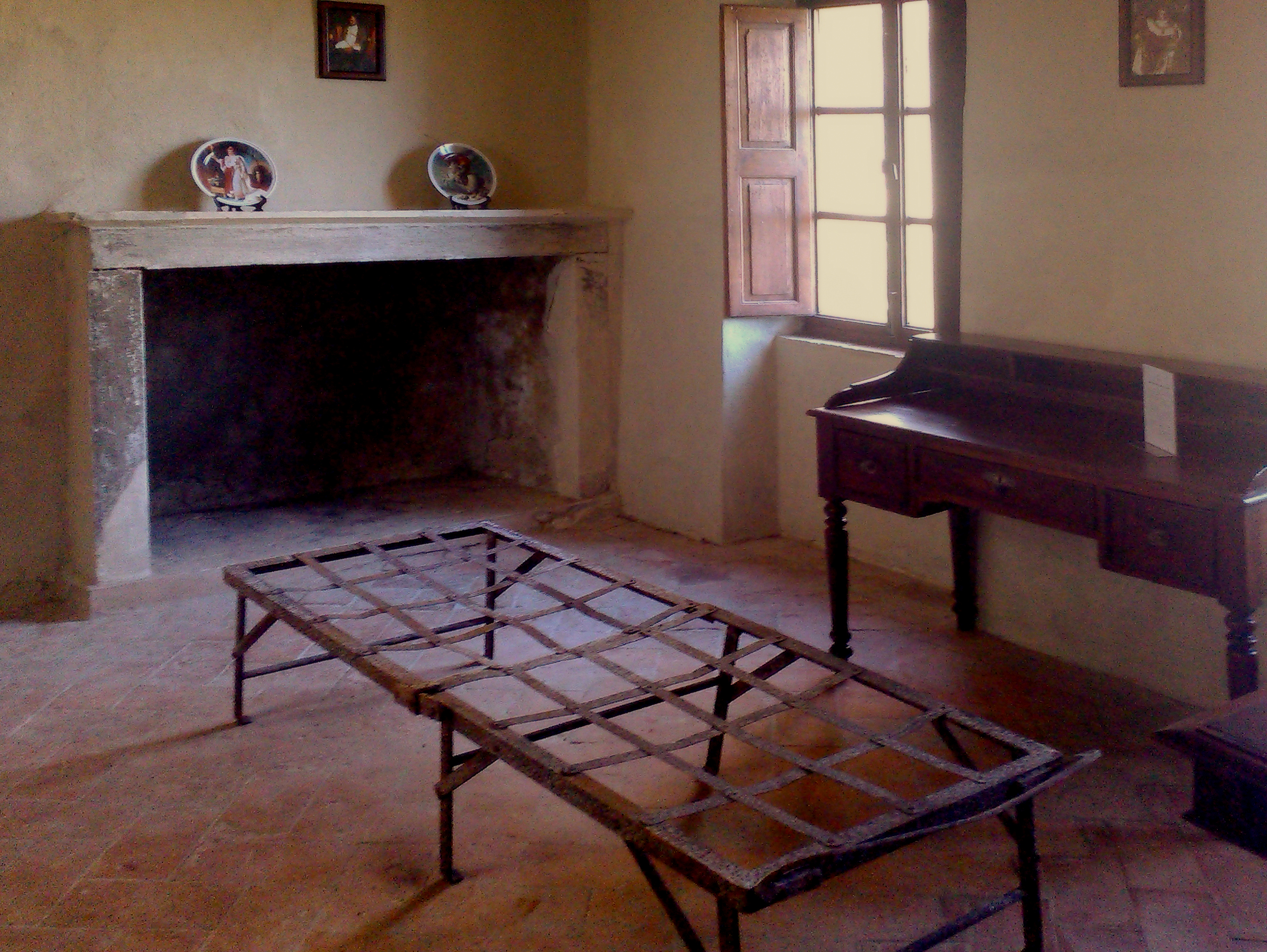
La camera di Napoleone alla Madonna del Monte

Nei dieci mesi di esilio Napoleone non rimase inoperoso, ma costruì infrastrutture, miniere, strade, difese, mentre il Congresso di Vienna che doveva disegnare la nuova Europa della Restaurazione ipotizzava di esiliarlo nell'oceano. Furono mesi febbrili, che trasformarono un'isola assonnata nel centro culturale e politico del tempo: poeti, artisti, spie e uomini di mondo accorsero nella speranza di visitare quello che era stato l'uomo che aveva tenuto l'Europa in pugno. Molti trovavano ospitalità nelle residenze signorili della città e altri all'Auberge Bonroux, luogo di ritrovo della Guardia. Non vennero mai a trovarlo, invece, la moglie e il figlio: il piccolo Re di Roma.

### I «cento giorni»

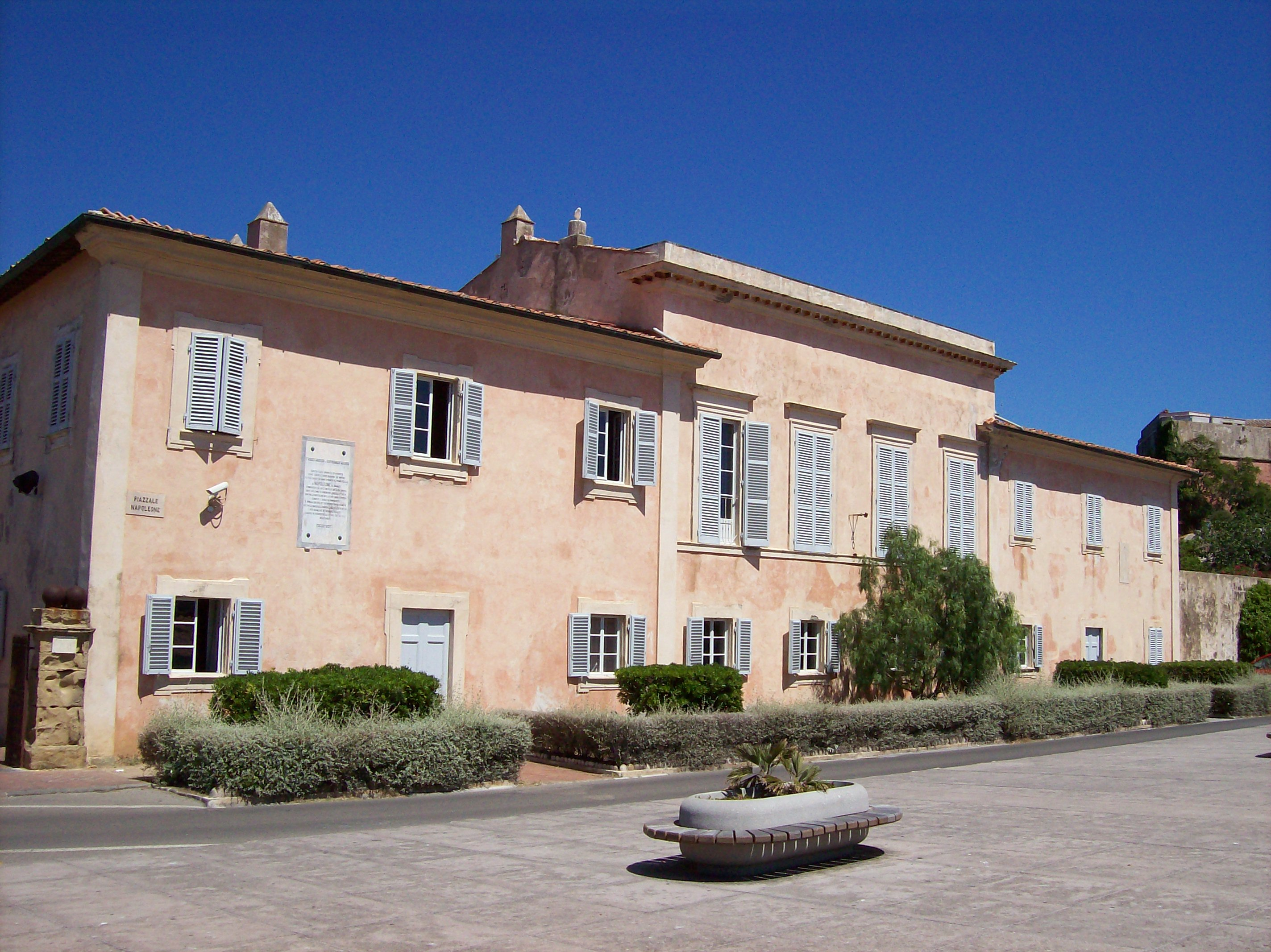
La Palazzina dei Mulini a Portoferraio (isola d'Elba)

Anche se impegnato nei lavori all'Elba, Napoleone continuava a ricevere segretamente notizie della situazione francese tramite alcuni telegrafi ottici dislocati sulle alture dell'isola. Il nuovo sovrano, Luigi XVIII Borbone, era inviso alla popolazione: nel solco della Restaurazione, Luigi stava lentamente smantellando tutte le conquiste della Rivoluzione Francese mantenute da Napoleone. Queste notizie, aggiunte alla voce ormai certa che i nemici fossero prossimi a trasferirlo lontano dall'Europa, portarono Napoleone ad agire. Approfittando dell'assenza del commissario inglese sir Neil Campbell, recatosi a Livorno, Napoleone lasciò l'Elba il 26 febbraio 1815, salutato dalla popolazione di Portoferraio, con una flotta di sette bastimenti e circa mille uomini al seguito.
L'imperatore eluse la sorveglianza della flotta inglese e il 1º marzo 1815 sbarcò in Francia nel golfo di Cannes, a Golfe Juan, vicino ad Antibes: cominciava il periodo che sarà noto come i «Cento giorni». La popolazione lo accolse con un entusiasmo sorprendente e gli eserciti inviatigli contro da Luigi, invece di fermarlo, si unirono a lui. Fu prima la volta del 5º di linea di Grenoble: Napoleone mosse incontro ai soldati dell'esercito borbonico e gridò: «Chi vuole sparare al suo imperatore è libero di farlo». Successivamente passarono dalla sua parte gli eserciti guidati da Charles de la Bédoyère e dal maresciallo Ney, che in precedenza aveva promesso enfaticamente a Luigi XVIII che avrebbe condotto Napoleone a Parigi «in una gabbia di ferro». Entrambi i generali pagheranno con la fucilazione la defezione dall'incarico ricevuto. Il 20 marzo Napoleone entrò trionfalmente a Parigi, mentre Luigi era fuggito in gran fretta verso Gand su suggerimento di Talleyrand, che al Congresso di Vienna spinse le teste coronate a riprendere la spada contro l'imperatore.

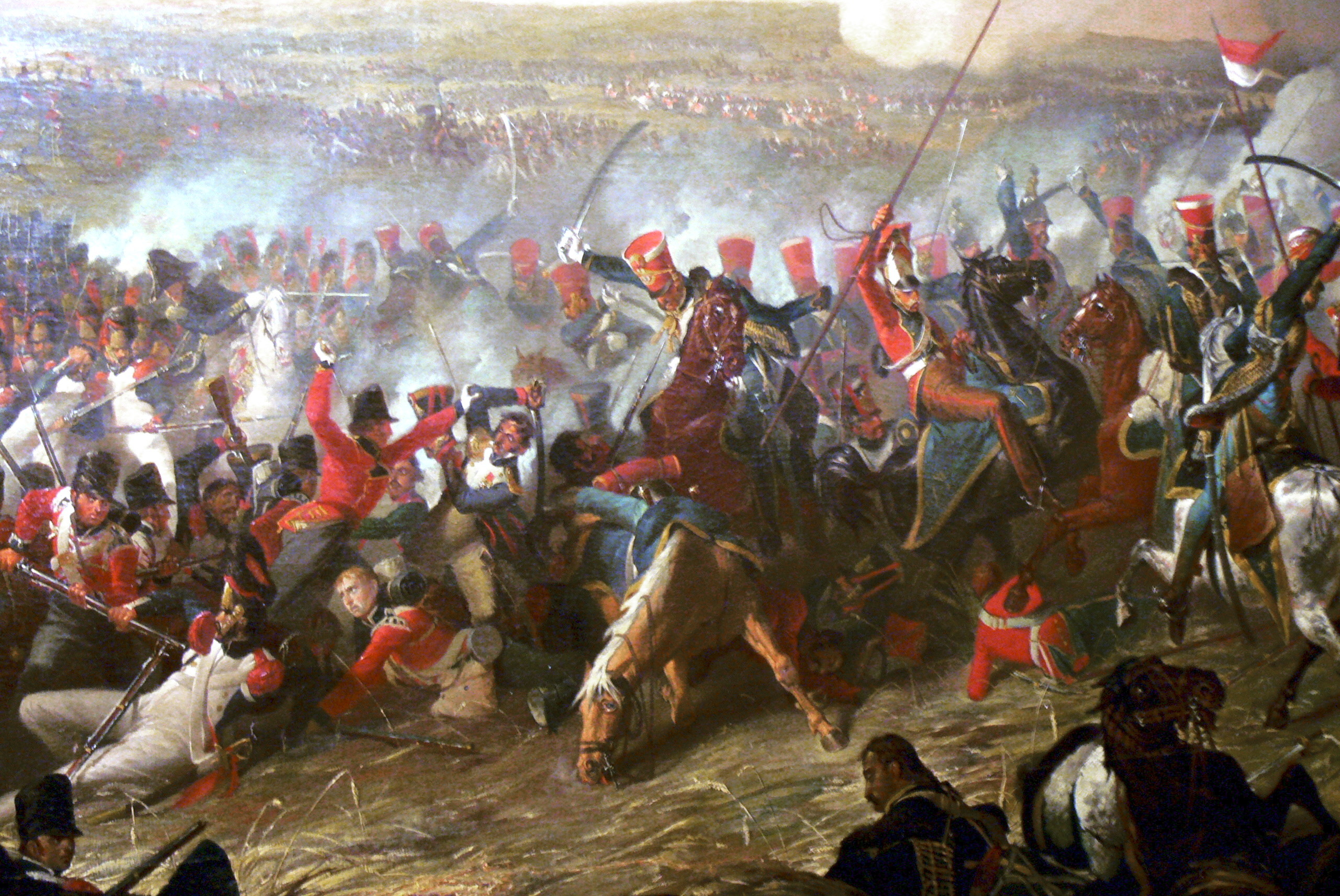
La battaglia di Waterloo

Riorganizzato rapidamente l'esercito, Napoleone chiese ai nemici nuovamente coalizzatisi la pace, con la sola condizione di mantenere il trono di Francia: la sua richiesta non venne accettata. Intanto, in campo politico, l'imperatore aveva ben compreso i limiti del suo governo precedente e aveva promulgato una costituzione maggiormente liberale, l'Atto addizionale, che concedeva maggiori poteri alle Camere e la libertà di stampa. Per evitare una nuova invasione del suolo patrio, Napoleone fece la prima mossa, entrando di sorpresa in Belgio, dove erano schierati l'esercito britannico e l'esercito prussiano. Il suo piano prevedeva una manovra su due ali che avrebbero diviso e sconfitto separatamente i prussiani e i britannici prima che, superiori di numero, potessero congiungersi.

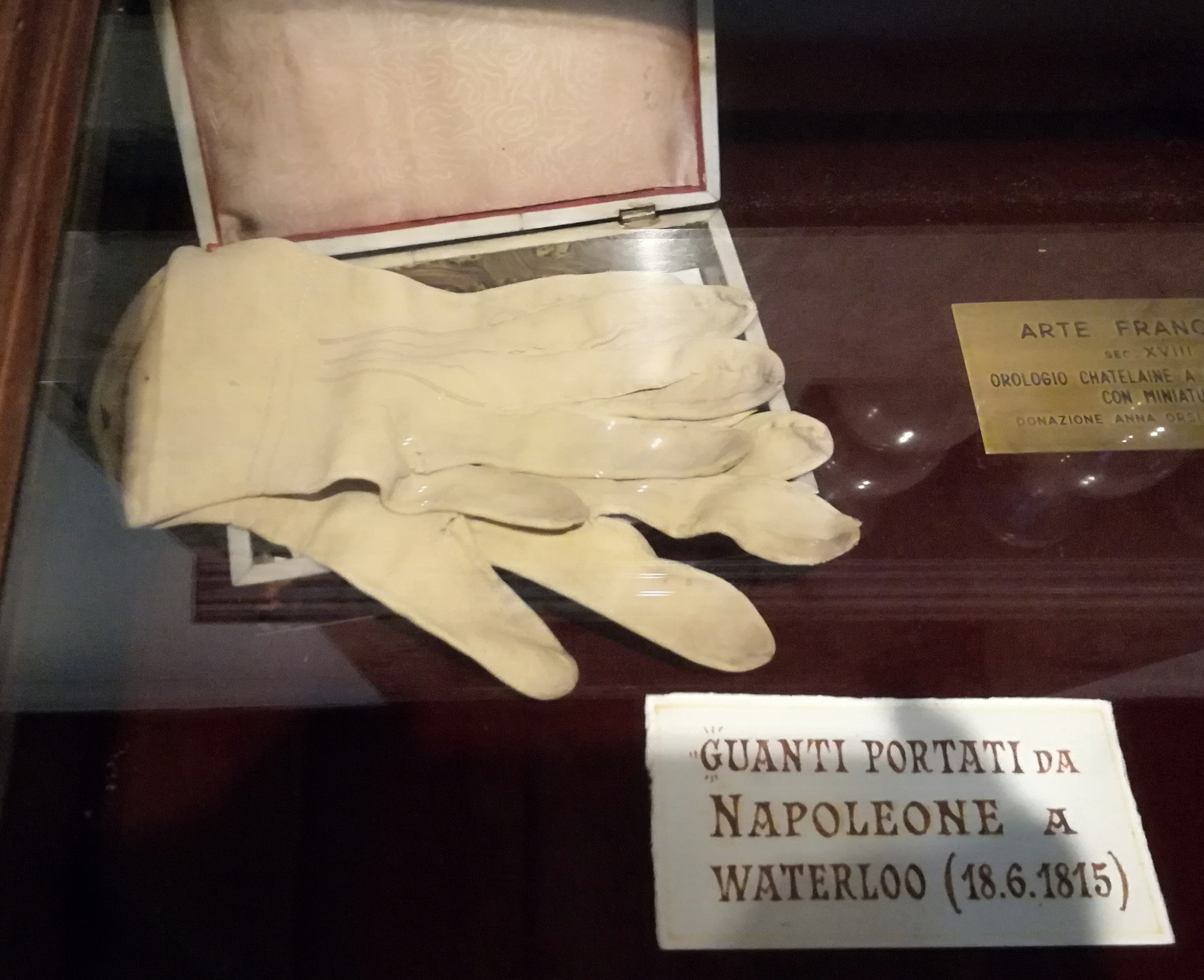
I guanti indossati da Napoleone alla battaglia di Waterloo, conservati presso la Pinacoteca Ambrosiana, Milano

L'ala destra da lui comandata impegnò e sconfisse i prussiani del generale Blücher nella battaglia di Ligny, mentre il maresciallo Ney attaccò i britannici del duca di Wellington a Quatre-Bras, ma nessuno dei due combattimenti ebbe esito determinante. Così si giunse al 18 giugno 1815, la giornata della battaglia di Waterloo, descritta anche da Victor Hugo. Il piano strategico generale di Napoleone venne vanificato da alcuni errori dei suoi marescialli, principalmente Emmanuel de Grouchy, il quale, inviato a intercettare la colonna prussiana sfuggita a Ligny, si limitò solo a inseguire la retroguardia delle forze prussiane che si erano intanto riorganizzate e che, grazie alla loro determinazione, riuscirono a ricongiungersi con Wellington proprio nella fase decisiva della battaglia. Le forze britanniche del duca di Wellington e quelle prussiane di Blücher riuscirono a sconfiggere i francesi.
Napoleone compì alcuni errori tattici e sbagliò nella scelta dei luogotenenti, rinunciando al maresciallo Louis Nicolas Davout, lasciato a Parigi, e affidandosi a Grouchy, inesperto di incarichi di comando, e a Ney, famoso per ardimento, ma non per la sua intelligenza tattica, il cui comportamento inutilmente avventato fu fra i fattori determinanti della disfatta. Ultimo ad arrendersi fu il giovane generale della Guardia imperiale Pierre Cambronne che con la Vecchia Guardia coprì la ritirata dell'esercito sconfitto alla volta di Parigi. Napoleone si era dimostrato ottimista durante la battaglia: «Wellington è un pessimo generale. Stasera ceneremo a Bruxelles», aveva dichiarato la mattina. In serata, invece l'imperatore era sulla strada di ritorno per Parigi conscio della certezza della fine di ogni suo sogno.
Impostagli dalla Camera la nuova abdicazione, sotto le pressioni del potente Fouché («Avrei dovuto farlo impiccare prima», sbottò Napoleone), egli dichiarò di immolarsi «in olocausto per la Francia» e chiese invano che venisse rispettata la sua volontà di porre sul trono all'età giusta suo figlio Napoleone II. Le forze nemiche, viceversa, entrarono a Parigi e rimisero sul trono Luigi XVIII. Napoleone si rifugiò al castello di Malmaison, la vecchia casa dove aveva abitato con la prima moglie Giuseppina, morta da poco. La sua intenzione era di fuggire negli Stati Uniti, ma rifiutò di travestirsi come sarebbe stato necessario per sfuggire alla cattura, perché ciò avrebbe infamato il suo onore. Invece il 15 luglio 1815 Napoleone si arrese agli inglesi salendo a bordo della nave HMS Bellerophon. Condizione della consegna era la deportazione in Inghilterra o negli Stati Uniti, ove intendeva vivere soggetto al diritto comune e con lo status di privato cittadino; nel caso avesse ottenuto il permesso di soggiornare in America, le sue intenzioni erano quelle di diventare un famoso scienziato e studioso di fenomeni naturali, ma purtroppo le cose per lui andarono in modo totalmente diverso. Il capitano Maitland, in rappresentanza del principe reggente, arrestò Napoleone venendo in parte meno alla parola datagli: con la promessa di poter continuare a vivere in una semplice casetta di campagna in territorio inglese, Napoleone effettivamente venne accontentato ed ottenne un domicilio in territorio britannico; condotto dalla nave da battaglia HMS Northumberland, il 15 ottobre 1815 Napoleone venne sbarcato prigioniero ed esiliato a Sant'Elena, una piccola isola nel mezzo dell'oceano Atlantico, ancora oggi possedimento britannico, così remota e sperduta da rendere impossibile ogni tentativo di fuga.

### L'esilio a Sant'Elena e la morte

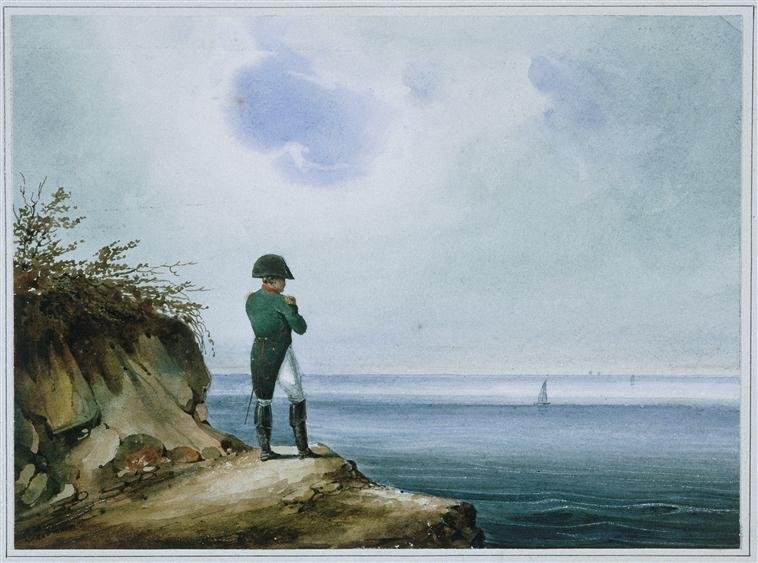
Napoleone a Sant'Elena

Con un piccolo seguito di fedelissimi, Napoleone fu trasferito nel villaggio interno di Longwood, dove rimase fino al decesso.
Sull'isola Napoleone ebbe la libertà di muoversi a suo piacimento sebbene fosse costantemente sorvegliato a vista da un piccolo contingente militare inglese; anche se non subì alcun processo o condanna, l'ormai ex imperatore si trovò praticamente a scontare un ergastolo in un posto lontano e sconosciuto.
Napoleone dettò le sue memorie ed espresse il suo disprezzo per gli inglesi, personificati nell'odiosa figura del "carceriere" sir Hudson Lowe (che dal trattamento duro riservato a Napoleone non trasse alcun vantaggio per la sua carriera, anzi fu accusato di essere stato troppo severo nei confronti dell'imperatore francese). Sulla base dei suoi ricordi, espressi in lunghe conversazioni quasi quotidiane, il conte de Las Cases scrisse Il Memoriale di Sant'Elena e nella seconda metà dell'aprile 1821 redasse egli stesso le sue ultime volontà, e molte note a margine (per un totale di 40 pagine).

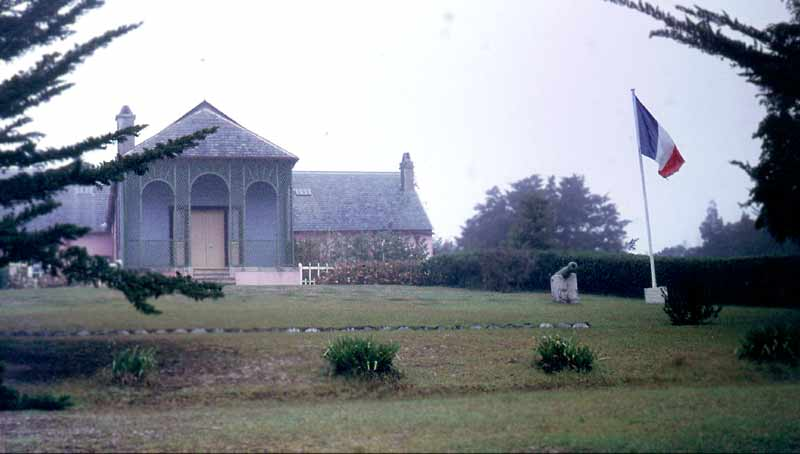
Longwood House

I dolori allo stomaco di cui già soffriva da tempo, acuitisi nel clima inospitale dell'isola e con il duro regime impostogli, lo condussero alla morte il 5 maggio 1821 alle ore 17:49. Le ultime parole di Napoleone furono Francia, esercito - capo dell'esercito - Giuseppina. Egli chiese di essere seppellito sulle sponde della Senna, ma fu invece seppellito a Sant'Elena, presso Sane Valley, come stabilito già l'anno prima dal governo inglese. Il governatore Lowe e i suoi uomini gli tributarono gli onori riservati ad un generale.
L'autopsia accertò la causa di morte in un tumore dello stomaco.
Il 19 luglio 1821, alla notizia della morte di Napoleone, Alessandro Manzoni compose la celebre ode Il cinque maggio, che ebbe una forte risonanza in tutta Europa e fu tradotta in tedesco da Johann Wolfgang von Goethe.
(da Il cinque maggio di Alessandro Manzoni)

#### Teorie alternative sulla morte di Napoleone

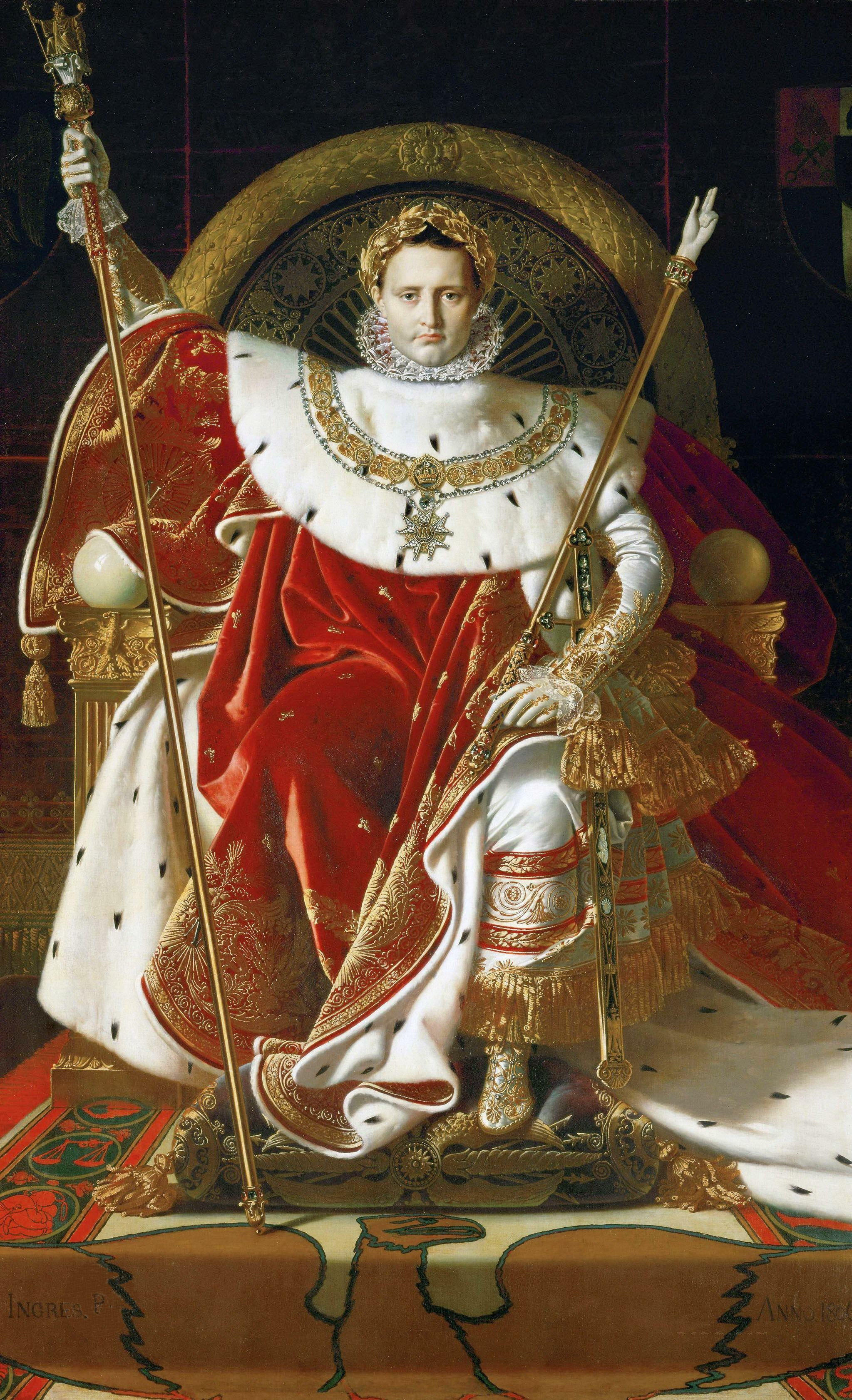
Jean-Auguste-Dominique Ingres, Napoleone I sul trono imperiale, uno dei più noti dipinti celebrativi di Bonaparte

Cominciarono subito a diffondersi ipotesi alternative sulla morte di Napoleone, frutto, in generale, di teorie del complotto: esse, pur accreditate, non smentiscono la veridicità della causa della morte per tumore allo stomaco.

#### Il secondo funerale a Parigi

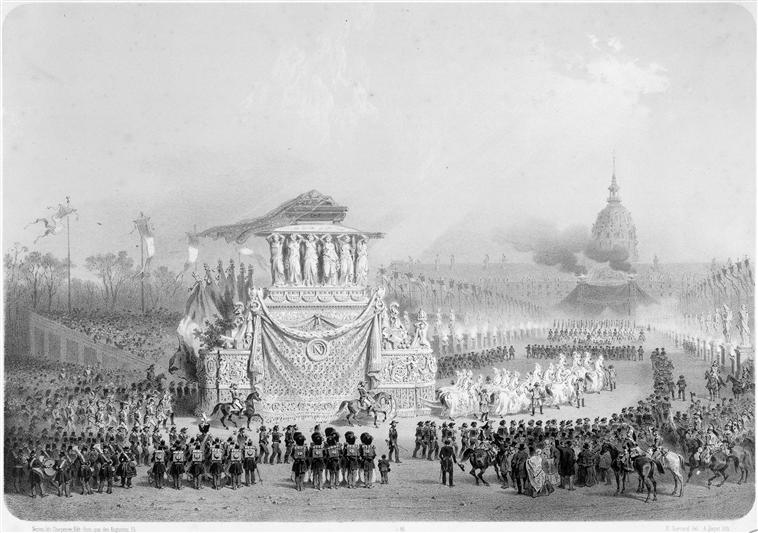
Il corteo funebre di Napoleone a Parigi del 15 dicembre 1840

Il 2 agosto 1830, nove anni dopo la morte di Napoleone, il re Carlo X di Borbone fu costretto ad abdicare e la corona venne concessa a Luigi Filippo d'Orléans, di idee più liberali. La statua dell'imperatore fu restaurata sulla colonna di Place Vendôme e vi furono richieste del rientro in patria delle spoglie mortali. Il figlio cadetto del re, il Principe di Joinville, venne incaricato di riportare le spoglie dell'imperatore in Francia e questi, dopo aver ottenuto il permesso dei britannici, diresse una spedizione a Sant'Elena per riportare la salma a Parigi. Il 15 ottobre 1840, per opera di una commissione - i cui membri erano il conte Philippe de Rohan-Chabot, Charles Alexander, il colonnello Hamelin Trelawny, il capitano William Wylde, il colonnello Charles Hodson, il segretario coloniale William Henry Seale, il comandante Edward Littlehales, il maresciallo Henri Gatien Bertrand, il generale Gaspard Gourgaud, il conte Emmanuel de Las Cases, il generale Jean Gabriel Marchand, Arthur Bertrand, i capitani Léonard Charner, Guyet e Doret, l'abate Félix Coquereau, due coristi, il medico Remi Guillard e alcuni ex domestici di Napoleone - venne riesumata la salma che si rivelò intatta, vestita nell'uniforme di colonnello dei Cacciatori della Guardia. Ricomposto il corpo in una bara di ebano, l'imperatore cominciò il suo viaggio di ritorno in Francia sulla Belle-Poule, arrivando a Cherbourg il 2 dicembre, salutato dalle salve di cannone del forte e delle navi militari presenti.
Il 15 dicembre 1840 ebbe luogo il funerale solenne a Parigi, celebrato con tutti gli onori del rango imperiale. Disposto il feretro su di un carro trainato da 16 cavalli, scortato dai Marescialli di Francia Oudinot e Molitor, dall'ammiraglio Roussin e dal generale Bertrand, a cavallo, sui quattro lati, il corteo funebre passò sotto l'Arco di Trionfo, tra due file di insegne con l'aquila imperiale, salutato dalle salve di cannone e accolto dalla famiglia regnante in nome della Francia. Il generale Bertrand, che aveva fedelmente accompagnato Napoleone all'Elba e a Sant'Elena, venne incaricato dal re di porre la spada e il copricapo dell'imperatore sulla bara, ma non vi riuscì per l'emozione e fu sostituito dal generale Gourgaud. Più tardi, nel 1843, Giuseppe Bonaparte inviò il gran collare, il nastro, e le insegne della Legion d'onore che suo fratello aveva indossato.

#### La tomba monumentale

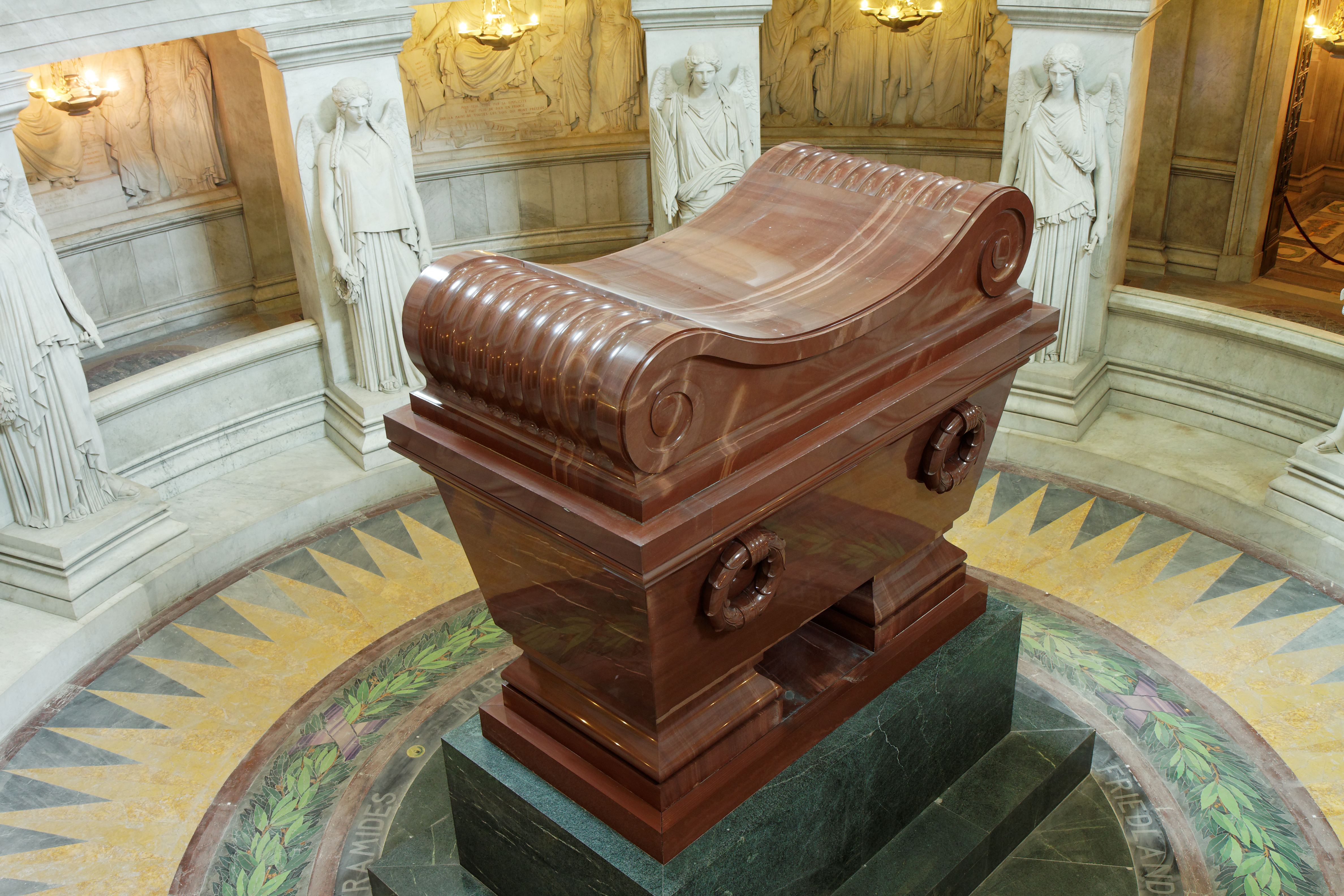
La tomba di Napoleone nella chiesa di Saint-Louis des Invalides

I resti di Napoleone riposano in un monumento posto in una cripta a cielo aperto ricavata nel pavimento della chiesa di Saint-Louis des Invalides a Parigi, esattamente sotto la cupola dorata. Il monumento, concepito dall'architetto Louis Visconti, venne terminato nel 1861 e consiste in un grande sarcofago di porfido rosso della Finlandia, che contiene le sei bare entro cui è stato chiuso il corpo di Napoleone: dalla più interna alla più esterna abbiamo una bara in lamiera e poi una in mogano, due bare in piombo, una in ebano e l'ultima in legno di quercia. Intorno al sarcofago c'è un loggiato circolare decorato con enormi statue raffiguranti dodici Vittorie.

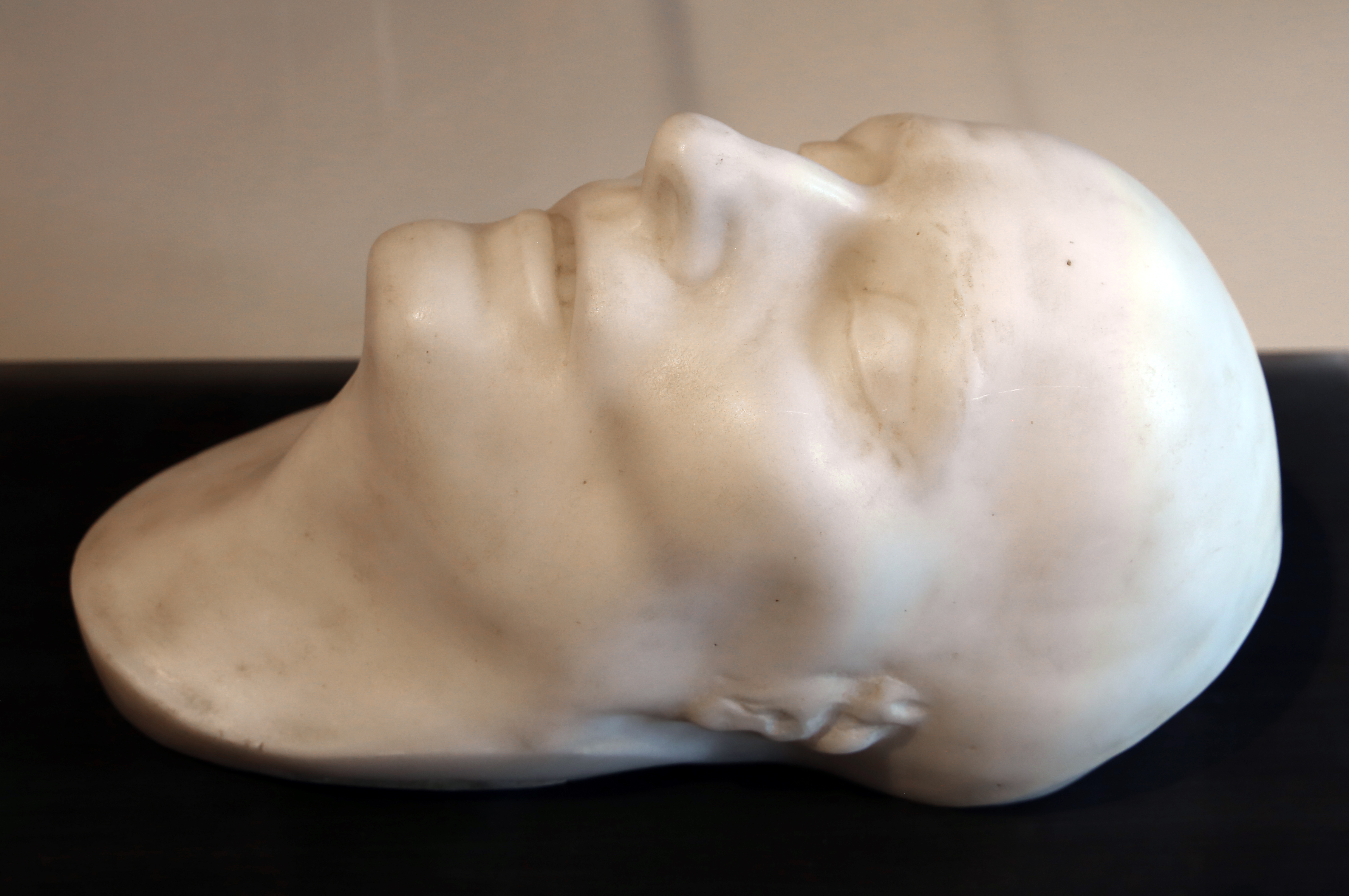
Maschera mortuaria di Napoleone

Il trasferimento dalla cappella di Saint-Jérôme, dove era stata deposta la salma nel 1840, alla cripta nella sala centrale della chiesa di Saint-Louis des Invalides venne effettuato con cerimonia non pubblica il 2 aprile 1861, alla presenza dell'imperatore Napoleone III. La maschera funebre è conservata invece presso l'Accademia degli Euteleti a San Miniato, in provincia di Pisa, città dalla quale la famiglia Bonaparte fa risalire le proprie origini. Il calco sull'originale venne eseguito dal medico còrso Antommarchi e dal medico inglese Francis Burton.
All'interno della cripta è presente anche la tomba del figlio di Napoleone, Napoleone Francesco, il cui corpo fu qui trasferito dalla Cripta dei Cappuccini di Vienna, dov'era sepolto come tutti i membri della casa d'Austria, da Adolf Hitler nel 1940, come dono al popolo di Francia dopo l'occupazione all'inizio della seconda guerra mondiale.

## La strategia di Napoleone

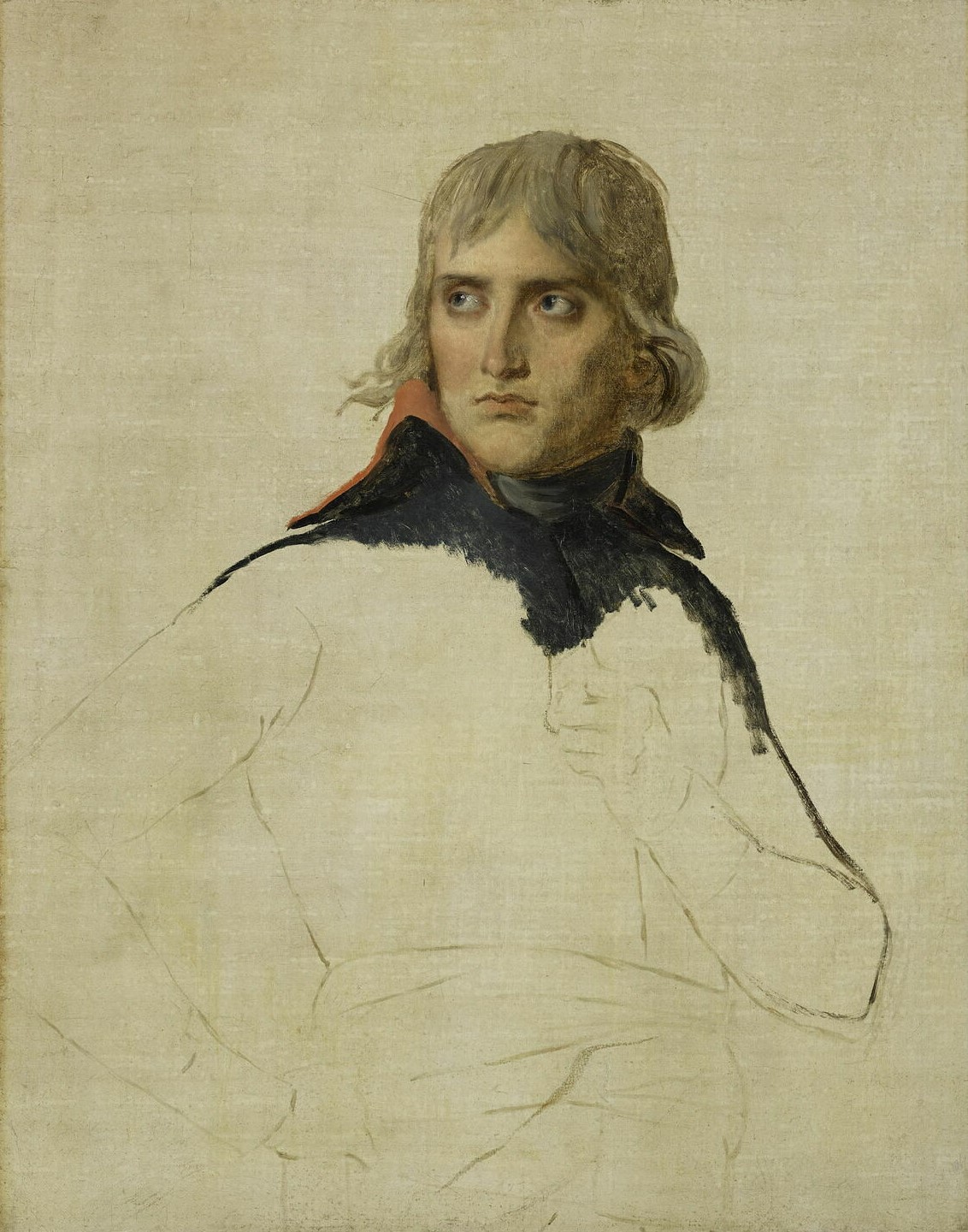
Il generale Napoleone Bonaparte, comandante dell'Armata d'Italia

Napoleone, ufficiale di artiglieria, giovane generale legato inizialmente alla fazione giacobina e quindi al Direttorio, primo console e poi imperatore dei francesi, condottiero della più grande macchina militare dell'epoca e conquistatore di gran parte del continente, rimane a tutt'oggi l'archetipo dell'uomo di guerra vittorioso, protagonista di una vicenda storica narrata e analizzata da una vastissima bibliografia.
Le qualità militari di tattico e stratega e la sua carriera più che ventennale costellata di impressionanti vittorie, continuano a rendere Napoleone, le tondu, "il rapato", come era soprannominato dai suoi soldati, nel giudizio degli storici uno dei più grandi condottieri militari di tutti i tempi, accostato dallo storico britannico Geoffrey Wootten solo ad Alessandro Magno. Altri autori hanno ugualmente esaltato le qualità di generale dell'imperatore. Georges Lefebvre parla di "maestria senza eguali" tattica e strategica, Jean Tulard di "genio militare", Nigel Nicolson e Franz Herre di "più grande generale di tutti i tempi", Evgenij Tarle di "genio militare non mai superato nella storia dell'umanità", David G. Chandler di "una delle più grandi menti militari che siano mai esistite", Basil Liddell Hart di più grande "stratega logistico" della storia.
Dal punto di vista della strategia operativa (o strategia logistica secondo la terminologia di Liddell Hart) Napoleone seppe fondere nel suo sistema di guerra le innovazioni di pensatori militari francesi come il conte di Guibert e Jean du Teil con lo studio dei grandi condottieri del passato da Federico II di Prussia, a Turenne al Gran Condé. I pensatori francesi avevano evidenziato le debolezze dei rigidi schemi tattici dell'esercito prussiano basati su lente e ripetitive campagne di guerre, sulla tattica lineare, sulla disciplina draconiana, sulle lunghe colonne dei carriaggi. Napoleone, sfruttando le qualità delle armate rivoluzionarie, il loro slancio aggressivo, il loro spirito democratico, il sistema dell'amalgama e della promozione per merito e le nuove tattiche basate sul fuoco della fanteria leggera sparpagliata e sugli attacchi alla baionetta in colonne di battaglione, forgiò uno strumento militare di grande potenza. L'esercito napoleonico, articolato in corpi d'armata autonomi, scarsamente disciplinato ma combattivo, estremamente rapido nelle marce, privo di ingombranti traini e abituato a vivere sulle risorse locali e sulle depredazioni, permetteva a Napoleone grande flessibilità operativa.

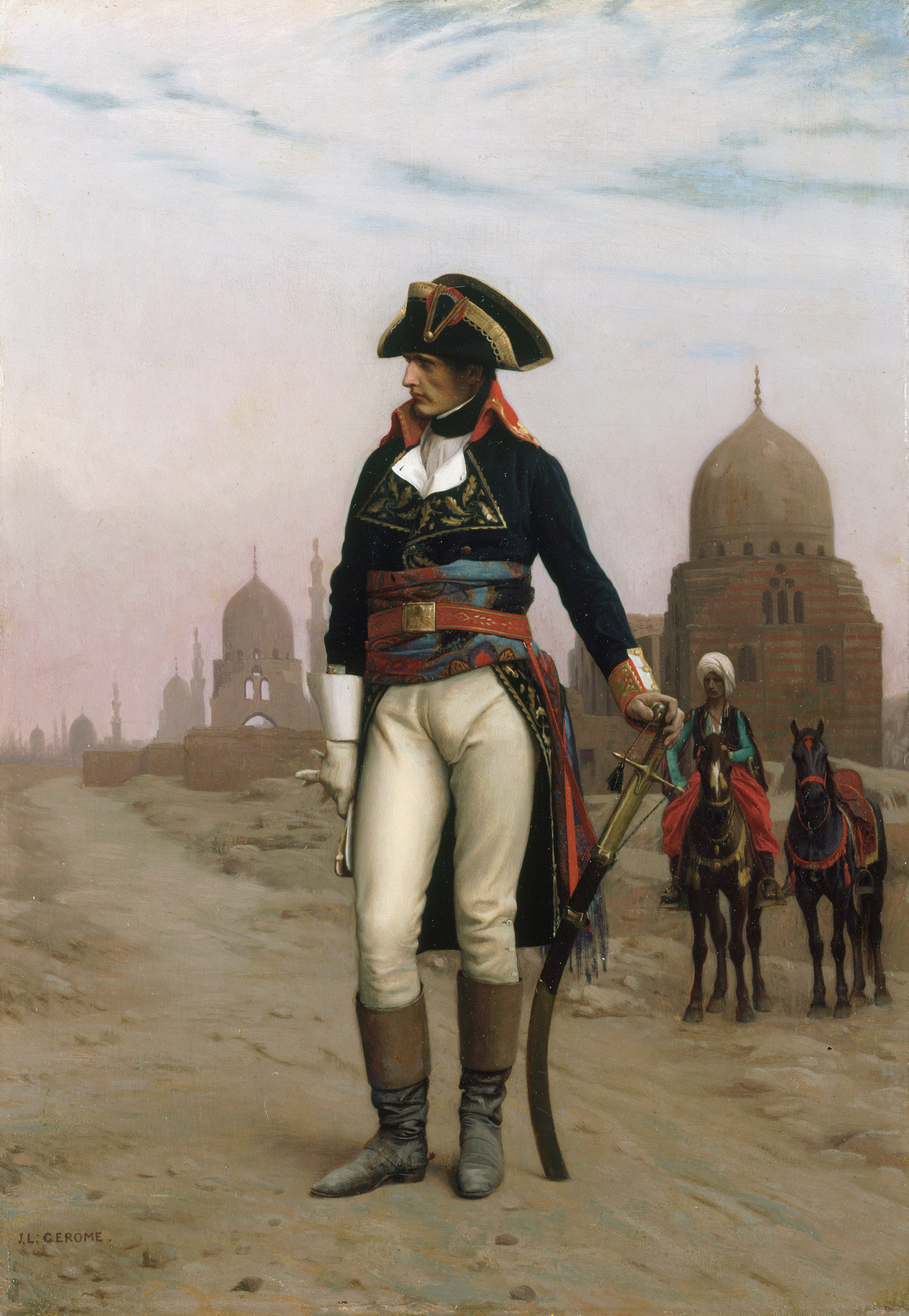
Napoleone a Il Cairo

La strategia napoleonica è profondamente innovativa in primo luogo nelle concezione di fondo; obiettivo della guerra diventa la distruzione dell'esercito nemico possibilmente con una campagna rapida e una battaglia decisiva; obiettivi geografici o fortezze diventano elementi secondari utili eventualmente per attrarre e sviare il nemico, costringendolo a battersi in circostanze sfavorevoli.
Lento e scientifico nella fase ideativa dei suoi piani di guerra, Napoleone era invece risoluto, ottimista, energico nella fase esecutiva pretendendo e ottenendo rapidità e disciplina dai suoi subordinati ed effettuando manovre di sconcertante velocità e imprevedibilità per i suoi avversari. Dotato di grande ascendente e idolatrato dai suoi soldati, i grognards, i "brontoloni", Napoleone dominava intellettualmente i suoi luogotenenti e anche i suoi avversari, intimoriti dalla sua reputazione e spesso ridotti a strategie rinunciatarie e prudenti. Grazie alle sue doti militari, al suo enorme prestigio e all'entusiasmo suscitato nelle truppe, con la sua sola presenza sul campo di battaglia l'esercito francese sembrava disporre di molte migliaia di soldati invisibili in più; lo stesso Duca di Wellington disse che la presenza di Napoleone sul campo corrispondeva a quella di 40 000 soldati in più nelle file dell'armata francese.
L'esercito napoleonico, dispiegato su vasto fronte, avanzava di sorpresa e nel massimo segreto secondo i piani dell'imperatore, che di regola prevedevano in anticipo tutte le possibilità e le evenienze; i corpi d'armata marciavano su direttrici separate ma disposti in modo da potersi reciprocamente sostenere in caso di complicazioni e di potersi concentrare al momento opportuno, scelto da Napoleone sulla base delle circostanze effettive sul terreno. La marcia separata confondeva il nemico e progressivamente restringeva il suo spazio di manovra fino a costringerlo alla battaglia nelle peggiori condizioni; Napoleone effettuava il concentramento generale all'ultimo momento e a volte durante la battaglia stessa; l'esercito avversario quindi o rischiava la battaglia o, se rimaneva immobile come a Ulma, veniva tagliato fuori dalle sue retrovie e accerchiato dall'avanzata convergente dei vari corpi d'armata. La superiore capacità strategica di Napoleone si evidenziava proprio nella sua abilità nel predisporre opportunamente la dislocazione e la marcia dei vari corpi d'armata e di effettuare il raggruppamento finale nel momento e nel punto giusto.
Nel caso della presenza di diversi eserciti nemici contemporaneamente in campo, come nel 1796-1797 o nel 1813, la strategia di Napoleone prevedeva il concentramento principale del grosso dell'armata contro uno solo degli avversari, mentre gli altri nemici sarebbero stati tenuti a bada con il minimo delle forze e, più lenti e mal collegati tra loro, sarebbero stati a loro volta progressivamente affrontati e sconfitti da nuovi raggruppamenti delle truppe francesi molto più rapide.

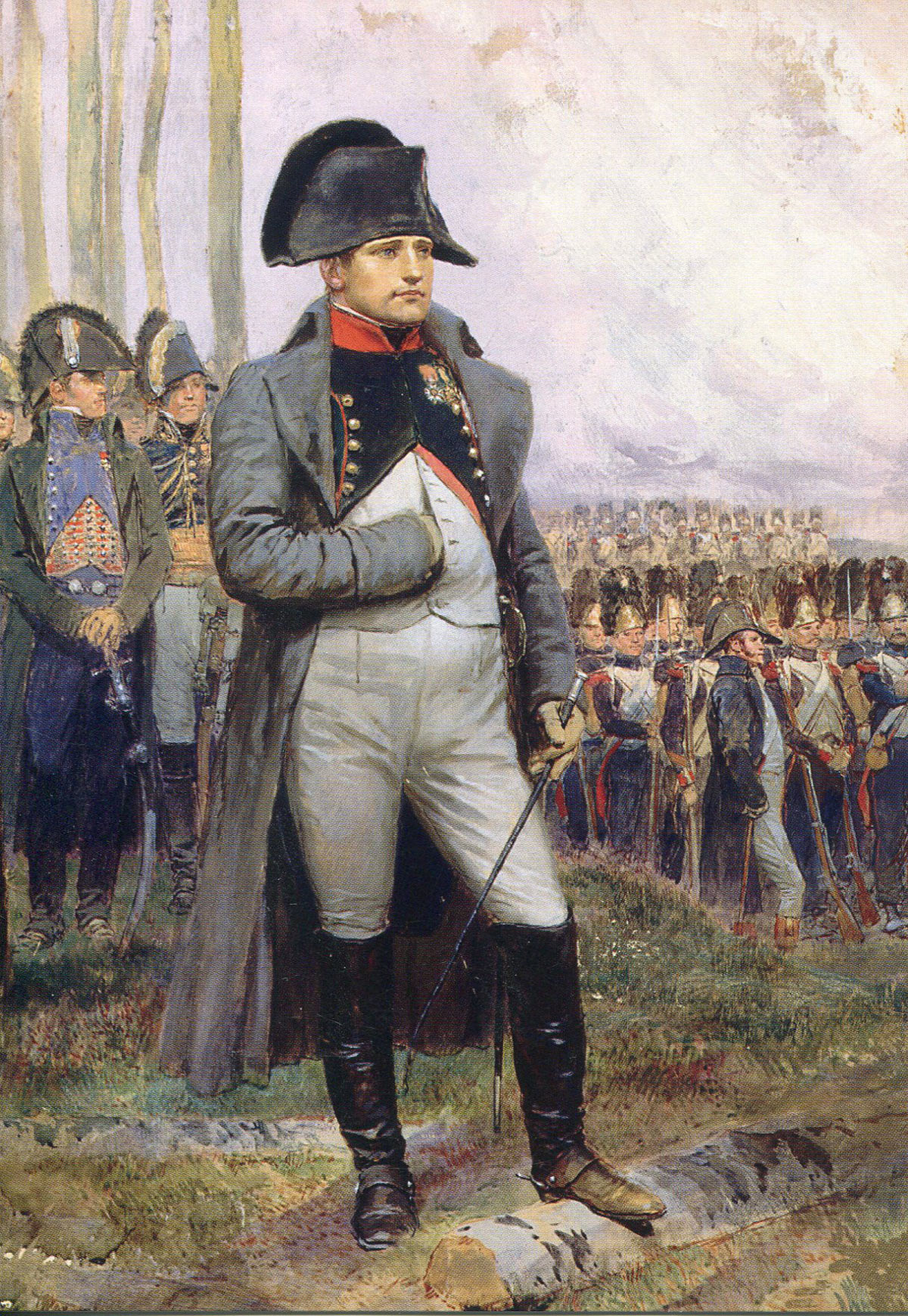
Napoleone nel 1806

Sul campo di battaglia la tattica di Napoleone prevedeva di cominciare i combattimenti su tutta la linea con solo una minima parte delle sue forze; quindi si sarebbe scosso il morale e la sicurezza del nemico con il fuoco di grandi concentramenti di artiglieria e con le minacce, portate sui fianchi o nelle retrovie, alle sue vie di comunicazione. La fase finale della battaglia napoleonica era preceduta da quello che l'imperatore chiamava "il fatto": un grave errore tattico del nemico o un indebolimento decisivo delle sue forze. Tenendo sempre a disposizione cospicue riserve, Napoleone era ora in grado di sferrare il coup de foudre ("il colpo di fulmine"), l'attacco finale nel punto debole nemico che di regola provocava il crollo definitivo dell'avversario. Questo schema applicato per la prima volta a Castiglione venne attuato anche ad Austerlitz, Jena, Friedland e Wagram. Napoleone dava anche grande importanza alla fase di inseguimento e di sfruttamento del successo affidata alla sua cavalleria e a corpi di fanteria freschi appositamente predisposti; condotto a oltranza, poteva condurre alla totale distruzione dell'avversario come dopo Jena.
Fattori di debolezza della dottrina di guerra napoleonica furono in primo luogo lo scarso interesse dell'imperatore per i dettagli logistici e per i fattori climatici e ambientali che portarono alla sottovalutazione delle distanze e delle difficoltà di grandi campagne militari in territori inospitali e impervi in Spagna, Europa orientale e Russia. Inoltre Napoleone prestò limitata attenzione agli schemi tattici della sua fanteria che in pratica adottò i metodi operativi, aggressivi ed eccessivamente offensivi, delle armate rivoluzionarie che a volte costarono gravi insuccessi contro le solide truppe britanniche e russe. Infine, con il tempo e i continui impegni, decadde la qualità delle truppe napoleoniche e anche il morale e la determinazione dei suoi luogotenenti, coraggiosi ma non in grado di dirigere autonomamente operazioni strategiche e totalmente dipendenti dalle decisioni dell'imperatore.
Applicata per la prima volta in Italia settentrionale, la dottrina di guerra di Napoleone era soprattutto idonea a campagne militari in regioni di limitata estensione, in terre fertili ed economicamente ricche da sfruttare per rifornire le truppe, in cui costringere il nemico a una battaglia di annientamento senza possibilità di sfuggire con lunghe ritirate. La guerra napoleonica, rapida anche per la carenza di risorse che non permetteva di sostenere lunghe campagne, fornì le sue dimostrazioni più brillanti nel 1805 e nel 1806 e diede grande fama all'imperatore; essa rimane un modello insuperato di maestria strategica e tattica.

## I figli

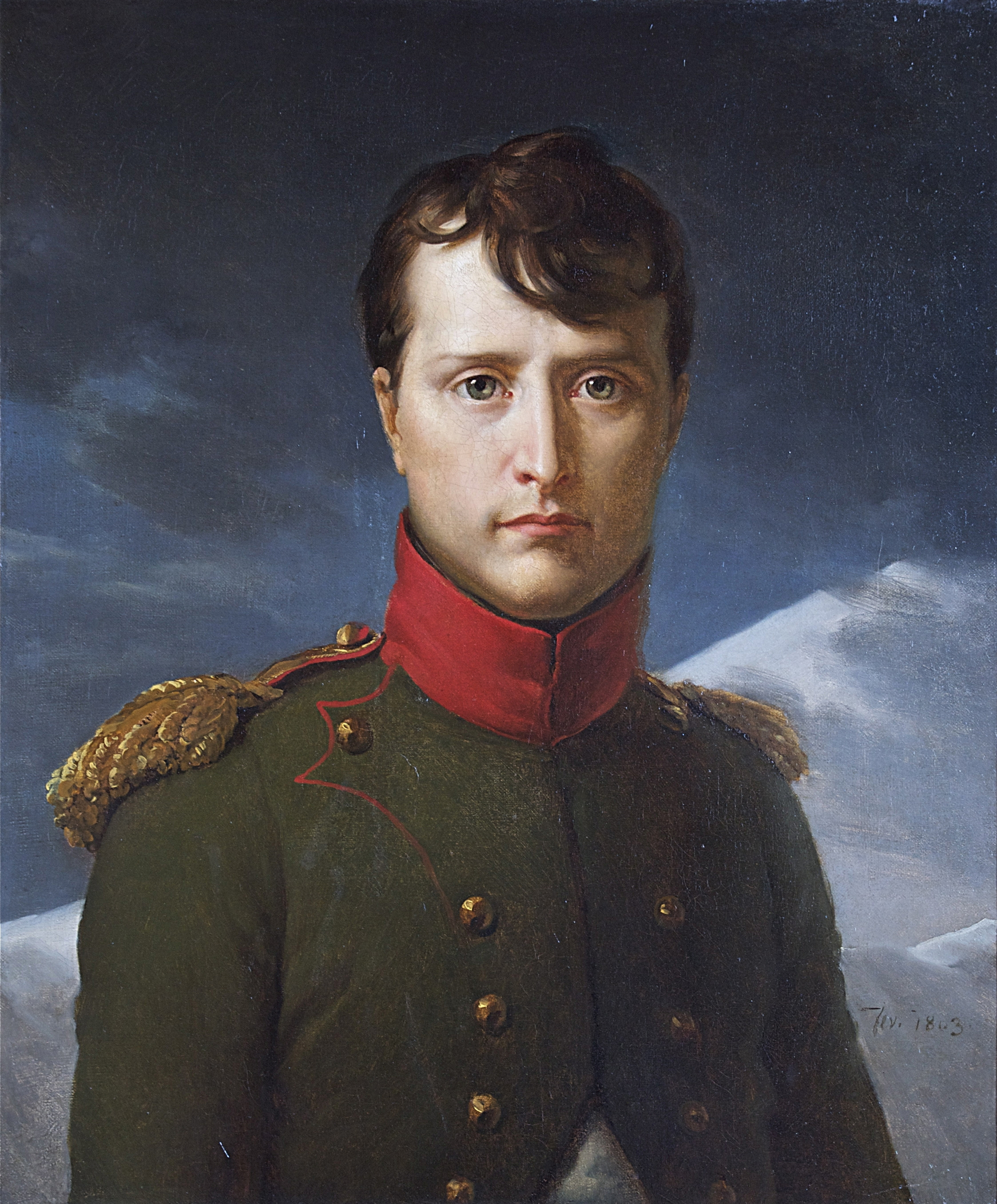
Bonaparte, Primo Console, dipinto di François Gérard

Napoleone ebbe un solo figlio legittimo, il già citato Napoleone Francesco (1811-1832), avuto dalla seconda moglie Maria Luisa d'Asburgo-Lorena (1791-1847).
Tuttavia, sono noti per certo almeno due figli illegittimi:
- Carlo, conte Léon (1806-1881), avuto da Luisa Caterina Eleonora Denuelle de la Plaigne (1787-1868), lettrice della principessa Carolina Bonaparte, già sposata a Jean-Honoré François Revel e da questi divorziata pochi mesi prima della nascita di Carlo;[N 35]
- Alessandro Floriano Giuseppe, conte Colonna-Walewski (1810-1868), avuto da Maria Laczynska (1786-1817), giovane polacca, moglie dell'anziano conte Attanasio Colonna di Walewice-Walewski, meglio nota con il nome di Maria Walewska, della quale Napoleone fu sinceramente innamorato.

Inoltre è stato scritto che il filosofo, giornalista e uomo di stato francese Jules Barthélemy-Saint-Hilaire (1805-1895) fosse figlio illegittimo di Napoleone Bonaparte, ma non vi è alcuna certezza storica in merito.

## Ascendenza
|                            |                            |                                | Genitori                         |  |  | Nonni |  |  | Bisnonni                     |  |  | Trisnonni           |  |
|                            |                            |                                |                                  |  |  |       |  |  | Sebastiano Nicola Buonaparte |  |  | Giuseppe Buonaparte |  |
|                            |                            |                                |                                  |  |  |       |  |  | Sebastiano Nicola Buonaparte |  |  | Giuseppe Buonaparte |  |
|                            |                            | Maria Colonna di Bozzi         |                                  |  |  |       |  |  | Sebastiano Nicola Buonaparte |  |  |                     |  |
| Giuseppe Maria Buonaparte  |                            |                                |                                  |  |  |       |  |  | Sebastiano Nicola Buonaparte |  |  |                     |  |
|                            |                            | Maria Anna Tusoli di Bocagnano | Carlo Tusoli di Bocagnano        |  |  |       |  |  |                              |  |  |                     |  |
|                            |                            | Maria Anna Tusoli di Bocagnano | Carlo Tusoli di Bocagnano        |  |  |       |  |  |                              |  |  |                     |  |
|                            |                            | Maria Anna Tusoli di Bocagnano | Isabella ?                       |  |  |       |  |  |                              |  |  |                     |  |
| Carlo Maria Buonaparte     |                            | Maria Anna Tusoli di Bocagnano |                                  |  |  |       |  |  |                              |  |  |                     |  |
|                            |                            | Giuseppe Maria Paravicini      | …                                |  |  |       |  |  |                              |  |  |                     |  |
|                            |                            | Giuseppe Maria Paravicini      | …                                |  |  |       |  |  |                              |  |  |                     |  |
|                            |                            | Giuseppe Maria Paravicini      | …                                |  |  |       |  |  |                              |  |  |                     |  |
| Maria Saveria Paravicini   |                            | Giuseppe Maria Paravicini      |                                  |  |  |       |  |  |                              |  |  |                     |  |
|                            |                            | Maria Angela Salineri          | Angelo Agostino Salineri         |  |  |       |  |  |                              |  |  |                     |  |
|                            |                            | Maria Angela Salineri          | Angelo Agostino Salineri         |  |  |       |  |  |                              |  |  |                     |  |
|                            |                            | Maria Angela Salineri          | Francetta Merezano               |  |  |       |  |  |                              |  |  |                     |  |
| Napoleone I di Francia     |                            | Maria Angela Salineri          |                                  |  |  |       |  |  |                              |  |  |                     |  |
|                            | Giovanni Agostino Ramolino | Giovanni Girolamo Ramolino     |                                  |  |  |       |  |  |                              |  |  |                     |  |
|                            | Giovanni Agostino Ramolino | Giovanni Girolamo Ramolino     |                                  |  |  |       |  |  |                              |  |  |                     |  |
|                            | Giovanni Agostino Ramolino | Maria Letizia Boggiani         |                                  |  |  |       |  |  |                              |  |  |                     |  |
| Giovanni Geronimo Ramolino | Giovanni Agostino Ramolino |                                |                                  |  |  |       |  |  |                              |  |  |                     |  |
|                            |                            | Angela Maria Peri              | Andrea Peri                      |  |  |       |  |  |                              |  |  |                     |  |
|                            |                            | Angela Maria Peri              | Andrea Peri                      |  |  |       |  |  |                              |  |  |                     |  |
|                            |                            | Angela Maria Peri              | Maria Maddalena Colonna d'Istria |  |  |       |  |  |                              |  |  |                     |  |
| Maria Letizia Ramolino     |                            | Angela Maria Peri              |                                  |  |  |       |  |  |                              |  |  |                     |  |
|                            |                            | Giuseppe Maria Pietrasanta     | Giovanni Antonio Ramolino        |  |  |       |  |  |                              |  |  |                     |  |
|                            |                            | Giuseppe Maria Pietrasanta     | Giovanni Antonio Ramolino        |  |  |       |  |  |                              |  |  |                     |  |
|                            |                            | Giuseppe Maria Pietrasanta     | Paola Brigida Sorba              |  |  |       |  |  |                              |  |  |                     |  |
| Angela Maria Pietrasanta   |                            | Giuseppe Maria Pietrasanta     |                                  |  |  |       |  |  |                              |  |  |                     |  |
|                            |                            | Maria Giuseppa Malerba         | …                                |  |  |       |  |  |                              |  |  |                     |  |
|                            |                            | Maria Giuseppa Malerba         | …                                |  |  |       |  |  |                              |  |  |                     |  |
|                            |                            | Maria Giuseppa Malerba         | …                                |  |  |       |  |  |                              |  |  |                     |  |
|                            |                            | Maria Giuseppa Malerba         |                                  |  |  |       |  |  |                              |  |  |                     |  |

## Nella cultura di massa
Di seguito sono citate le opere musicali, cinematografiche e televisive, reperibili in lingua italiana, che hanno avuto per soggetto centrale il personaggio di Napoleone Bonaparte e le sue vicende storiche; nell'elenco è indicato anche, quando noto, l'attore che ha impersonato il ruolo di Napoleone stesso:

### Musica
- Beethoven inizialmente dedicò a Napoleone la sua Terza Sinfonia, intitolandola "Bonaparte", ma dopo la nomina a imperatore, tolse la dedica e reintitolò la sinfonia "Eroica composta per festeggiare il sovvenire di un grand'uomo".

### Filmografia
- Il granatiere Roland, regia di Luigi Maggi (Italia, 1911) - Arrigo Frusta;
- Napoleon and Josephine, regia di Alexander Butler (Regno Unito, 1924);
- Napoleone (Napoléon vu par Abel Gance), regia di Abel Gance (Francia, 1927) - Albert Dieudonné;
- Sant'Elena (Napoleon auf St. Helena), regia di Lupu Pick (Austria, 1929) - Werner Krauss;
- Campo di maggio, regia di Giovacchino Forzano (Italia, 1935) - Corrado Racca;
- Maria Walewska (Conquest), regia di Clarence Brown (Stati Uniti, 1937) - Charles Boyer;
- Il nemico di Napoleone (The Young Mr. Pitt), regia di Carol Reed (Stati Uniti, 1942) - Herbert Lom;
- Sant'Elena, piccola isola, regia di Renato Simoni (Italia, 1943) - Ruggero Ruggeri;
- Napoleone, regia di Carlo Borghesio (Italia, 1952) - Renato Rascel;
- Désirée, regia di Henry Koster (Stati Uniti, 1954) - Marlon Brando;
- Napoleone Bonaparte, regia di Sacha Guitry (Francia-Italia, 1954) - Daniel Gélin e Raymond Pellegrin;
- La battaglia di Austerlitz (Austerlitz), regia di Abel Gance (Francia-Italia-Jugoslavia, 1960) - Pierre Mondy;
- Venere imperiale, regia di Jean Delannoy (Italia-Francia, 1963) - Raymond Pellegrin;
- Waterloo, regia di Sergej Fëdorovič Bondarčuk (URSS-Italia, 1970) - Rod Steiger;
- I vestiti nuovi dell'imperatore (The Emperor's New Clothes), regia di Alan Taylor (Germania-Italia-Regno Unito, 2001) - Ian Holm;
- Monsieur N., regia di Antoine de Caunes (Francia-Regno Unito, 2003) - Philippe Torreton;
- N (Io e Napoleone), regia di Paolo Virzì (Italia, 2006) - Daniel Auteuil;
- Napoleon, regia di Ridley Scott (2023) - Joaquin Phoenix;

### Televisione
- I grandi camaleonti, sceneggiato televisivo in otto puntate diretto da Edmo Fenoglio (Italia, 1964) - Giancarlo Sbragia;
- Napoleone e le donne (Napoleon and Love), miniserie televisiva in otto puntate (Regno Unito, 1974) - Ian Holm;
- Napoleone a Sant'Elena, sceneggiato televisivo in quattro puntate diretto da Vittorio Cottafavi (Italia, 1973) - Renzo Palmer;
- Napoleone e Giuseppina (Napoleon and Josephine: A Love Story), miniserie televisiva in tre puntate diretta da Richard T. Heffron (Stati Uniti-Francia, 1987) - Armand Assante;
- Napoléon, miniserie televisiva in quattro puntate diretta da Yves Simoneau (Francia-Germania-Italia-Canada-USA, 2002) - Christian Clavier.

### Videogiochi
- Civilization (1991): è il leader che rappresenta la civiltà francese nel gioco. Compare anche in tutti i sequel della serie videoludica;
- Europa Universalis III (2007): la prima espansione del gioco, Napoleon's Ambition, porta il suo nome ed espande il gioco per coprire l'intero regno;
- Le campagne di Napoleone (2007): il gioco consente di schierarsi dalla parte dell'impero francese e dei suoi alleati oppure dalla parte delle coalizioni antifrancesi nel corso delle varie campagne;
- Scribblenauts (2009): nel gioco e nei suoi sequel Napoleone è uno dei personaggi che il giocatore può evocare;
- Napoleon: Total War (2010): sesto capitolo della serie Total War, nel gioco è possibile seguire le campagne italiane, egiziane o russe di Napoleone o combattere le alcune delle sue battaglie più famose;
- Mount & Blade: Warband (2010): il gioco presenta un'espansione chiamata Napoleonic Wars, in cui è possibile giocare nei panni di un soldato di uno dei tanti paesi coinvolti nelle guerre napoleoniche;
- Assassin's Creed: Unity (2014): nel gioco un giovane Napoleone compare personaggio secondario e alleato del protagonista. Appare anche nel DLC Dead Kings, stavolta però come principale antagonista;
- Fate/Grand Order (2015): Napoleone appare nel gioco per cellulare come servitore di classe Archer.

## Onorificenze

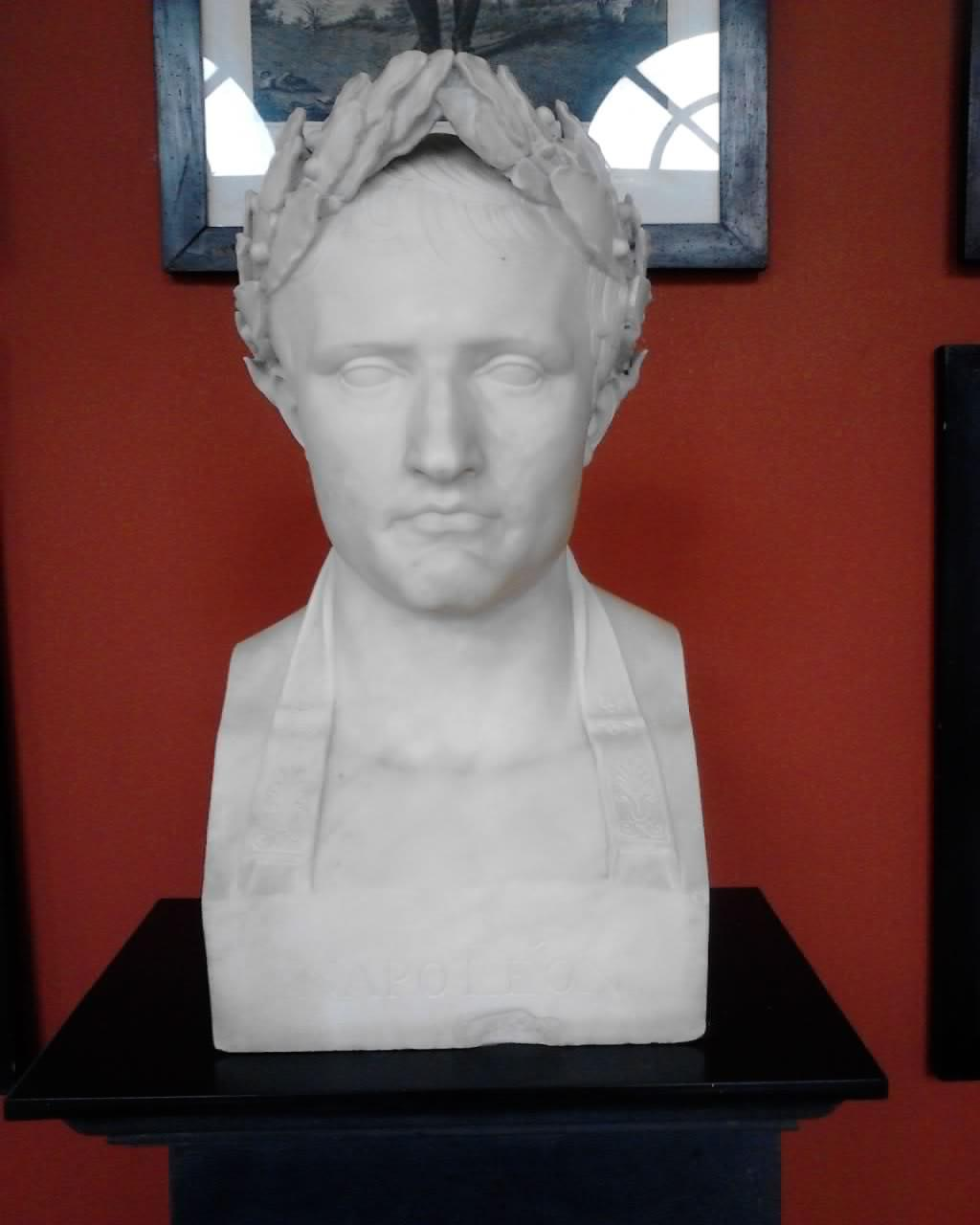
Busto di Napoleone Bonaparte esposto a Villa Melzi d'Eril, Bellagio

### Esplicative
1. ↑  Il giorno di nascita fu considerato molto importante da Napoleone, spingendolo a modificare il nome del martire san Neopolo in san Napoleone e a spostarne la ricorrenza al 15 agosto, esclusivamente per fini politici.
2. ↑  Sembra accertato che gli antenati fossero immigrati in Corsica da Sarzana nel XVI secolo, al servizio di Genova.[6]
3. ↑  Alcuni storici proclamano come data di nascita il 5 febbraio 1768, mentre Iung afferma che sia nato il 7 gennaio 1768 e che lo stesso Napoleone abbia falsificato gli atti di nascita familiari per dimostrare di essere cittadino francese.
4. ↑  Fu nominato nel testamento lasciandogli ventimila franchi.[14]
5. ↑  Gli storici portano date diverse: Chateaubriand porta la data del 12 maggio 1779, Hilaire Belloc afferma il 21 aprile mentre il 23 aprile è la data riportata nei registri della scuola.[16]
6. ↑  Di differente opinione Madelin.[17]
7. ↑  Un giorno all'accademia di Brienne sbottò contro i suoi compagni: "Aspettate che sia grande: voglio far tanto male a voi francesi!".[15]
8. ↑  Sentì da un predicatore che Catone e Cesare bruciavano nelle fiamme, i due personaggi che più ammirava.[20]
9. ↑  Giunse 42º su 58 candidati coprendo in un solo anno ciò che gli altri candidati coprirono in due o tre anni di corso.[25]
10. ↑  Consumata nel numero 9 dell'Hotel de Cherbourg dove risiedeva Napoleone diciottenne. Racconto dettagliato in Gerosa[28]
11. ↑  Molti ufficiali erano fuggiti all'estero per questo il corpo si ritrovò nella necessità di avanzamenti di carriera improvvisi.[30]
12. ↑  Rapì uno degli ufficiali elettorali.[32]
13. ↑  Venne portato in Marsiglia.[40]
14. ↑  Laurenti, un facoltoso commerciante, propose una cauzione per cui venne posto agli arresti domiciliari. Saliceti al momento della liberazione scrisse che la detenzione non poteva durare più a lungo.[41]
15. ↑  In seguito moglie di Jean-Baptiste Jules Bernadotte, generale di Napoleone. La conoscenza fra i due si ebbe in gennaio-febbraio 1795.[42]
16. ↑  I due si conobbero grazie al figlio di Giuseppina che durante la requisizione di armi a Parigi, per recuperare la spada, dono di suo padre, supplicò Napoleone che si convinse a restituirgliela, la madre giunse in seguito a ringraziare Napoleone per il gesto.[44]
17. ↑  Questa battaglia fu anche ricordata da Giosuè Carducci nella sua opera Rime.
18. ↑  Addirittura, durante il discorso al Consiglio degli Anziani, l'amico e intendente di Napoleone, Bourienne, dovette zittire il suo padrone che arringava sconnessamente l'assemblea con frasi come "Io cammino accompagnato dal Dio della Guerra e dal Dio della Fortuna!".[72]
19. ↑  Curioso l'episodio in cui lo stesso Napoleone stupì i giuristi del Consiglio di Stato citando con disinvoltura le leggi romane, apprese dalla lettura delle Istituzioni di Giustiniano, avvenuta in gioventù durante un breve periodo di prigionia.[80]
20. ↑  Napoleone non attribuì la vittoria di Marengo a Desaix, senza piangerne la morte (dirà lui stesso a S. Elena).
21. ↑  La spedizione era stata affidata al cognato di Napoleone, generale Leclerc, che morì di febbre gialla dopo aver catturato il capo dei ribelli.
22. ↑  L'incoronazione imperiale di Napoleone costò all'amministrazione statale 5.151.574 franchi, sei volte di più di quella di Luigi XVI.
23. ↑  Il parallelismo era con l'impero romano dei primi secoli, ufficialmente RES PVBLICA ROMANA.
24. ↑  «Quando tornerete a casa, vi basterà dire "Io ero con lui nella battaglia di Austerlitz", e poi racconterete che in meno di quattro ore abbiamo battuto e disperso un esercito di 100 000 uomini comandato dagli imperatori di Russia e Austria» disse Napoleone alle sue truppe dopo la vittoria.[107]
25. ↑  Il cardinale Pacca fu separato poi dal papa e inviato alla fortezza di Fenestrelle ove rimase prigioniero fino al 1815.
26. ↑  A Valenza Napoleone aveva utilizzato come residenza "Villa La Voglina" utilizzata per preparare la Battaglia di Marengo e dove Pio VII aveva fatto trasparire l'intenzione di trasferirvisi.
27. ↑  Bernadotte aveva sposato Désirée Clary, prima fiamma di Napoleone, e sorella della moglie di Giuseppe Bonaparte.
28. ↑  Nei tre giorni successivi alla partenza di Giuseppina dal palazzo delle Tuileries, Napoleone rimase inoperoso, senza ricevere nessuno né far udire un suo ordine.[128]
29. ↑  L'ordine di incendiare la città fu dato dal governatore civile di Mosca, conte Rostopčin; la città continuò a bruciare per quattro giorni e alla fine restò in piedi solo un terzo della case.[136]
30. ↑  In realtà non fu solo il freddo l'elemento determinante alla sconfitta, teoria basata sulla giustificazione che Napoleone diede al Senato francese il 20 dicembre, e sul suo 29º bollettino di guerra, per invocare, a discolpa del disastro in cui era incorsa la sua campagna, un evento indipendente dalle sue capacità militari. Anche durante la marcia di andata vi fu una grande morìa fra i cavalli e fra i soldati a causa del gran caldo. Quell'estate fu infatti insolitamente lunga e il gelo fece la sua comparsa quando già l'armata francese era in ritirata e combatteva, oltre che contro i russi incalzanti, anche contro il fango e la mota che la ostacolavano fortemente.[138]
31. ↑  Il conte di Rochechouart, che serviva nell'esercito russo agli ordini dell'ammiraglio Cičiagof, descrisse così il disastro: "Mi trovai sul posto dove l'esercito francese aveva passato la Beresina. Nulla avrebbe potuto essere più straziante. Si vedevano montagne di cadaveri di soldati di tutte le armi e di diverse nazioni, che giacevano ancor lì gelati, schiacciati dai fuggiaschi e finiti dalla mitraglia russa".[139]
32. ↑  Napoleone rivolse parole semplici e commoventi alle sue truppe, che non riuscirono a trattenere le lacrime.[144]
33. ↑  "Io voglio serbare soltanto il potere che mi è necessario per governare", affermò.[158]
34. ↑  A Napoleone fu concesso di farsi accompagnare da tre ufficiali più un chirurgo e dodici domestici, tutti scelti fra coloro che lo accompagnarono in Inghilterra sul Bellerophon (ma con l'esclusione dei generali Savary e François Antoine Lallemand). A seguito delle sue proteste, gli furono concesse quattro persone anziché tre:
  - il generale Carlo Tristano, conte di Montholon (1783 - Parigi, 23 agosto 1853), accompagnato dalla moglie Albine de Vassal e dal figlio cinquenne Tristano. Rimarrà a Sant'Elena fino alla morte di Napoleone;
  - il generale Bertrand (Châteauroux 28 marzo 1773 - ivi, 31 gennaio 1844), accompagnato dalla moglie Fanny de Dillon e dai tre figli. Rimarrà a Sant'Elena fino alla morte di Napoleone.
  - il generale barone Gaspard Gourgaud (Versailles, 14 novembre 1783 - Parigi, 25 luglio 1852), scapolo. Rientrerà in Europa nel 1818 a causa dei dissidi con il Montholon;
  - il funzionario Emanuele Agostino Giuseppe, conte de Las Cases (Revel, 21 giugno 1766 - Passy-sur-Seine, 15 maggio 1842), accompagnato dal giovanissimo figlio. Rientrerà in Europa nel novembre 1816, espulso dal governatore dell'isola per aver inviato lettere senza il suo permesso.
35. ↑  La nascita di Carlo Leone smentì la convinzione che Napoleone fosse sterile, convinzione originata dal fatto che la moglie Giuseppina, dopo circa dieci anni di matrimonio, non gli aveva ancora dato un figlio nonostante lei ne avesse avuti due dal precedente marito. Questo fatto dimostrava il contrario: Giuseppina era divenuta sterile e Napoleone cominciò da allora a pensare al divorzio che gli avrebbe consentito di sposare una donna in grado di dargli un erede dell'impero.[207]

### Bibliografiche
1. ↑  Liddell Hart, pp. 224, 230.
2. ↑  Tàrle, pp. 418, 424.
3. ↑  Planert, Ute. Il «revenant». Il ritorno di Napoleone nella storia della cultura europea ai primi del XIX secolo, Annali dell'Istituto storico italo-germanico in Trento, Vol. 1, no. 1 (gennaio-giugno 2014), 35-60.
4. ↑   Traité de Versailles/Trattato di Versailles (1768), su radiche.eu. URL consultato il 5 giugno 2011 (archiviato il 17 novembre 2011).
5. ↑  Secondo quanto riferito, da A. Vieusseux, nel suo Napoleon Bonaparte: His sayings and his deeds, 2 voll., Charles Knight & Co., 1846., vol. I, a p. 5 «La famiglia Bonaparte era della classe definita "famiglie di cittadini" o notabili di Corsica, una sorta di nobiltà minore; poiché i Genovesi, che erano all'epoca Signori di Corsica, non riconoscevano come tale alcun patrizio, eccezion fatta per coloro che erano iscritti nel libro d'oro a Genova. Gli antenati della famiglia Bonaparte sembra fossero immigrati da Genova ad Ajaccio, insieme a numerosi altri coloni, verso la fine del XV secolo. Un'altra famiglia, ovvero un ramo lontano della stessa famiglia, dal nome Bonaparte, o piuttosto Buonaparte, era già stanziata, in tale periodo, nella città di San Miniato, in Toscana, e aveva, da allora, prodotto diversi uomini dotti.»
6. ↑   La famiglia di Napoleone Bonaparte, a Sarzana, su italiadiscovery.it. URL consultato l'11 gennaio 2012 (archiviato il 27 gennaio 2010).
7. ↑  Gerosa, p. 8.
8. ↑   Archivi nazionali francesi: atto di battesimo di Carlo Maria Bonaparte. Il testo rilevante è il seguente: «Carlo Maria, figlio del nobile Giuseppe di Sebastiano Bonaparte e della nobile Maria Saveria moglie.» (archiviato dall'url originale il 12 gennaio 2012).
9. ↑  Gerosa, p. 5.
10. ↑  Tratto dal dialogo con Francesco d'Austria nel convegno di Dresda. Si veda anche nota al Moniteur del 14 luglio 1805. Particolari in Gerosa, pp. 8-9.
11. ↑  Gerosa, p. 7.
12. ↑  (EN) Andrea Stuart, The Rose of Martinique: A Life of Napoleon's Josephine, Grove Press, 2005,  p. 180, ISBN 978-0-8021-4202-3.
13. ↑  De Bourrienne, p. XLIII.
14. ↑  Gerosa, p. 13.
15. 1 2  Ludwig, p. 8.
16. ↑  Gerosa, p. 17.
17. ↑  Gerosa, p. 18.
18. ↑  Gerosa, p. 23.
19. ↑  Bainville, p. 93.
20. ↑  Gerosa, p. 20.
21. ↑  Pillepich.
22. ↑  de Saint-Hilaire, p. 16.
23. ↑  Dwyer, p. 32.
24. ↑  Bainville, pp. 91-92.
25. ↑  Gerosa, p. 27.
26. ↑  Bainville, pp. 96-97.
27. ↑  Dwyer, p. 44.
28. ↑  Gerosa, pp. 31-32.
29. ↑  Da Stefano Tomassini, Amor di Corsica, Feltrinelli Traveler, Milano, 2000, p. 100, ISBN 88-7108-157-9, citando lo scritto giovanile di Napoleone Sul suicidio, pubblicato in appendice a Clisson ed Eugénie (novella giovanile dello stesso Napoleone) da Sellerio Editore, Palermo, 1980.
30. ↑  Gerosa, p. 35.
31. ↑  Dwyer, p. 78.
32. ↑   International Napoleonic Congress, L'Europa scopre Napoleone, 1793-1804: atti del Congresso internazionale napoleonico, Cittadella di Alessandria, 21-26 giugno 1997, Volume 2, Edizioni dell'Orso, 1999,  p. 105, ISBN 978-88-7694-389-8.
33. ↑  Falk, p. 70.
34. ↑  Gerosa, p. 38.
35. ↑  Gerosa, p. 42.
36. ↑  (EN) George Moir Bussey, History of Napoleon, 1840,  p. III.
37. ↑  De Bourrienne, p. XXXIV.
38. ↑   Bruto Buonaparte e l'assedio di Tolone in Studi Napoleonici-Fonti Documenti Ricerche (archiviato dall'url originale il 19 luglio 2017).
39. ↑  Gerosa, p. 57.
40. ↑  Falk, p. 111.
41. ↑  Gerosa, pp. 62-63.
42. ↑  (EN) Frederic Masson, Napoleon: Lover and Husband, Kessinger Publishing, 2005,  p. 20, ISBN 978-1-4179-5144-4.
43. ↑  Bainville, pp. 131-138.
44. ↑  Gerosa, pp. 75-76.
45. 1 2 3  Storia universale, p. 390.
46. ↑  Rocca, p. 89.
47. ↑  Lefebvre, pp. 69-70.
48. ↑  Ludwig, p. 42.
49. ↑   Enciclopedia della musica, Volume I, Rizzoli Ricordi,  p. 270, ISBN non esistente.
50. ↑  (EN) Carl Dahlhaus, Ludwig van Beethoven, Approaches to his Music, Clarendon Press, 1991,  pp. 23-25, ISBN 978-0-19-816148-6.
51. ↑  Bainville, p. 148.
52. ↑   L'Amministrazione generale di Lombardia, su lombardiabeniculturali.it, Lombardia, beni culturali. URL consultato il 1º gennaio 2012 (archiviato il 25 settembre 2011).
53. ↑  Storia universale, p. 391.
54. ↑  Chandler, pp. 160-180.
55. ↑  Zaghi.
56. ↑  Bainville, pp. 160-162.
57. ↑  Storia universale, pp. 392-393.
58. ↑   Storia della telegrafia - il telegrafo ottico di Chappe (archiviato dall'url originale il 28 dicembre 2008).
59. 1 2 3 4  Storia universale, p. 394.
60. ↑  Bainville, pp. 175-176.
61. ↑   Napoleone in Egitto, su egittologia.net. URL consultato il 1º gennaio 2012 (archiviato il 16 marzo 2012).
62. ↑   Sergio Donadoni, L'Egitto dal mito all'egittologia, Torino, 1990.
63. ↑  Dumas, p. 41.
64. ↑  (EN) Paul Strathern, Napoleon in Egypt, Random House Publishing Group, 2008.
65. ↑  Ludwig, p. 102.
66. ↑  Storia universale, pp. 398-399.
67. ↑  Bainville, p. 187.
68. ↑  Gerosa, p. 244.
69. ↑  Bainville, pp. 190-193.
70. ↑  Bainville, p. 196.
71. ↑  Bainville, p. 201.
72. ↑  Ludwig, p. 116.
73. ↑  Ludwig, p. 119.
74. ↑  Bainville, pp. 204-206.
75. ↑  Storia universale, pp. 399-400.
76. 1 2   Antonio Spoto, Napoleone Bonaparte - 1ª parte, su pdsm.altervista.org. URL consultato il 26 ottobre 2010 (archiviato il 20 gennaio 2011).
77. ↑  Lefebvre, p. 112.
78. ↑  Storia universale, p. 403.
79. ↑   Guido Fassò, Storia della filosofia del diritto. III: Ottocento e Novecento, Editori Laterza, 2006,  pp. 12-14.
80. ↑  de Las Cases, p. 612.
81. ↑  Storia universale, p. 404.
82. ↑  Lefebvre, p. 110.
83. ↑   Codice di Napoleone il grande, 1812.
84. ↑  (EN) Robert B. Holtman, The Napoleonic Revolution, Louisiana State University Press, 1981.
85. ↑   Codice Napoleonico, su francia.be. URL consultato il 2 gennaio 2012 (archiviato il 19 gennaio 2012).
86. ↑  Gallo, p. 283.
87. ↑  Wairy, p. 57.
88. ↑  Wairy, p. 56.
89. ↑  Gallo, p. 956.
90. ↑  Storia universale, p. 407.
91. 1 2  Colombo e Rizzatti, p. 29.
92. 1 2  La storia, p. 336.
93. ↑  La storia, p. 337.
94. ↑  La storia, p. 338.
95. ↑  Colombo e Rizzatti, p. 34.
96. ↑   Napoleone incoronato imperatore di Francia - Almanacco. URL consultato il 24 giugno 2017 (archiviato il 28 giugno 2017).
97. ↑   L'incoronazione di Napoleone, su 9Colonne. URL consultato il 24 giugno 2017 (archiviato il 17 ottobre 2017).
98. ↑   PIO VII in "Enciclopedia dei Papi", su treccani.it. URL consultato il 24 giugno 2017 (archiviato il 25 giugno 2017).
99. ↑   L'Ottocento e l'età napoleonica, De Agostini.
100. ↑  Pillepich, p. 240.
101. ↑   Ad esempio, vedi l'introduzione dell'Editto di Saint Cloud (archiviato dall'url originale il 19 gennaio 2014).
102. ↑  (DE) J. Hoffmeister (a cura di), Briefe von und an Hegel, vol. 1, Hamburg, Felix Meiner Verlag, 1969,  p. 120, ISBN 978-3-7873-0303-8.
103. ↑   G.W.F. Hegel, Fenomenologia dello spirito, a cura di V. Cicero, Milano, Bompiani, 2008  [1807],  p. 12, ISBN 978-88-452-9002-2.
104. 1 2 3 4  La storia, p. 339.
105. ↑  Storia universale, p. 411.
106. 1 2  Colombo e Rizzatti, p. 39.
107. ↑  Gerosa, p. 362.
108. ↑  Storia universale, pp. 411-412.
109. ↑   Sergio Valzainia, Austerlitz. La più grande vittoria di Napoleone, Mondadori, 2006, ISBN 978-88-04-55900-9.
110. ↑  Colombo e Rizzatti, p. 40.
111. ↑  Gerosa, p. 364.
112. ↑  Colombo e Rizzatti, p. 43.
113. 1 2  La storia, p. 340.
114. ↑  Ludwig, pp. 189-190.
115. 1 2 3  Colombo e Rizzatti, p. 44.
116. ↑  Ludwig, p. 200.
117. ↑  La storia, p. 341.
118. ↑  Colombo e Rizzatti, p. 53.
119. ↑  Bartolomeo Pacca, Napoleone contro Pio VII, Roma, 1944.
120. ↑   Claudio Cerasa, Prigioniero dell'imperatore. Deportazione di Pio VII, su vatican.va, 17 Mag. 2009.
121. 1 2  Colombo e Rizzatti, p. 46.
122. 1 2  La storia, p. 342.
123. ↑  Colombo e Rizzatti, p. 48.
124. 1 2 3  La storia, p. 343.
125. ↑  Colombo e Rizzatti, p. 50.
126. ↑  Bainville, p. 173.
127. ↑  Lefebvre, p. 442.
128. ↑  Ludwig, p. 235.
129. ↑  Colombo e Rizzatti, p. 57.
130. ↑  La storia, p. 346.
131. ↑  Colombo e Rizzatti, p. 58.
132. 1 2  La storia, p. 348.
133. ↑  Lefebvre, pp. 597-598.
134. 1 2  Colombo e Rizzatti, p. 60.
135. ↑  Lefebvre, pp. 599-600.
136. ↑  Gerosa, p. 456.
137. ↑  Lefebvre, p. 421.
138. ↑  Chandler, pp. 1027-1028.
139. ↑  Colombo e Rizzatti, p. 63.
140. 1 2 3 4  La storia, p. 349.
141. ↑  Gerosa, p. 483.
142. 1 2 3  Colombo e Rizzatti, p. 65.
143. ↑  Dumas, p. 124.
144. 1 2  Colombo e Rizzatti, p. 66.
145. ↑  Ludwig, pp. 341-342.
146. ↑  Gerosa, p. 486.
147. ↑  Gerosa, p. 487.
148. ↑  Ussher e Glover.
149. ↑  (FR)  R. Christophe, Napoléon, empereur de l'ile d'Elbe, Librairie Arthème Fayard (1959).
150. ↑   Napoleone sbarca a Portoferraio, su ape-elbana.it. URL consultato il 4 gennaio 2012 (archiviato il 26 dicembre 2011).
151. ↑  Gazzetta di Firenze, 1815.
152. ↑  Ludwig, pp. 344-345.
153. ↑  Ludwig, p. 358.
154. ↑  Ludwig, p. 360.
155. ↑  Gerosa, p. 489.
156. 1 2  Colombo e Rizzatti, p. 70.
157. 1 2  La storia, p. 350.
158. ↑  Ludwig, p. 363.
159. ↑  Colombo e Rizzatti, p. 71.
160. 1 2  La storia, p. 351.
161. ↑  Noto l'aneddoto, narrato anche da Hugo ne I miserabili, che all'imposizione di resa degli inglesi Cambronne abbia risposto semplicemente: «Merde»; altri sostengono invece che abbia risposto con un più formale e militaresco «La Guardia muore ma non si arrende». Gerosa, p. 501., cita entrambe le frasi; Dumas, p. 173. propende per la più celebre parola.
162. 1 2  Colombo e Rizzatti, p. 73.
163. ↑  Ludwig, p. 385.
164. ↑  Ludwig, p. 388.
165. ↑  Colombo e Rizzatti, p. 75.
166. ↑  Ludwig, p. 486; Dumas, p. 186.
167. ↑  (EN) Milo Keynes, The death of Napoleon, in The Royal Society of Medicine, agosto 2004, PMID 15459279. URL consultato il 14 febbraio 2021 (archiviato dall'url originale il 12 luglio 2012).
168. 1 2   Sulla morte di Napoleone, su margheritacampaniolo.it. URL consultato il 2 gennaio 2012 (archiviato il 10 dicembre 2012).
169. ↑  (EN) Lugli A, Clemenza M, Corso PE, di Costanzo J, Dirnhofer R, Fiorini E, Herborg C, Hindmarsh JT, Orvini E, Piazzoli A, Previtali E, Santagostino A, Sonnenberg A, Genta RM., The medical mystery of Napoleon Bonaparte: an interdisciplinary exposé, maggio 2011, PMID 21326012.
170. 1 2 3  Colombo e Rizzatti, p. 78.
171. ↑  (EN)  Richard Henry Horne, The History of Napoleon, Londra, 1840.
172. ↑   François Lagrange, Les Invalides, in L'estampille/L'objet d'art, n. 21, gennaio 2006,  p. 51.
173. ↑  G. Blond, Vivere e morire per Napoleone, pp. 7-9.
174. ↑  Tulard, pp. 9-16.
175. ↑  G. Wootten, Waterloo 1815, p. 10.
176. ↑  A. Mathiez, G. Lefebvre, La Rivoluzione francese, vol. II, p. 390.
177. ↑  Tulard, p. 242.
178. ↑  Nicolson, p. 265.
179. ↑  F. Herre, Metternich, p. 79.
180. ↑  E. V. Tarle, 1812: la campagna di Napoleone in Russia, pp. 360-361.
181. ↑  Chandler, p. 1031.
182. ↑  Liddell Hart, p. 224.
183. ↑  Liddell Hart, pp. 223-224.
184. ↑  Chandler, pp. 200-210.
185. ↑  Lefebvre, p. 232.
186. ↑  Lefebvre, pp. 220-225, 234-235.
187. ↑  Lefebvre, p. 234.
188. ↑  Ludwig, pp. 409-410.
189. ↑  Ludwig, p. 415. Napoleone parlava di "coraggio delle due di notte", per indicare la sua capacità di far fronte all'imprevisto.
190. ↑  Chandler, pp. 212-214.
191. ↑  Lefebvre, p. 167.
192. ↑  Lefebvre, p. 620.
193. ↑  D.Lieven, La tragedia di Napoleone in Russia, p. 509.
194. ↑  Nicolson, p. 16.
195. ↑  Tulard, pp. 243-244.
196. ↑  Chandler, pp. 212-222.
197. ↑  Lefebvre, p. 233.
198. ↑  Chandler, pp. 240-246.
199. ↑  Lefebvre, pp. 233-234.
200. ↑  Tulard, p. 244.
201. ↑  Chandler, pp. 259-272.
202. ↑  Lefebvre, pp. 234, 263.
203. ↑  Lefebvre, p. 236.
204. ↑  Lefebvre, p. 235.
205. ↑  Lefebvre, pp. 227-231.
206. ↑  Lefebvre, pp. 218, 235-236.
207. ↑  Gallo, pp. 496-497.
208. ↑  (FR)  Jean-Marie Mayeur, Alain Corbin, Arlette Schweitz (a cura di), Les immortels du Sénat, 1875-1918. Les cent seize inamovibles de la Troisième République, Paris, Publications de la Sorbonne, 1995.
209. ↑   • Afficher le sujet - ordres et décorations (archiviato dall'url originale l'8 dicembre 2015).